# Époque de Muromachi
1333–1573
Entités précédentes :
- Restauration de Kenmu

Entités suivantes :
- Époque Azuchi Momoyama

L'époque de Muromachi (室町時代, Muromachi jidai) est l'une des 14 subdivisions traditionnelles de l'histoire du Japon, qui s'étend entre 1336 et 1573. Elle correspond à l'époque de « règne » des shoguns Ashikaga. Le nom de cette période vient du quartier de Muromachi, site choisi à Kyōto par les Ashikaga pour y installer à compter de 1378 le siège de leur gouvernement.
Elle est classiquement divisée en plusieurs sous-périodes. Ashikaga Takauji avait participé activement à la chute du shogunat de Kamakura en 1333 pour le compte de l'empereur Go-Daigo, qui exerça le pouvoir durant la courte période de la Restauration de Kenmu (1333-1336), mais il choisit finalement de rompre avec son autorité pour prétendre à la fonction de shogun, en s'appuyant sur la branche de la famille impériale rivale de celle de l'empereur en titre. Cela marqua le début de la période des Cours du Sud et du Nord, Nanboku-chō (1336-1392), durant laquelle deux lignées revendiquaient le trône impérial, celle qui était de fait sous la coupe des Ashikaga triomphant finalement. Cette période fut marquée par de nombreux conflits récurrents, certes de dimension encore limitée, mais parfois très destructeurs localement, et vit l'affirmation dans les provinces des gouverneurs militaires (shugo) au service du shogunat. Après avoir réunifié les deux cours impériales, le shogun Ashikaga Yoshimitsu consolida l'hégémonie du pouvoir shogunal. La période d'une durée d'un siècle environ qui suivit est considérée par certains comme la période de Muromachi à proprement parler, en tout cas celle durant laquelle l'autorité des shoguns Ashikaga n'est pas contestée. Leur pouvoir est cependant très affaibli en 1441 après l'assassinat du shogun Ashikaga Yoshinori, qui facilite un nouvel accroissement de l'autonomie des seigneurs provinciaux. Après la guerre d'Ōnin (1467-1477), ceux-ci deviennent de véritables « seigneurs de la guerre » constituant des États autonomes ne reconnaissant plus l'autorité des shoguns : c'est l'époque des « provinces en guerre », Sengoku (1477-1573). Les Ashikaga continuent à détenir le titre de shogun, mais ils n'ont alors plus qu'une autorité nominale, jusqu'à ce que le dernier d'entre eux soit destitué en 1573 par le seigneur de la guerre le plus puissant de l'époque, Oda Nobunaga.
Cette période longue de plus de deux siècles, succédant à l'époque de Kamakura (1185-1333), constitue une sorte de « Bas Moyen-Âge » japonais, conclue par la période Sengoku qui est une phase de transition entre le Japon médiéval et le Japon de la première modernité de l'époque d'Edo (1603-1868). Elle fut caractérisée par une omniprésence des affrontements guerriers, qui mobilisent de plus en plus de troupes et entraînent de profonds changements à tous les niveaux de la société, à commencer par la domination de plus en plus marquée du groupe des guerriers, et parmi celui-ci d'importantes mobilités sociales liées aux sorts des armes. Ce fut aussi une période de croissance démographique et économique marquées, voyant en particulier l'apparition de nombreuses villes, et la consolidation des communautés villageoises qui profitaient de l'essor agricole. Dans le domaine de la culture cette période fut cruciale pour la formation de l'esthétique japonaise moderne, reposant sur la fonctionnalité, la sobriété, la sociabilité, visible aussi bien dans l'architecture d'intérieur, la poésie que la cérémonie du thé, qui se diffusa depuis le milieu des élites du Kinai vers les autres provinces et couches sociales.

## Histoire politique du Japon sous les Ashikaga

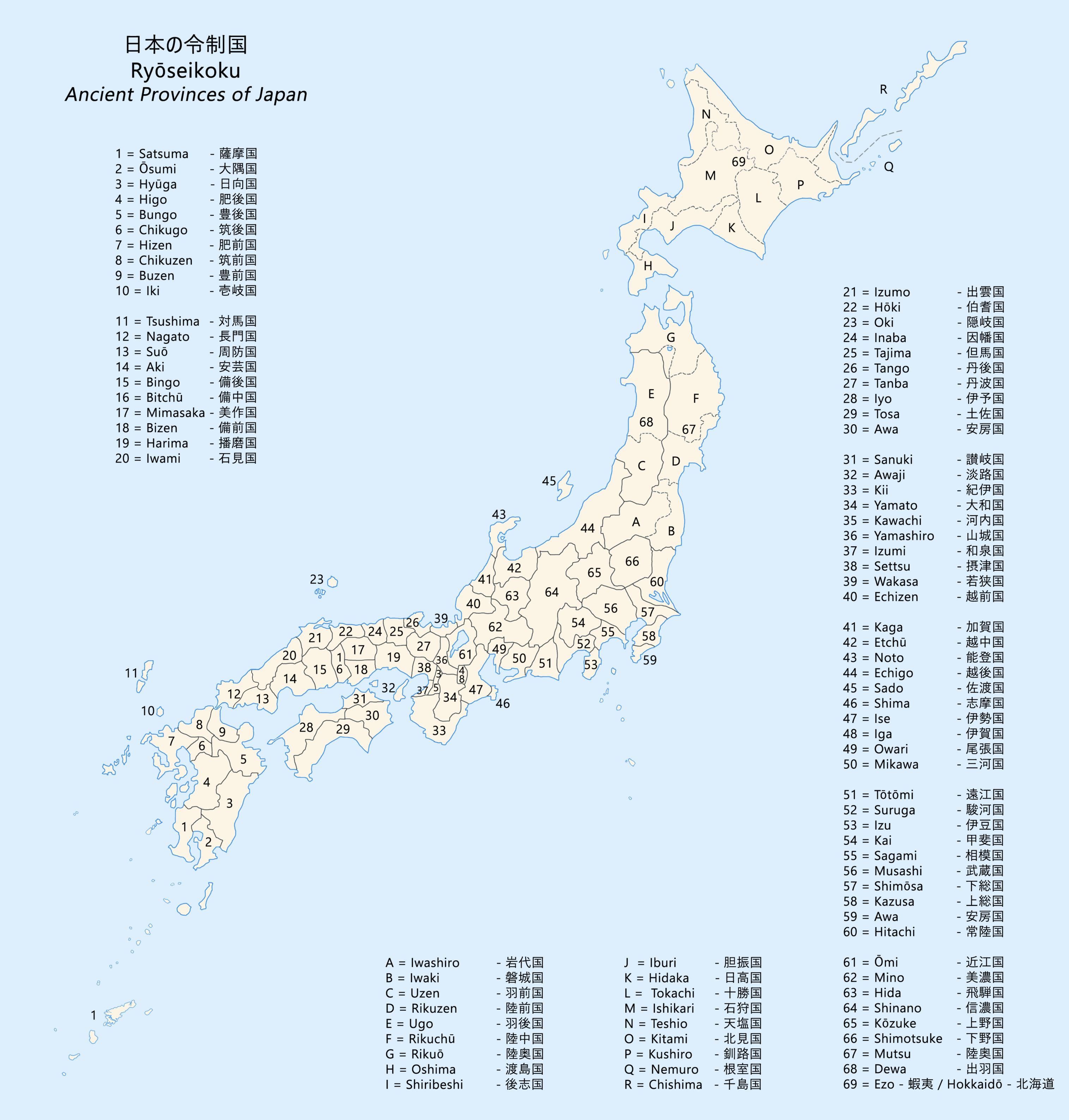
Localisation des provinces du Japon médiéval.

### Découpage chronologique
La longue période de Muromachi est du point de vue politique une phase historique longue de plus de trois siècles, marquée par la récurrence des conflits militaires et une tendance à l'éclatement politique, plus prononcée dans ses dernières périodes. Son découpage interne ne donne pas lieu à consensus. La délimitation de la période correspond à celle du shogunat des Ashikaga, de 1336 à 1573. Mais le fait que ceux-ci ne furent pas hégémoniques la plupart du temps est pris en compte par l'inclusion de deux sous-périodes traditionnelles à son début et à sa fin, correspondant aux moments où le pouvoir du shogun était contesté ou ignoré : l'époque des Cours du Sud et du Nord (Nanboku-chō) de 1336 à 1392, et l'époque des « provinces en guerre » (Sengoku), aux contours mal définis, en gros de 1477 à 1573. La première période fut marquée par l'existence d'un pouvoir impérial concurrençant le shogunat, qui se soumit finalement dans les dernières années du XIVe siècle et laissa la place à la domination hégémonique des Ashikaga. Certains font démarrer vers ce moment une période courte de Muromachi, notamment à partir de 1378 qui correspond à l'installation effective du shogunat dans le palais de Muromachi, et qui durerait en gros un siècle, jusqu'à la guerre d'Ōnin (1467-1477) ou au coup d'État de 1493, qui marquèrent la fin définitive de l'influence politique des shoguns. Quoi qu'il en soit il est courant de reconnaître deux tournants politiques majeurs au XVe siècle dans le processus d'affaiblissement du shogunat et de division : l'assassinat du shogun Yoshinori par un de ses vassaux en 1441 qui vit la fin de l'hégémonie des Ashikaga et la guerre d'Ōnin de 1467 à 1477 qui marqua définitivement l'éclatement politique du pays. Après cette dernière date, l'époque Sengoku a pu être présentée comme une « phase de Muromachi tardive » aux problématiques différentes de la précédente. Du point de vue politique la fin de l'époque de Muromachi en 1573 est peu parlante puisqu'elle prend en compte la destitution du dernier shogun Ashikaga alors que les détenteurs de cette fonction avaient depuis longtemps perdu toute influence politique significative. La division du pays s'achève en 1600 avec la victoire décisive de Tokugawa Ieyasu, ce qui fait que la phase d'unification qui va des années 1570 à 1600/03 (l'époque Azuchi Momoyama) présente encore beaucoup de caractéristiques communes avec l'époque Sengoku, au point que certains étendent celle-ci jusqu'à la fin du XVIe siècle.

### La fondation du shogunat des Ashikaga
L'époque de Kamakura avait vu la mise en place du régime du shogunat (ou Bakufu), dirigé depuis Kamakura en principe par celui qui détenait la charge de chef suprême du commandement militaire, le shogun. En pratique les chefs du clan Hōjō détenaient le pouvoir effectif par le biais de la charge de régent du shogun (shikken). Le pouvoir impérial de Kyoto, placé sous surveillance par le shogunat, avait perdu sa prééminence, le shogunat ayant établi progressivement son contrôle sur l'administration du pays. Son prestige avait encore plus été entamé par sa division en deux branches rivales, celle du Daikaku-ji et celle du Jimyō-in, à la fin du XIIIe siècle. Les Hōjō, dont le pouvoir avait été consolidé par la victoire contre l'invasion mongole de 1281, avaient dû arbitrer cette querelle, en instaurant un principe d'alternance entre les deux lignages (ryōtō-tetsuritsu) pour l'exercice de la fonction impériale. Cependant, les premières décennies du XIVe siècle furent difficiles pour les Hōjō qui perdirent de leur autorité sur la classe guerrière. Ils n'étaient pas parvenus à récompenser tous ceux qui avaient participé aux combats contre les Mongols, et leur pouvoir avait pris un tournant plus autoritaire, en même temps qu'il était pour la première fois secoué par des querelles internes. L'empereur Go-Daigo, de la lignée Daikaku-ji, ambitionna de renverser le shogunat pour instaurer un gouvernement impérial. Il se souleva sans succès en 1324 puis en 1331, étant exilé dans les îles Oki à la suite de son second échec. Mais il préserva des soutiens qui minèrent l'influence des Hōjō à Kyoto, le mécontentement contre le shogunat étant à son comble. Lorsque Go-Daigo revint sur Honshū en 1333, le pouvoir de Kamakura dépêcha contre lui un des chefs militaires du Kantō, Ashikaga Takauji. Cependant celui-ci, qui n'appartenait pas à la catégorie des hommes-liges du shogunat qui étaient ses vassaux les plus fidèles, choisit finalement de se ranger du côté de l'empereur. Il élimina le représentant du shogunat à Kyoto. Un autre chef guerrier du Kantō, Nitta Yoshisada, leva à son tour une armée contre le shogunat, qui s'empara de Kamakura et accula au suicide le régent Hōjō et la plupart de son clan.
Le régime que tenta d'instaurer Go-Daigo — que l'historiographie désigne comme restauration de Kenmu (d'après le nom de l'ère Kenmu, 1334-1338) — ambitionnait d'installer un régime impérial fort suivant l'exemple chinois. Il ne parvint cependant pas à s'assurer la loyauté des membres du groupe guerrier. Ashikaga Takauji, qui s'était mis à son service et installé à Kyoto, en profita. En 1335, il partit pour le Kantō afin de réprimer une révolte fomentée par ce qu'il restait du clan Hōjō, et rompit dans la foulée son allégeance à Go-Daigo qui n'avait pas voulu lui conférer la dignité de shogun. Après avoir rallié des guerriers du Kantō à sa cause, Takauji retourna dans le Kinai en 1336 où il affronta le principal chef militaire au service de Go-Daigo, Kusunoki Masashige, qui fut vaincu et se suicida. Go-Daigo se réfugia dans le sud du Kinai à Yoshino, où il installa sa cour, laissant Kyoto à Takauji. Les conflits se poursuivirent, les armées Ashikaga éliminant notamment les généraux adverses Nitta Yoshisada et Kitabatake Akiie en 1338. Takauji s'était alors rapproché de la branche du Jimyō-in de la famille impériale, rivale de Go-Daigo, et installa le prétendant Kōmyō sur le trône d'empereur à Kyoto. En retour, celui-ci lui conféra la fonction de shogun, marquant le début du shogunat des Ashikaga.

### L'époque des Cours du Sud et du Nord

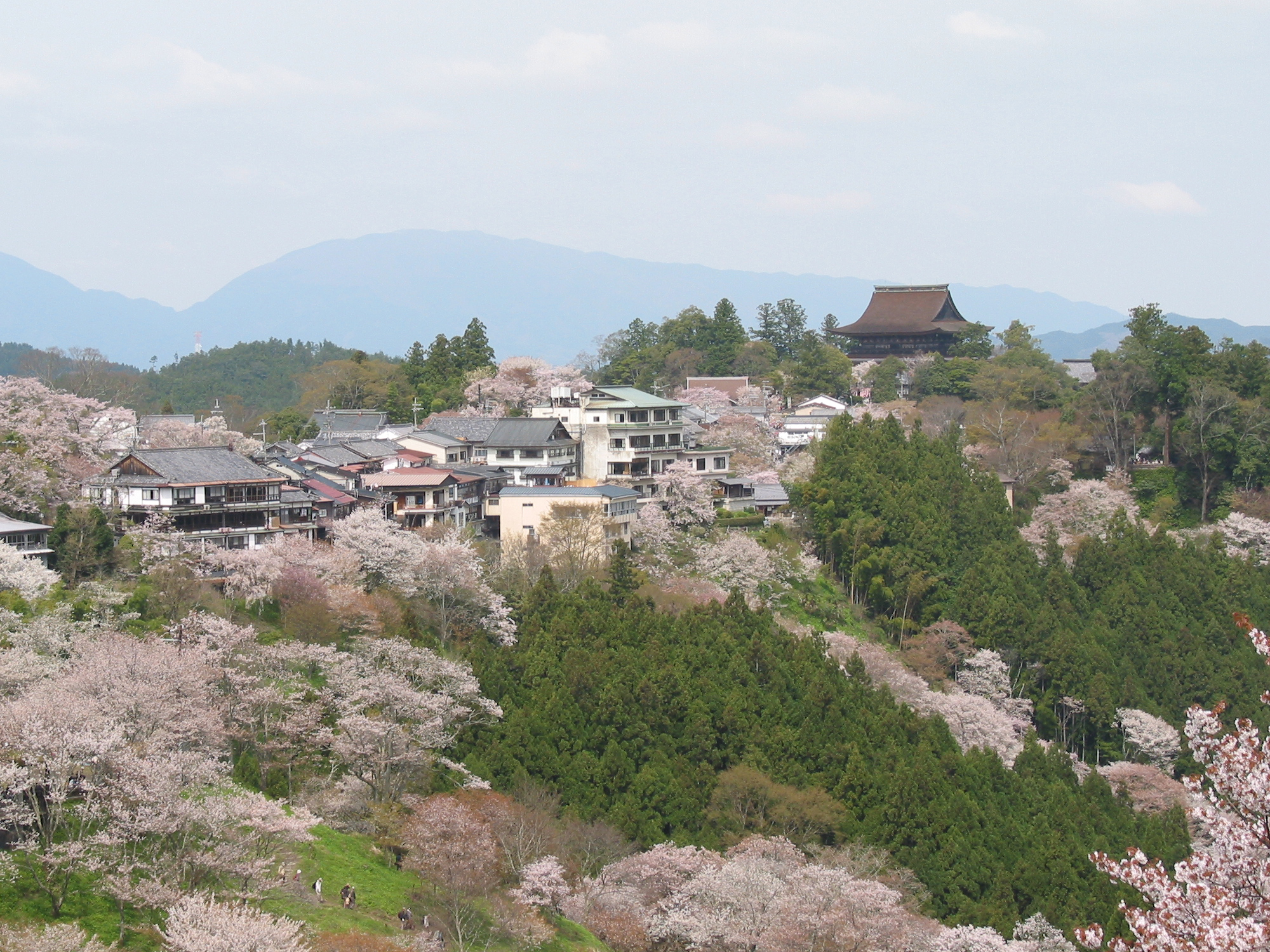
Yoshino (préfecture de Nara), capitale de la Cour du Sud.

Les années 1330 constituèrent une rupture majeure dans l'histoire du Japon médiéval, avec la fin du shogunat de Kamakura, la réorganisation des pouvoirs politiques, et le triomphe de la violence en tant que moyen d'affirmation politique aboutissant à la mise en place d'une société marquée par la récurrence de la guerre. La période qui s'ouvre est désignée comme période des « Cours du Sud et du Nord » (Nanboku-chō ; expression inspirée des dynasties du Sud et du Nord de Chine) car elle fut marquée par la présence de deux lignées revendiquant le pouvoir impérial, celle qui était installée à Yoshino (la « Cour du Sud ») autour des successeurs de Go-Daigo (qui mourut en 1339), et celle qui était établie à Kyoto (la « Cour du Nord ») sous la coupe des shoguns Ashikaga. Cette scission joua un grand rôle dans le désordre politique qui s'installa plusieurs décennies, puisqu'elle sapa le principe de légitimité politique suprême et fournit l'opportunité à divers groupes pour s'engager dans des conflits servant leurs propres ambitions sous le prétexte de soutenir l'un ou l'autre des deux camps, tandis que les affrontements mettant aux prises les deux cours ne se soldaient pas par des victoires décisives mais pouvaient être très destructeurs. Le groupe guerrier ne présentait vraiment pas d'unité derrière les shoguns Ashikaga, les différents clans préférant consolider leurs bases provinciales en profitant de l'instabilité du centre politique, tandis que le pouvoir shogunal cherchait leur appui en leur conférant plus de prérogatives et donc en renforçant le mouvement de décentralisation politique.
En fait il apparut évident que la Cour du Sud n'était pas en mesure de rivaliser avec celle du Nord après l'échec des entreprises militaires de Kitabatake Chikafusa en 1343. Bien qu'elle fût incapable de mener des campagnes ambitieuses, elle maintenait quelques bases que le shogunat ne parvint pas à réduire, dans les provinces autour de Yoshino et aussi à Kyūshū où s'était établi un fils de Go-Daigo, le prince Kaneyoshi. Le shogunat fut ensuite traversé par une rivalité montante entre Takauji et son frère cadet Tadayoshi, qui prenait de plus en plus d'envergure dans l'administration du shogunat. L'affrontement entre les deux éclata en 1349 (incident de Kan'ō), en raison d'un désaccord entre Tadayoshi et Kō no Moronao, le « premier ministre » de Takauji. Le shogun se rangea aux côtés du second et demanda à son frère de se retirer des affaires politiques. Tadayoshi refusa et rompit avec son frère avec l'appui de son fils adoptif Tadafuyu. Mais ils ne reçurent aucun appui des grands clans guerriers, et se réfugièrent à Kyūshū puis à Kamakura. Les affrontements emportèrent certes Moronao en 1351, mais Tadayoshi ne parvint pas à gagner en puissance et mourut l'année suivante, peut-être d'un empoisonnement. Ses partisans de l'ouest restèrent cependant opposés au shogunat jusqu'en 1363, année du ralliement des clans Ōuchi et Yamana au shogunat. Takauji était mort en 1358 et son fils Yoshiakira lui avait succédé, puis en 1368 le fils de ce dernier, Yoshimitsu, devint à son tour shogun. Celui-ci dépêcha des troupes à Kyūshū qui obtinrent la reddition de Kaneyoshi en 1372, mettant fin au dernier bastion provincial notable de la Cour du Sud. Plutôt que de tenter une offensive décisive contre Yoshino, Yoshimitsu préféra opter pour la négociation afin d'obtenir la soumission de l'empereur du Sud, qui ne représentait plus une menace.
La situation militaire de la seconde moitié du XIVe siècle profita aux chefs de clans guerriers provinciaux, détenteurs de la charge gouverneur militaire, shugo, qui se muèrent progressivement en potentats locaux. Afin d'obtenir leur participation active aux conflits de l'époque, le shogunat leur avait octroyé plus de prérogatives qu'ils n'en avaient à l'époque de Kamakura, à commencer par la possibilité de prélever la moitié de l'imposition due par les domaines (hanzei) et des fonctions judiciaires dans leur territoire, ce qui leur permit de se constituer un réseau de vassaux guerriers (kashindan) parmi leur parentèle ou les guerriers de rang moindre de leur province d'attribution. Ils devinrent ainsi de véritables « seigneurs » dans celle-ci. Les Ashikaga s'appuyèrent avant tout sur des lignages issus comme eux du clan Minamoto de la lignée Seiwa-Genji (celui des fondateurs du shogunat de Kamakura), qui avaient une dimension très modeste au début du XIVe siècle et gagnèrent alors une importance considérable (Hosokawa, Yamana, Imagawa, Hatakeyama, Shiba, etc. ; aussi le clan Uesugi qui était celui de la mère de Takauji), et secondairement sur les clans de gouverneurs militaires déjà en place qui étaient jugés moins fiables (Takeda, Ōuchi, Shimazu, etc.) et qui reçurent souvent des fonctions en dehors des territoires où ils avaient leur implantation traditionnelle. Cette nouvelle élite militaire est désignée par les historiens par l'expression « shugo-daimyō »,. Dans ce contexte heurté favorable à la recomposition de l'organisation du groupe guerrier apparurent également des ligues (ikki) d'hommes d'armes de la catégorie des « hommes de provinces », kokujin (on parle de ce fait de kokujin-ikki), dont la loyauté n'était pas autant acquise que par le passé aux institutions shogunales. Ils se liaient par une prestation de serment donnant lieu à un acte écrit, formant un genre d'organisation transcendant les liens claniques et vassaliques traditionnels au profit de relations volontaires et égalitaires mettant en avant les solidarités entre les guerriers qui y adhéraient. Elles fonctionnèrent au départ comme des corps de troupe pour les shugo dans les guerres de la seconde moitié du XIVe siècle, mais leur loyauté n'était jamais acquise à un chef militaire. En effet plusieurs de ces ligues s'opposèrent à des shugo cherchant à imposer leur autorité dans leurs provinces ; ainsi en 1400 les kokujin de la province de Shinano parvinrent à chasser Ogasawara Nagahide qui en avait été nommé shugo. Elles furent donc pour les autorités centrales une force locale à prendre en considération.

### L'hégémonie des Ashikaga

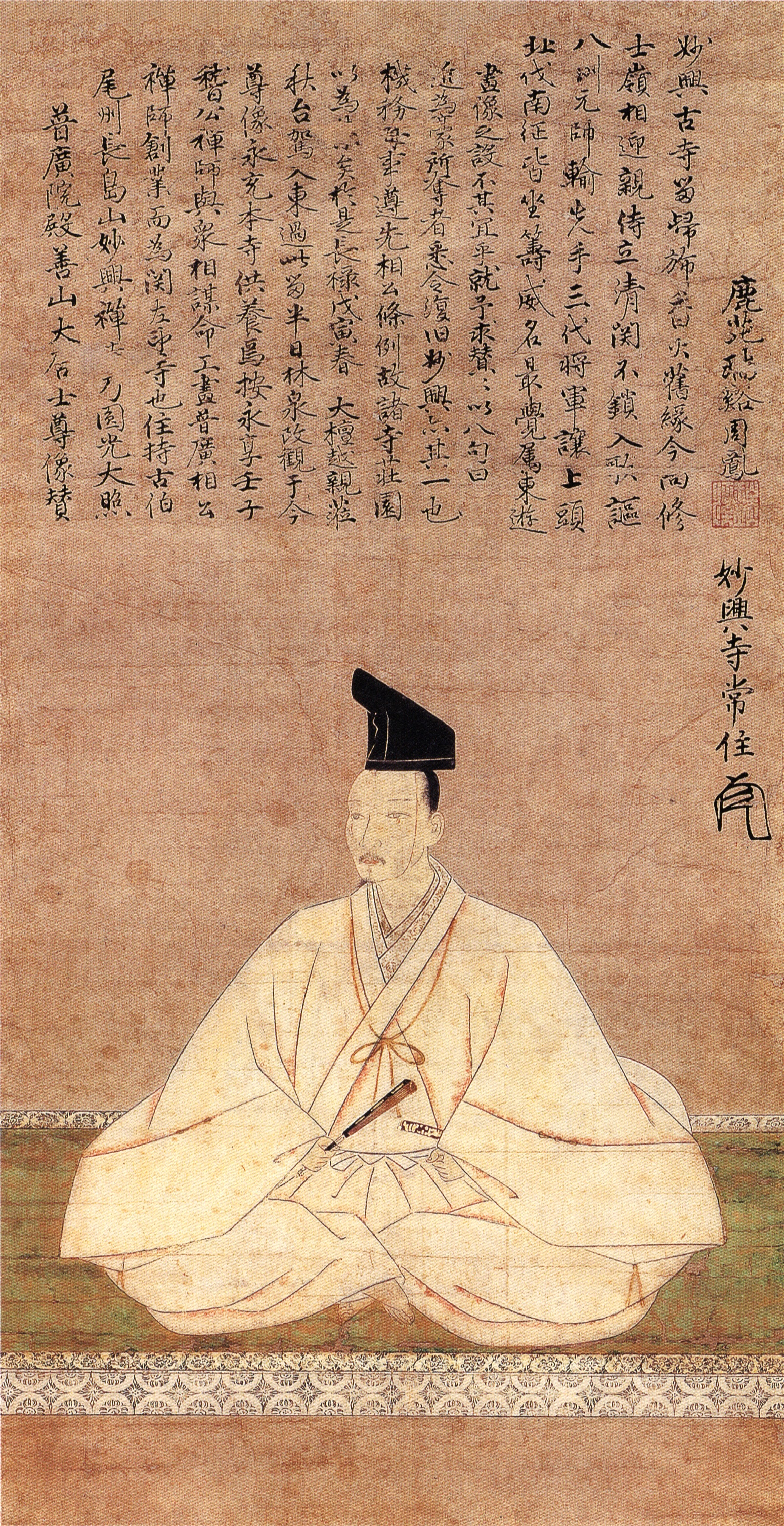
Portait d'Ashikaga Yoshinori (1394-1441), commandité par son fils Yoshimasa en 1458. Myōkō-ji d'Ichinomiya.

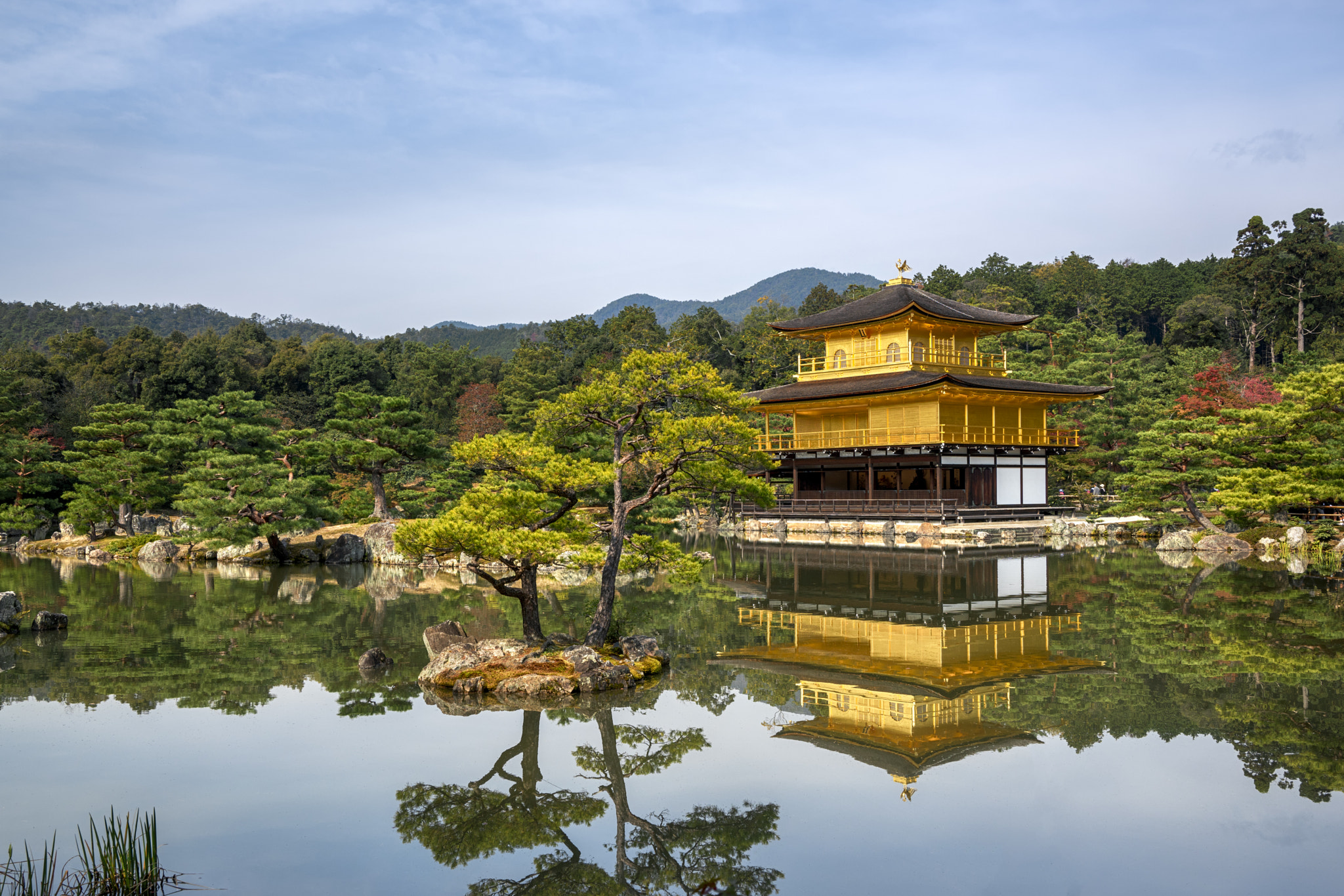
Le « Pavillon d'Or » (Kinkaku) de Yoshimitsu, construit à la fin du XIV, restauration des années 1950, Kyoto.

En 1392, le dernier empereur de la Cour du Sud, Go-Kameyama, présenta sa soumission à Yoshimitsu. Cela marqua l'aboutissement d'un processus qui avait rogné sur plusieurs siècles le pouvoir impérial au profit des guerriers et en premier lieu de leurs chefs, les shoguns. Au terme de l'époque des Cours du Sud et du Nord, il n'y avait plus de partage du pouvoir entre les deux comme cela avait pu être le cas durant l'époque de Kamakura. Il s'ensuivit une période durant laquelle les shoguns Ashikaga exercèrent un pouvoir hégémonique incontesté sur le Japon, jusqu'en 1441. Yoshimitsu (1368-1408), établi à partir de 1378 dans le palais de Muromachi, avait déjà organisé son autorité, qui n'était plus inquiétée depuis au moins une vingtaine d'années par les empereurs de la Cour du Sud. Sans doute afin de faciliter la passation du pouvoir à son héritier désigné Yoshimochi, il lui transmit en 1394 la fonction de shogun et se fit octroyer par l'empereur le titre de Ministre des Affaires suprêmes (dajō-daijin), qui n'avait jusqu'alors qu'un sens honorifique. Il conserva dans les faits les rênes du pouvoir, exercé à partir de 1397 depuis le Pavillon d'Or (Kinkaku-ji). Dans ce processus d'affermissement de son autorité, il eut à plusieurs reprises à réprimer des révoltes de gouverneurs militaires (Toki Yoriyasu en 1379, Yamana Ujikiyo en 1399 et Ōuchi Yoshihiro en 1399).
Le pouvoir du shogun avait également été consolidé institutionnellement. Le shogunat de Muromachi reprenait largement l'héritage institutionnel de celui de Kamakura, avec ses organes de gouvernement central : Bureau des samouraïs (Samurai dokoro) chargé de la gestion des vassaux guerriers, Bureau des affaires juridiques (Monchūjo) chargé de l'instruction des affaires judiciaires majeures et de l'archivage des dossiers juridiques, Chancellerie (Mandokoro) chargée de rédiger les actes officiels (puis reprenant les affaires juridiques au précédent au XVe siècle). Néanmoins pour faire office de « premier ministre » du shogun la fonction de « régent » (shikken) dont disposaient les Hōjō par le passé ne fut pas reprise. Elle fut remplacée par celle de kanrei, confiée de manière tournante à trois clans apparentés aux Ashikaga, les Hosokawa, les Shiba et les Hatakeyama. Yoshimitsu eut l'habitude de jouer des différentes factions divisant l'élite politique, changeant de ministre s'il le jugeait nécessaire, et il se rapprocha également de la cour impériale où il obtint plusieurs dignités et des nobles de cour (notamment le clan Hino dont il épousa une des filles, Nariko) peut-être dans l'ambition d'unifier les deux cours (shogunale et impériale) de Kyoto. Pour assurer l'autorité du shogunat sur le Kantō, terre d'origine des Ashikaga, pays des guerriers vu comme lointain et potentiellement turbulent depuis Kyoto, avait été créée en 1349 une sorte de « vice-shogun », le Kantō kubō, qui appartenait au clan Ashikaga. Son premier détenteur fut un fils de Takauji, Motouji, qui avait donné naissance à une branche secondaire du clan dans lequel la fonction se transmit, constituant une administration propre à Kamakura répliquant celle de Kyoto et ayant autorité sur l'est et le nord du pays (Kamakura-fu ou Kantō-fu) ; ils étaient assistés par un second, nommé shitsuji puis Kantō kanrei, choisi dans le clan Uesugi. Sous le règne de Yoshimitsu, Ujimitsu puis son fils Mitsukane qui détenaient la charge de kubō du Kantō, se posèrent parfois en rivaux du pouvoir de Kyoto, disposant d'une large autonomie, mais n'osèrent pas se révolter. Les shugo reconnaissaient de leur côté l'autorité du shogun à qui ils devaient leur fonction et donc une bonne part de leur légitimité dans leur territoire, et ils avaient souvent dû tenir une résidence à Kyoto auprès du shogunat. Ils n'en restaient pas moins turbulents dans les provinces malgré la fin de la guerre civile, plusieurs conflits locaux déchirant des clans guerriers, mais sans menacer sérieusement l'autorité shogunale,.
En 1401, sûr de son pouvoir, Yoshimitsu restaura les relations officielles avec l'empire chinois des Ming en envoyant une délégation sur le continent, et l'année suivante il reçut en retour une ambassade chinoise qui lui reconnaissait le titre de « roi du Japon », ce qui fut sans nul doute un succès pour la légitimation de son pouvoir même si cela lui conférait un statut de vassal de la Chine. Selon certains, il aurait même caressé l'idée de devenir empereur du Japon.
Après la mort de Yoshimitsu en 1408, son fils Yoshimochi exerça le pouvoir, infléchissant l'approche absolutiste de son père, son règne étant plutôt paisible, le seul incident majeur étant une révolte des clans du Nord contre les excès autoritaires du vice-shogun de Kamakura, Mochiuji, en 1417. En 1423 il se retira au profit de son fils Yoshikazu, mais celui-ci mourut deux années plus tard. Trois ans après (1428), Yoshimoshi décéda à son tour. Dans la foulée survint la première révolte paysanne d'envergure, celle de l'ère Shōchō, après de mauvaises récoltes, ce qui causa d'importants troubles dans le Kinai. Le nouveau shogun ne fut désigné qu'en 1429, par la procédure de tirage au sort : ce fut Yoshinori, fils de Yoshimitsu, qui avait été rappelé alors qu'il avait prononcé ses vœux bouddhistes. Ce personnage au tempérament autoritaire suscita contre lui un mécontentement grandissant. Sont ainsi imputés à ce shogun une série d'excès allant de la mise à mort injustifiée de vassaux à l'expulsion de tous les poulets de la capitale en 1433. Tout cela instaura un climat de tension au sommet du pouvoir. La situation s'aggrava à la suite de la répression brutale de la révolte du vice-shogun de Kamakura en 1439. Le kanrei et plusieurs shugo menacèrent de quitter la capitale après avoir brûlé leurs résidences en protestation contre l'autoritarisme croissant du shogun, qui pourtant ne modéra guère son mode de gouvernement. Ces tensions trouvèrent leur concrétisation en 1441, quand le shogun fut assassiné par un de ses vassaux, Akamatsu Mitsusuke, qui craignait d'être à son tour victime d'une condamnation à mort en raison de son implication dans des conflits provinciaux. Cet événement porta un coup très rude au prestige et à l'autorité du régime shogunal, qui s'enfonça dans un déclin irrémédiable dans les décennies suivantes.

### La fin de l'autorité du shogunat
Akamatsu Mitsusuke fut rapidement vaincu par des troupes conduites par le clan Yamana qui récupéra les domaines du vaincu et devint ainsi une force majeure de la partie occidentale de Honshū. Mais les successeurs de Yoshinori, Yoshikatsu qui ne régna que deux années, puis Yoshimasa, plus porté vers la culture que la politique, ne parvinrent pas à rétablir leur autorité. Le clan Hino avec lequel les Ashikaga avaient poursuivi leurs alliances matrimoniales depuis l'époque de Yoshimitsu avait gagné en importance politique et économique, avec l'action de l'épouse du shogun, Hino Tomiko, et de son frère Katsumitsu, tandis que les chefs des plus puissants clans guerriers (Hosokawa, Yamana) ambitionnaient de profiter de l'affaiblissement du shogunat pour le placer sous leur coupe.
Ces conditions accélérèrent la fragmentation politique des provinces sous l'effet de diverses forces centrifuges, avant tout les shugo des provinces éloignées de Kyoto qui se souciaient de moins en moins du gouvernement central. Ainsi dans le Kantō, l'échec de la révolte du vice-shogun en 1439 avait sonné le glas de l'influence de la branche des Ashikaga qui la détenait, qui passa sous la coupe des Uesugi (théoriquement chargés de la seconder), mais la scission de ce même clan en deux branches rivales divisa en retour les Ashikaga du Kantō et la fonction de vice-shogun après 1457. De toute manière les clans guerriers de l'Est ne respectaient plus l'autorité des vice-shoguns depuis plusieurs années déjà, et l'affaiblissement des Uesugi en raison de leurs rivalités internes accéléra la fragmentation politique de la région, où l'autorité du shogunat était perçue comme trop faible pour jouer un rôle stabilisateur.
Cette période vit également l'éclatement de plusieurs révoltes rurales, à la suite de celle de 1441 qui avait embrasé le Kinai contre les usuriers et spéculateurs (la rébellion de Kakitsu), forçant le shogunat à intervenir en réprimant certains des coupables et en promulguant un édit de rémission de dettes. Les ligues rurales insurrectionnelles se consolidèrent dans les années suivantes autour du groupe des guerriers locaux (jizamurai), étant particulièrement actives dans les années suivant la principale famine du XVe siècle, en 1460-1461, et constituèrent un facteur supplémentaire sapant l'autorité des représentants du pouvoir.
Cette situation déjà quelque peu chaotique s'aggrava à partir du milieu des années 1460 quand plusieurs conflits successoraux se joignirent pour faire exploser ce qui restait d'autorité centrale. D'un côté la cour shogunale était divisée entre deux prétendants à la succession de Yoshimasa, à la suite de la naissance en 1465 de son fils Yoshihisa dont la mère était sa très influente épouse Tomiko, alors qu'il avait auparavant nommé son frère Yoshimi comme héritier. Ailleurs le clan Shiba, dominant les provinces du Tōkai, et le clan Hatakeyama étaient plongés dans des rivalités entre branches. Et à cela s'ajoutait la lutte pour la domination du shogunat opposant les deux plus puissants chefs de clans de l'époque, Yamana Sōzen et Hosokawa Katsumoto, qui étaient prêts à prendre les armes pour prendre le dessus sur l'autre et soutinrent chacun un des prétendants des divers conflits précédents. Cela aboutit à la constitution de deux coalitions rivales mobilisant à l'échelle de l'archipel. Le déclenchement des hostilités survint en 1467, la guerre d'Ōnin, qui embrasa le Kinai et aboutit dès la première année à la destruction de la majeure partie de Kyoto. Les combats entre les deux factions devinrent rapidement sporadiques, surtout après la mort de maladie des deux chefs en 1473, et le conflit s'acheva en 1477 sans vainqueur, mais il avait porté un nouveau coup considérable à l'autorité du shogunat et même à celle des principaux shugo. En effet cette guerre constitua une opportunité pour plusieurs clans guerriers provinciaux secondaires qui étendirent leur influence locale en profitant de l'envoi des troupes de leurs seigneurs et/ou rivaux dans le Kinai, ce qui transporta rapidement les affrontements dans les provinces lorsque ceux dont les positions étaient menacées y revinrent pour les défendre.

### L'âge des provinces en guerre

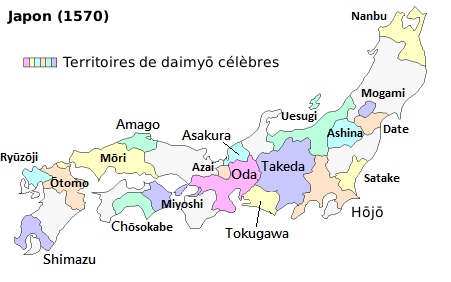
Répartition approximative des ères d'influence des principaux clans en 1570.

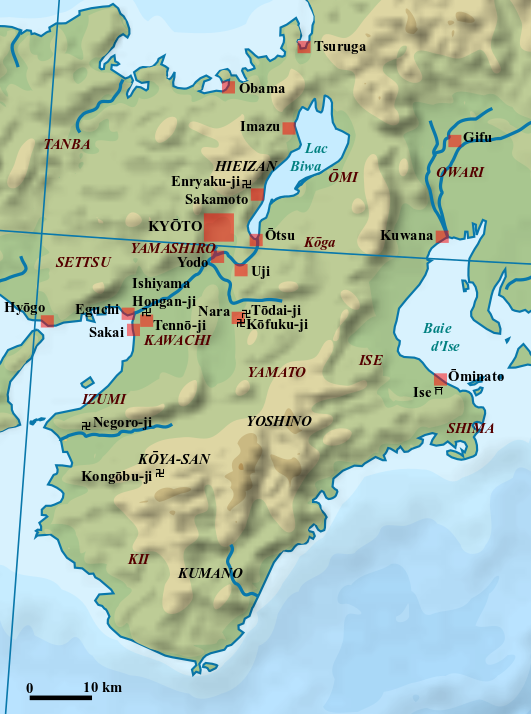
Le Kinai et ses alentours durant l'époque Sengoku.

Au sortir de la guerre d'Ōnin la situation politique du Japon était plus tumultueuse que jamais, marquée par un éclatement politique et une militarisation sans précédent. Cette période est de ce fait nommée époque des « provinces en guerre », Sengoku (dénomination reprise de la période des Royaumes combattants de Chine), parce que l'archipel était alors divisé entre plusieurs entités politiques indépendantes impliquées dans des conflits récurrents. En raison de cette situation instable, la société fut traversée par d'importants mouvements de mobilité sociale et de tentatives d'affirmation politique concernant l'ensemble du spectre social : c'est ce que les contemporains avaient désigné par le terme gekokujō, « le bas l'emporte sur le haut ».
Après l'effondrement du pouvoir central, les daimyō avaient alors la voie libre pour affirmer leurs ambitions, ne plus accepter d'ordres du shogun et se rendre totalement indépendants. Ces personnages, que les historiens regroupent sous l'appellation de « sengoku-daimyō » et qualifient également de « seigneurs de la guerre », ont en fait des profils très divers de par leurs origines, témoignage des bouleversements sociaux de l'époque. Certaines familles de shugo ayant servi les Ashikaga préservèrent leur assise provinciale ou du moins une partie de celle-ci : les Ōuchi dans l'ouest jusqu'au milieu du XVIe siècle, les Imagawa et les Takeda dans l'est, les Shimazu et les Ōtomo à Kyūshū, mais les Shiba perdirent rapidement pied dans le Tōkai et les Hosokawa du Kinai et les Uesugi à l'est furent progressivement affaiblis par leurs anciens vassaux. Ils furent notamment concurrencés par leurs anciens shugo délégués : par exemple les Oda dans le Tōkai, les Amago dans l'ouest, les Nagao à l'est (clan de naissance de Uesugi Kenshin) ou au niveau inférieur par des petits barons locaux, les kokujin/kunishū, ainsi les Mōri et les Date qui devinrent puissants dans la seconde moitié du XVIe siècle. D'autres enfin provenaient des catégories basses du groupe guerrier et connurent donc une ascension sociale impressionnante : Hōjō Sōun dans le Kantō, Saitō Dōsan dans le Mino, plus tard Toyotomi Hideyoshi.

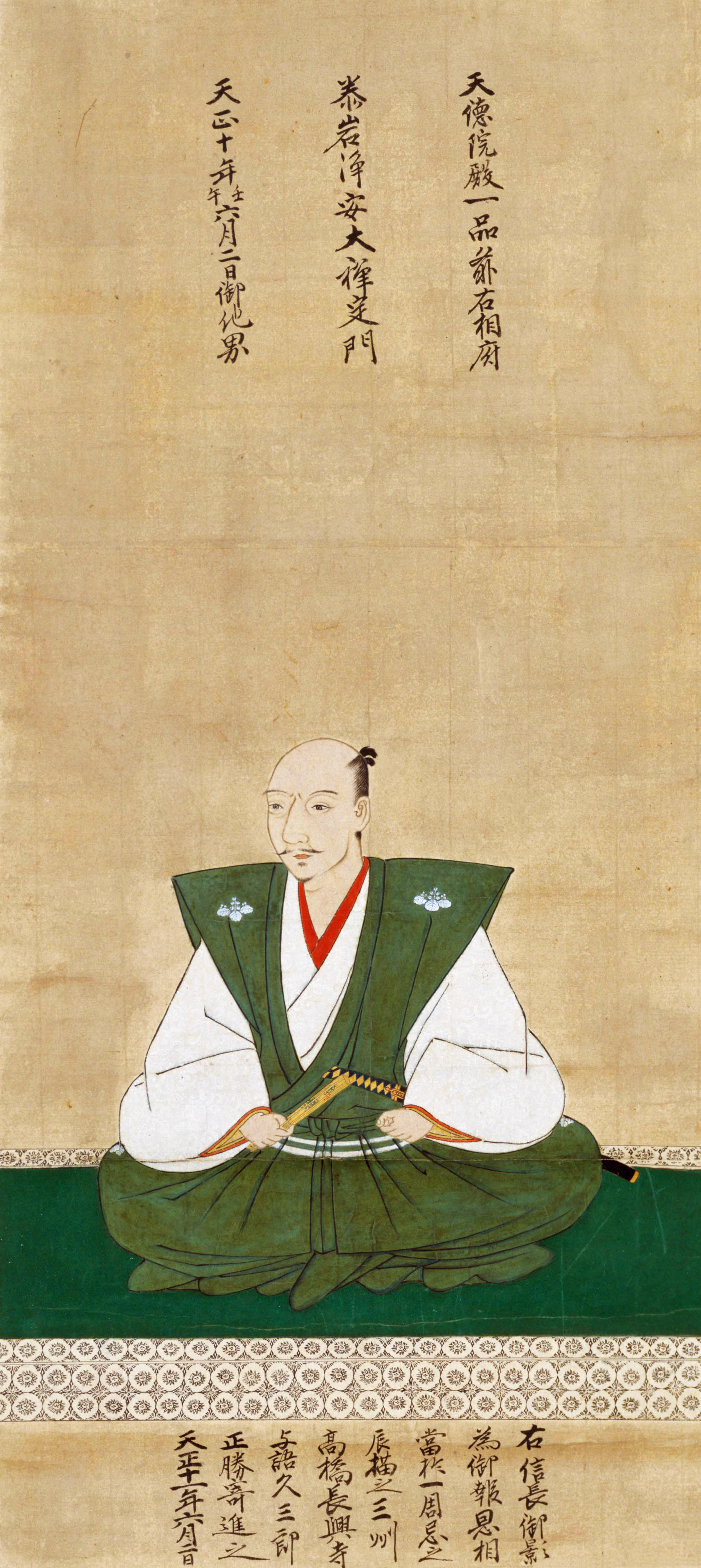
Portrait d'Oda Nobunaga par Kanō Sōshū (1551-1601).

Les événements politiques et militaires de la période sont très houleux, marqués par des guerres récurrentes, de nombreuses trahisons et révoltes, voyant l'éradication totale de plusieurs clans, à l'exemple des Ōuchi qui furent anéantis en 1551 par un de leurs vassaux, Sue Harukata, alors qu'ils avaient jusqu'alors compté parmi les daimyō les plus puissants, leur héritage politique tombant finalement entre les mains d'un autre de leurs vassaux, les Mōri. De la même manière, la plupart des provinces du Japon furent partagées entre les domaines de divers seigneurs de la guerre qui y avaient constitué des États autonomes (les observateurs européens les désignaient d'ailleurs comme des « rois ») qu'ils dirigeaient avec leur clan et leurs vassaux guerriers. Dans les années 1560 les plus puissants étaient : dans le Tōkai Oda Nobunaga (après sa victoire contre Imagawa Yoshimoto en 1560) et dans une moindre mesure Tokugawa Ieyasu ; Takeda Shingen, Uesugi Kenshin et Hōjō Ujiyasu à l'est ; Mōri Motonari à l'ouest de Honshū ; Shimazu Takahisa et Ōtomo Sōrin à Kyūshū ; Chōsokabe Motochika sur Shikoku. Les entités politiques des seigneurs de la guerre s'étaient progressivement consolidées. Ils avaient mis en place leur propre législation, notamment leur propre fiscalité, cherchaient à contrôler plus étroitement leurs vassaux, et organisaient les ressources de leur territoire avant tout pour appuyer leurs ambitions militaires. Progressivement leurs armées mobilisèrent de plus en plus de troupes, qui étaient en permanence sur le pied de guerre, situation largement rendue possible par un essor démographique et économique qui fut à peine entamé par l'état de guerre permanent dans lequel était plongé l'archipel.

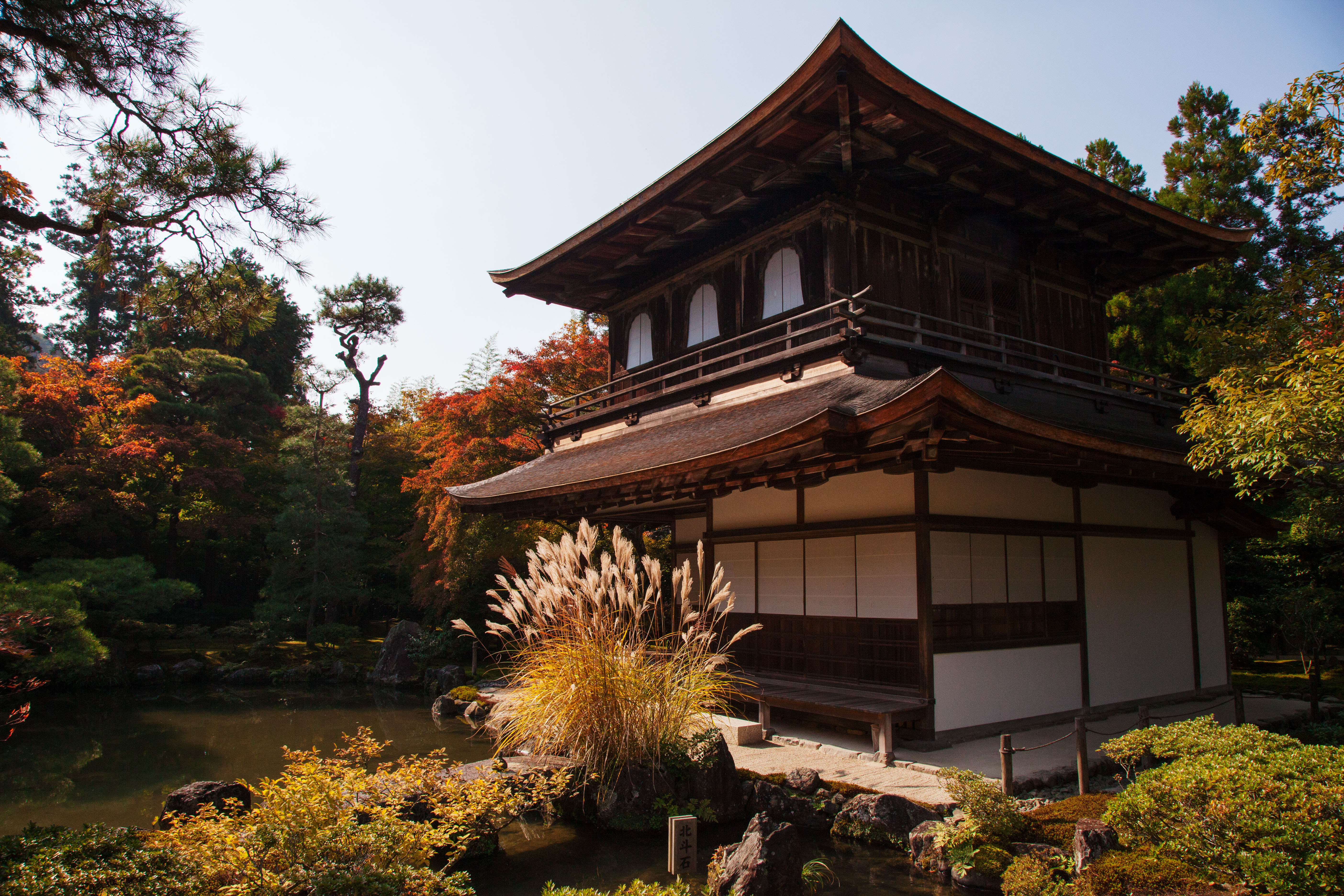
Le « Pavillon d'Argent » (Ginkaku) de Yoshimasa, 1482, Higashiyama, Kyoto.

Dans le Kinai, le shogunat des Ashikaga sortit de la période de la guerre d'Ōnin en ayant perdu à peu près tout ce qui restait de son pouvoir. Après avoir assisté impuissant aux troubles d'Ōnin, Yoshihisa (1473-1489) fut le seul à tenter de renverser cette situation, sans succès, tandis que son père, le shogun retiré Yoshimasa, avait préféré s'éloigner des affaires politiques pour se consacrer à une vie paisible et entretenir une cour d'artistes dans sa retraite de Higashiyama. Leurs successeurs subirent de plein fouet les luttes de pouvoir qui ébranlèrent la capitale, puisqu'en dépit de leur perte de pouvoir effectif ils restaient symboliquement une source d'autorité non négligeable, ce qui incita plusieurs clans puissants à les faire passer sous leur coupe, aussi la fiction de l'existence du shogunat Ashikaga continua quelques décennies mais les détenteurs de la charge de shogun connurent tous des sorts misérables, étant destitués ou assassinés. Les kanrei du clan Hosokawa parvinrent dans un premier temps à placer le shogunat sous leur coupe, notamment après avoir renversé le shogun Yoshitane en 1493, mais ils perdirent à leur tour leur autorité politique face aux Miyoshi, leurs anciens vassaux.
La situation politique du Kinai fut donc très tourmentée puisqu'aucun seigneur de la guerre ne parvint à s'y imposer de manière durable avant les années 1570. Les organisations religieuses de la région consolidèrent leurs bases pour résister à la pression des seigneurs de la guerre, et également lutter contre les factions religieuses rivales. L'Enryaku-ji du Mont Hiei et le Negoro-ji du Mont Kōya restèrent ainsi des forces importantes, tandis que le Hongan-ji (ou Ikkō) connut une montée en puissance considérable. Le magistère de Rennyo (1415–1499) renforça son influence, avec la constitution de ligues de la secte (Ikkō-ikki), qui dominèrent la province de Kaga, puis installèrent des forteresses dans d'autres provinces (Nagashima, Mikawa). Ils prélevaient une taxe sur les croyants, s'assurant une base économique solide. À partir de 1532 le siège de la secte fut le Hongan-ji d'Ishiyama, grand temple fortifié, qui constituait une force politique et militaire capable de rivaliser avec les seigneurs de la guerre du Kinai. Un autre type de ligue religieuse émergeant à cette période furent les ligues du Lotus (Hokke-ikki) qui furent actives à Kyoto dans les premières décennies du XVIe siècle. Enfin, le phénomène d'éclatement politique du Kinai résulta aussi dans l'émergence de communautés urbaines plus autonomes que par le passé, dont l'exemple le plus éloquent est le port de Sakai, dirigée par ses marchands.
Dans les provinces des ligues-ikki renforcèrent en plusieurs endroits leur autonomie face aux seigneurs de la guerre. Les ligues d'hommes des provinces (kokujin-ikki) évoluèrent en présentant une assise territoriale plus marquée (on parle de kuni-ikki, « ligues provinciales »), notamment en se rapprochant des populations rurales, puisqu'elles intégrèrent aussi des élites villageoises armées, les jizamurai et encadrèrent parfois des protestations rurales. Elles continuèrent à organiser l'opposition aux shugo dans plusieurs provinces à partir de l'époque des guerres d'Ōnin. Une de ces ligues organisa la révolte de la province de Yamashiro qui parvint à évincer de cette province les membres du clan Hatakeyama qui s'y affrontaient depuis de longues années dans des guerres claniques, constituant une commune provinciale (sōkoku), qui dirigea de manière autonome la province de 1486 à 1493. Une organisation similaire domina le district d'Iga au XVIe siècle. Dans la province de Kaga, les ligues Ikkō jouèrent un rôle similaire, administrant la province de 1488 à 1574 après en avoir évincé le gouverneur local.

### La fin du shogunat des Ashikaga et la réunification
Dans les années 1560, un mouvement de concentration politique fut amorcé par un seigneur de la guerre originaire de l'Owari, Oda Nobunaga, qui, après son triomphe contre les Imagawa, imposa progressivement son autorité dans le Tōkai puis à partir de 1568, dans le Kinai, où il fut appelé par le shogun, impliqué dans des querelles successorales. Il soumit dans les années qui suivirent les daimyō locaux, et commença également à mettre au pas les grands temples et les communes provinciales autonomes. Bien décidé à abattre l'ordre ancien, il destitua en 1573 le shogun Yoshiaki, dernier des Ashikaga à disposer de ce titre, rendant effective la fin du shogunat bien après l'effondrement de son influence politique. Cette date marque selon l'historiographie la fin de l'époque de Muromachi. S'ouvrait alors la période Azuchi-Momoyama (1573-1603) qui vit la conclusion de l'âge des conflits et de la division politique. En effet, le Japon des années 1570 resté divisé politiquement, bien que Nobunaga en contrôlât un bon tiers. En une vingtaine d'années, Oda Nobunaga puis son successeur Toyotomi Hideyoshi soumirent ou éliminèrent les daimyō, temples et communes provinciales restés indépendants. Le pays fut donc progressivement pacifié, réunifié, et des institutions centralisatrices furent constituées. Mais aucun des deux ne parvint à mettre en place une dynastie. Ce fut Tokugawa Ieyasu qui parvint à cela, récupérant l'héritage politique de ses deux prédécesseurs et réinstaurant le régime shogunal à partir de 1603, année qui marqua le début de l'époque d'Edo (1603-1868).

## Évolutions sociales et économiques

### Une société marquée par les affrontements violents

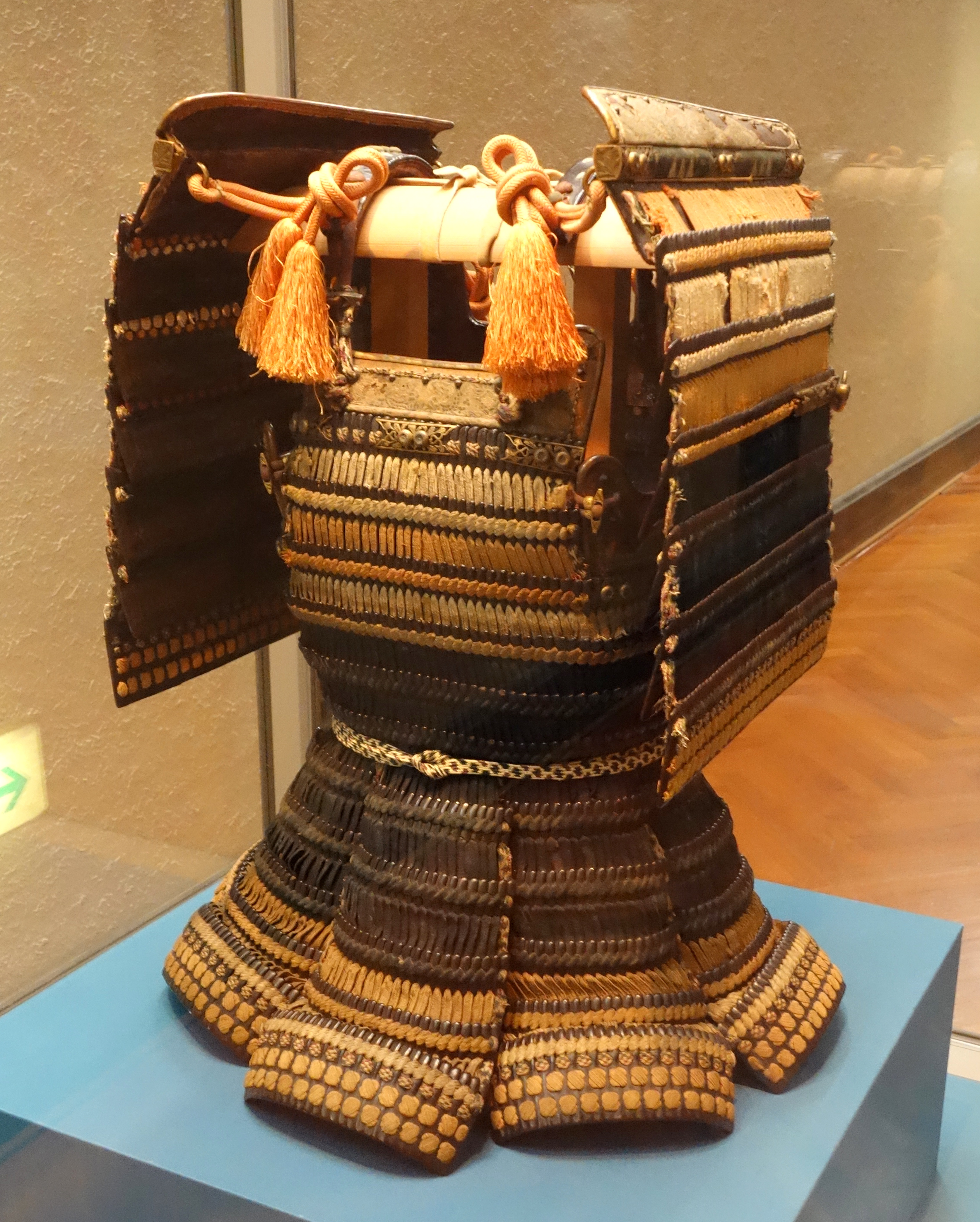
Cuirasse de type haramaki, armure légère en vogue à l'époque de Muromachi ; celle-ci est un modèle destiné à un guerrier de haut rang. Début XVI, Musée national de Tokyo.

La période de Muromachi fut marquée par l'omniprésence du fait militaire. L'époque de Kamakura avait connu des guerres violentes épisodiquement, mais à partir de ses dernières décennies il y eut un basculement indéniable dans un « âge de violence » (H. Tonomura) qui marqua la seconde partie de la période médiévale et le destin de toutes les composantes de la société. Comme l'écrit A. Goble : « La violence militaire de l'ère médiévale tardive fut qualitativement différente (de celle de la période précédente), introduisant la guerre dans la société japonaise. Les combats impliquèrent pratiquement toutes les classes sociales, et les campagnes s'étendirent dans l'espace et le temps. La guerre pouvait durer des décennies. Ce fut la seule période de l'histoire japonaise durant laquelle les hommes d'armes pouvaient s'attendre à ce que la guerre fasse constamment partie de leur vie. ».

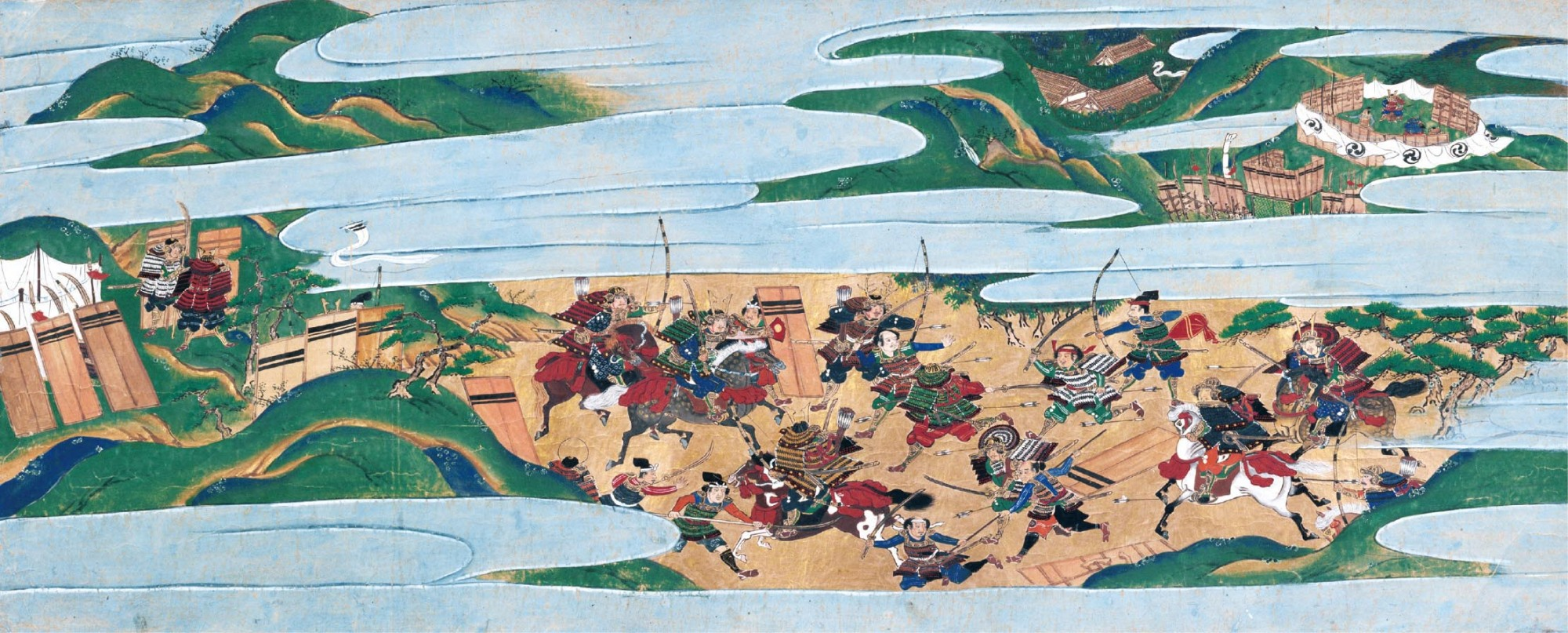
Affrontements de la guerre d'Ōnin. Shinnyo-dō engi emaki (« Rouleau illustré de l'histoire du temple Shinnyo-dō »), Shinnyo-dō (Kyoto), 1524.

Il y eut une indéniable escalade de la violence, avec des conflits impliquant des armées de plus en plus nombreuses et de mieux en mieux organisées. Les conflits de l'époque de Kamakura, après les violences accompagnant la fondation du shogunat, consistent en quelques guerres « publiques » de durée et d'ampleur somme toute limitée (guerre de Jōkyū, invasions mongoles), et une myriade de conflits privés, autour de querelles domaniales, consistant en des pillages et escarmouches sans grande effusion de violence. En revanche les conflits des premières décennies du XIVe siècle accompagnant la mise en place du shogunat de Muromachi et la période du schisme entre les Cours du Sud et du Nord furent plus dévastateurs. Il se déroulèrent d'abord dans le Kinai, puis dans plusieurs provinces où éclatèrent des guerres régionales, certes souvent d'ampleur limitée mais généralisées (un « état de guerre » selon T. Conlan). Les armées restaient encore peu cohérentes, constituées de troupes venues de divers horizons pour divers motifs, et mal financées. Problème auquel il fut remédié en octroyant plus de moyens aux gouverneurs militaires provinciaux (shugo), qui se constituèrent alors des armées permanentes, ce qui mit en place les conditions pour des guerres endémiques durant les deux siècles suivants. La guerre d'Ōnin marqua un tournant incontestable puisqu'elle mobilisa des armées qui étaient devenues mieux organisées et plus importantes numériquement. De cette période date notamment l'essor de la catégorie des ashigaru, guerriers à pied armés de piques, qui vinrent gonfler les effectifs. Les conflits éclataient souvent à cause de querelles au sein de la classe guerrière pour des questions de succession et de primauté entre branches d'un même clan. Durant la période Sengoku, ces tendances se poursuivirent, avec l'apparition d’États territoriaux rivaux organisés pour la guerre. Les unités de piquiers continuèrent à prendre en importance, maintenant que les armées comprenaient des dizaines de milliers d'hommes. Les armures furent allégées pour permettre plus de mobilité aux combattants, puis les armes à feu prirent de plus en plus de place dans la seconde moitié du XVIe siècle (avec l'introduction des arquebuses par les marchands Portugais).
La classe guerrière, les bushi ou samurai, était évidemment l'élément dominant dans ces conflits, depuis les généraux/seigneurs de la guerre (daimyō) avec leur entourage proche et garde personnelle, qui constituaient le cœur des armées, jusqu'aux groupes de guerriers provinciaux (kokujin, kunishū). Ce groupe était animé par un état d'esprit valorisant la défense de l'honneur et la réparation personnelle des torts qui étaient causés par autrui. Le mécanisme des solidarités claniques et des liens de vassalité pouvait donner naissance à des conflits de grande ampleur, même si les faits démontrent que la loyauté des guerriers n'était pas très ferme, les trahisons étant monnaie courante, y compris au sein d'un même clan en raison des rivalités au sein de fratries et entre branches. Les guerriers étaient donc impliqués dans de nombreux conflits pour leur honneur et leurs appétits ou bien ceux de leur suzerain, dans lesquels il y avait généralement peu de gains durables et souvent des pertes fatales.
Au-delà des couches hautes et moyennes des hommes d'armes, les frontières entre celle-ci et d'autres classes étaient parfois poreuses car les combats impliquaient quasiment toutes les strates de la société, comme l'illustre l'essor des ligues (ikki) rurales et urbaines comprenant souvent des troupes. Au niveau du village, les jizamurai étaient des guerriers ayant un ancrage terrien, parfois des sortes de « guerriers-paysans », faisant partie de l'élite villageoise et généralement situés en dehors des liens de vassalité des daimyō. Les communautés villageoises disposaient de milices et pouvaient s'armer pour défendre leur terroir contre des intrusions d'armées extérieures, et aussi contre d'autres villages, les conflits territoriaux locaux entre communautés étant courants. Elles comptaient sur les guerriers locaux (kokujin et jizamurai) pour encadrer leurs troupes. Les membres non guerriers des communautés villageoises ne semblent en revanche pas avoir beaucoup fait l'objet de mobilisation pour des campagnes militaires, sans doute parce qu'une forme de séparation entre guerriers et paysans fut mise en place dès l'époque médiévale tardive (et non à la fin de celle-ci comme cela est généralement accepté), le groupe des guerriers locaux se retrouvant de plus en plus intégré dans la dépendance des daimyō. Dans le milieu urbain, des membres des communautés des quartiers de Kyoto prirent eux aussi les armes au XVIe siècle lors des révoltes des ligues du Lotus. Et les temples bouddhistes disposaient depuis l'époque antique de personnels en mesure de prendre les armes, que l'on désigne souvent comme des « moines-guerriers » (sōhei), formant des milices et même dans certains cas des armées monastiques : le Hongan-ji mobilisait ainsi à son apogée des milliers de combattants pouvant tenir tête aux seigneurs de la guerre.
La guerre causait de nombreuses destructions et morts parmi les populations civiles. En particulier le fait que les troupes soient généralement mal approvisionnées impliquait un recours systématique au pillage. Ces déprédations, parfois accompagnées d'une volonté délibérée d'affaiblir un rival, prenaient place dans un cortège de destructions, meurtres, viols, enlèvements afin d'obtenir des rançons ou bien de vendre les captifs à des marchands d'esclaves. Le fait que les conflits soient récurrents dans plusieurs parties du pays impliqua que le prix à payer fut de plus en plus fort pour les populations locales. Le gonflement du nombre des effectifs combattants eut par ailleurs pour conséquence la croissance du nombre de morts sur les champs de bataille.

### Essor agricole et démographique
La période médiévale connut un lent essor agricole, reposant en premier lieu sur la diffusion de pratiques culturales. Les types de culture furent plus variées, et les animaux d'élevage plus présents dans les villages. La diffusion depuis la Chine de la variété de riz du Champa (appartenant à la sous-espèce Oryza sativa indica, type aus), à croissance bien plus précoce et plus résistante à la sécheresse, aux inondations, aux insectes et aux maladies que les variétés présentes jusqu'alors (variétés de la sous-espèce Oryza sativa japonica/sinica), progressa à partir de la fin du XIIIe siècle ; elle était en particulier plus adaptée aux zones basses et humides (fonds de vallées, deltas) qui purent alors être mieux exploitées. La mise en culture de nouvelles terres, encore forte au XVIe siècle, fut importante dans l'essor de la production agricole. La pratique de la double récolte annuelle se diffusa également, avec une mise en culture au printemps et une autre en automne, en blé, soja, orge ou millet, puis de plus en plus dans les rizières. Cela fut en particulier marqué à l'ouest et au centre du pays où les champs étaient moins humides qu'à l'est et donc plus facile à préparer pour deux récoltes annuelles. Ainsi il a été évalué que vers 1350 environ 30 % des champs cultivés dans la vallée de Ki produisaient une double récolte annuelle. Un voyageur coréen parcourant les campagnes du Kinai vers 1420 remarqua même par endroits la pratique de triples récoltes annuelles. L'irrigation connut également des progrès avec la construction de nouveaux canaux et d'ouvrages plus élaborés, et en particulier la diffusion de la roue à aubes. La diffusion d'outils en fer et des engrais participèrent également de cette dynamique, qui s'accompagna aussi d'une augmentation des rendements agricoles.
Grâce à une production agricole plus abondante et diversifiée, la population japonaise fut mieux nourrie durant l'époque de Muromachi, et c'est sans doute en grande partie pour cette raison que les taux de mortalité diminuèrent et que la population augmenta de façon marquée. Selon les estimations de W. Farris, la population de l'archipel passa d'environ 6 millions à 10 millions entre la fin du XIIIe siècle et le milieu du XVe siècle, puis à 15-17 millions en 1600. Cela fut notamment permis par une diminution du nombre d'épisodes de disettes, famines et épidémies, en particulier durant l'optimum climatique allant en gros de 1370 à 1420. L'approvisionnement en grain des agglomérations fut également amélioré, et les institutions charitables, supportées par les pouvoirs publics et les temples, apparemment plus efficaces que par le passé lors des crises frumentaires. La récurrence des conflits fut cependant un élément ralentissant ces évolutions positives, puisqu'en plus des morts au combat elles entraînaient une perturbation du cycle agricole (surtout quand elles s'accompagnaient de pillages et destructions), des échanges, et favorisaient la circulation des maladies. Ont ainsi été relevés des épisodes de variole, rougeole et grippes particulièrement dévastateurs et durables dans les années 1450-1540, et les crises de subsistance furent plus courantes dans les années les plus conflictuelles de l'époque Sengoku, la malnutrition plus répandue. Durant la seconde moitié du XVIe siècle en revanche, avec la progressive stabilisation des pouvoirs publics, la situation semble s'être améliorée.

### Un milieu des élites bouleversé

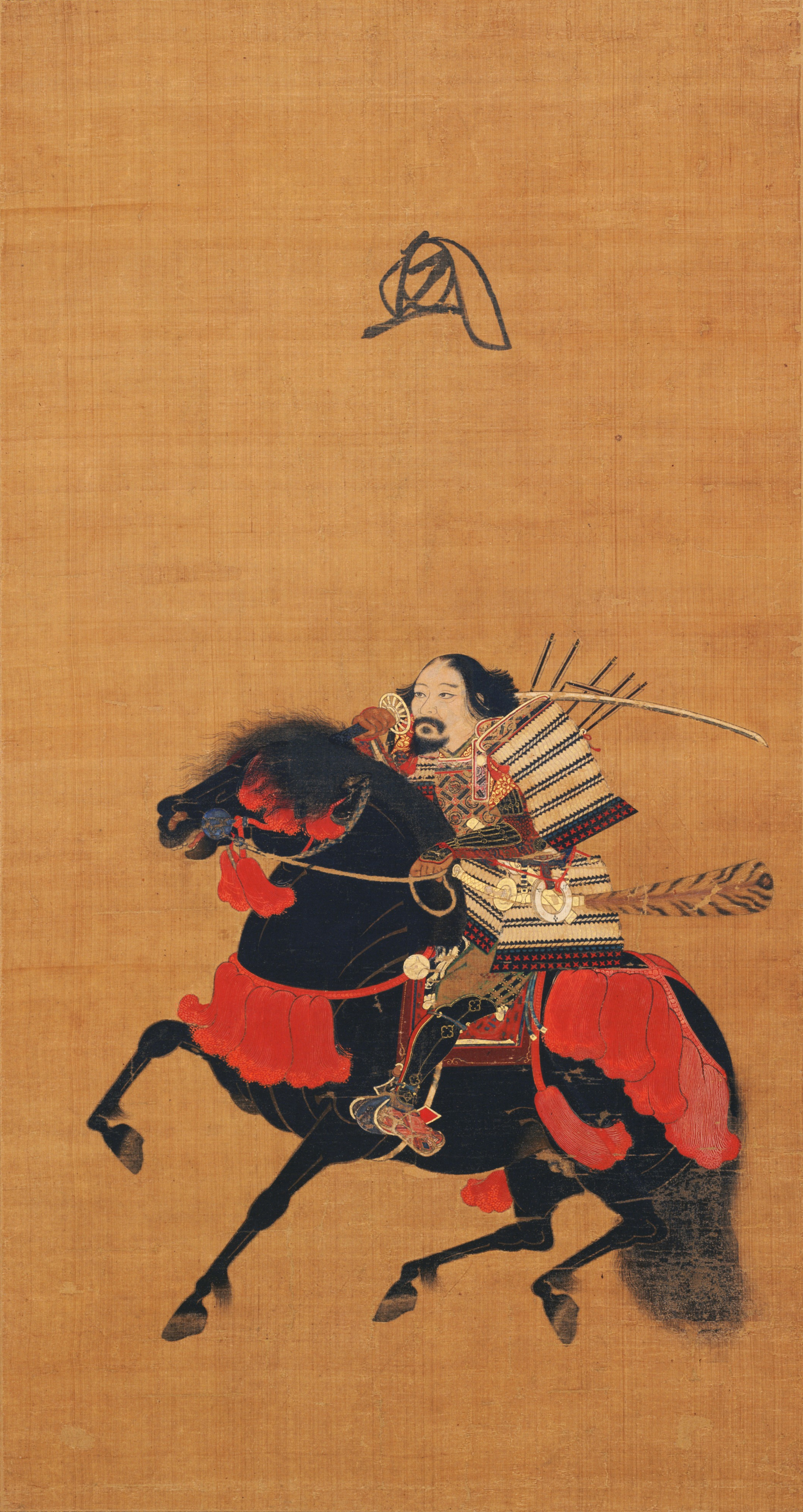
Représentation d'un guerrier à cheval, peut-être Ashikaga Takauji ou Kō no Moronao. Période des Cours du Sud et du Nord.

L'élite de la société médiévale japonaise s'était constituée autour d'une élite, des « puissants » régulièrement désignés par le terme kenmon, « portes du pouvoir ». L'historien Kuroda Toshio a mis en avant les caractéristiques de cette élite, constituée des nobles de la cour impériale Kyoto (kuge), des grands monastères aristocratiques du Kinai, et de l'élite du groupe des guerriers, dominée par les hauts dignitaires du régime shogunal (buke). Durant l'époque de Kamakura, cette dernière composante avait certes pris une forme d'ascendant, mais sa base était dans le Kantō, et même si elle avait une tête de pont à Kyoto, la région du Kinai, de loin la plus peuplée et riche du pays, restaient largement sous l'influence de l'aristocratie de cour et des grands temples, de même que les provinces occidentales. Il y avait donc une forme de collaboration entre ces puissants pour diriger le Japon. Le triomphe des Ashikaga changea la donne, puisqu'avec le choix de Takauji de s'implanter à Kyoto avec ses hommes-liges il y eut désormais un regroupement géographique des différents groupes de puissants. Les guerriers prirent alors un ascendant plus marqué, en s'emparant des fonctions administratives et économiques dans le Kinai, qui étaient auparavant occupées par les autres groupes qui furent désormais mis au pas. À l'époque de Yoshimitsu, le shogunat contrôlait donc solidement le pays. Le partage du pouvoir entre les différents groupes de puissants, notamment la « dyarchie » entre le shogunat et la cour impériale qui existait à l'époque de Kamakura, n'était plus de mise. 
Le pouvoir était alors aux mains des Ashikaga, et des chefs des grands lignages d'hommes d'armes qui leur étaient plus particulièrement liés (Hatakeyama, Hosokawa, Shiba, Uesugi). Les principaux clans guerriers, vassaux des Ashikaga, étaient dirigés par des personnages appelés daimyō, terme qui désignait alors « un guerrier chef d'une lignée localement influente qui, maître d'un vaste domaine, entretenait une puissante armée formée des membres de sa famille et de ses serviteurs ». Leur position reposait largement durant la première partie de l'époque de Muromachi sur l'exercice de la fonction de gouverneur militaire, shugo, leur permettant de contrôler les provinces qui leur étaient confiées par le shogunat, où ils accaparaient par ailleurs d'importants domaines leur permettant de disposer de revenus importants (les « shugo-daimyō »), et dominaient en principe le groupe guerrier local, quoi que les « hommes des provinces » (kokujin ou kunishū) soient parfois rétifs à leur autorité.
Dans le groupe guerrier, le chef du clan dirigeait ses affaires et on lui devait obéissance, y compris dans les branches secondaires, tous étant liés en principe par une solidarité consanguine et la volonté de défendre leur nom. Son pouvoir fut progressivement conforté entre la fin de l'époque de Kamakura et le début de l'époque de Muromachi par la disparition des pratiques successorales égalitaires (qui bénéficiaient aussi aux filles) qui furent éliminées parce qu'elles émiettaient le patrimoine clanique à chaque génération et diminuaient ainsi sa puissance, pour être remplacées par l'indivision, le chef de maison gardant le contrôle de celle-ci et pouvant concéder une partie de ce patrimoine selon son bon vouloir aux membres de sa famille ou à ses vassaux. Il désignait son propre successeur parmi ses fils, pas forcément l'aîné, et en incluant les potentiels fils adoptés, cette pratique étant courante dans le Japon médiéval. Cela ouvrit la voie à de nombreuses querelles successorales qui constituèrent des motifs de conflits de plus en plus récurrents, notamment à l'origine directe de la guerre d'Ōnin.
Le délitement du pouvoir shogunal après la mort de Yoshimitsu fit évoluer la situation. La récurrence des conflits et le rôle le plus en plus marqué du fait militaire sur les changements sociaux créa un mouvement sans précédent de mobilités sociales rapides liées en grande partie au sort des armes : le destin des individus de la classe guerrière fut plus que jamais lié à leurs accomplissements guerriers, à leur capacité à triompher. Cela se produisit alors que la disparition progressive du système domanial affaiblissait considérablement les élites traditionnelles. Les contemporains avaient désigné ce genre d'évolutions par le terme gekokujō, « le bas l'emporte sur le haut », un phénomène « de renversement des hiérarchies traditionnelles et d'émergence de nouvelles valeurs » (P.-F. Souyri). Cela fut particulièrement marqué après la guerre d'Ōnin et durant l'époque Sengoku. Les « sengoku-daimyō » qui dominèrent le désordre politique de cette époque n'étaient pas forcément des descendants des shugo-daimyō (les liens entre les deux sont débattus), beaucoup étant issus de lignages guerriers de rang secondaire (notamment des kokujin) ou moindre. Les ascensions sociales furent souvent rapides, et ces daimyō disposaient d'un pouvoir sans précédent puisqu'ils étaient de véritables souverains à la tête d'États indépendants, ne rendant pas de compte au pouvoir shogunal qui avait perdu toute influence politique. Les revers de fortune furent aussi nombreux, comme l'illustre la disparition de nombreux clans guerriers au cours de ces décennies tumultueuses. L'ascension des daimyō s'accompagna de l'affirmation de la position de leur entourage proche qui les assistait, constitué de leur famille, leurs familiers et les vassaux extérieurs, plus récemment soumis, qui étaient aussi des menaces potentielles. Le phénomène de gekokujō fut également marqué par le renforcement du poids des groupes reposant sur les solidarités horizontales, entre gens d'une même catégorie sociale ou communauté, plutôt que sur les solidarités verticales suivant un principe hiérarchique. Cela concernait les couches moyennes ou basses de la société qui subissaient les conflits de l'époque et cherchaient alors à s'émanciper pour assurer leur propre destinée, profitant aussi des conflits entre seigneurs de la guerre pour disposer de plus de latitude dans leurs affaires, en cherchant à composer avec ces derniers quitte à parfois s'opposer frontalement à eux : groupements de communautés villageoises (sō), d'élites marchandes (les egoshū de Sakai ou d'autres villes portuaires), de « bourgeois » des quartiers de Kyoto (machishū), et ligues ikki de guerriers locaux (kokujin ou jizamurai).

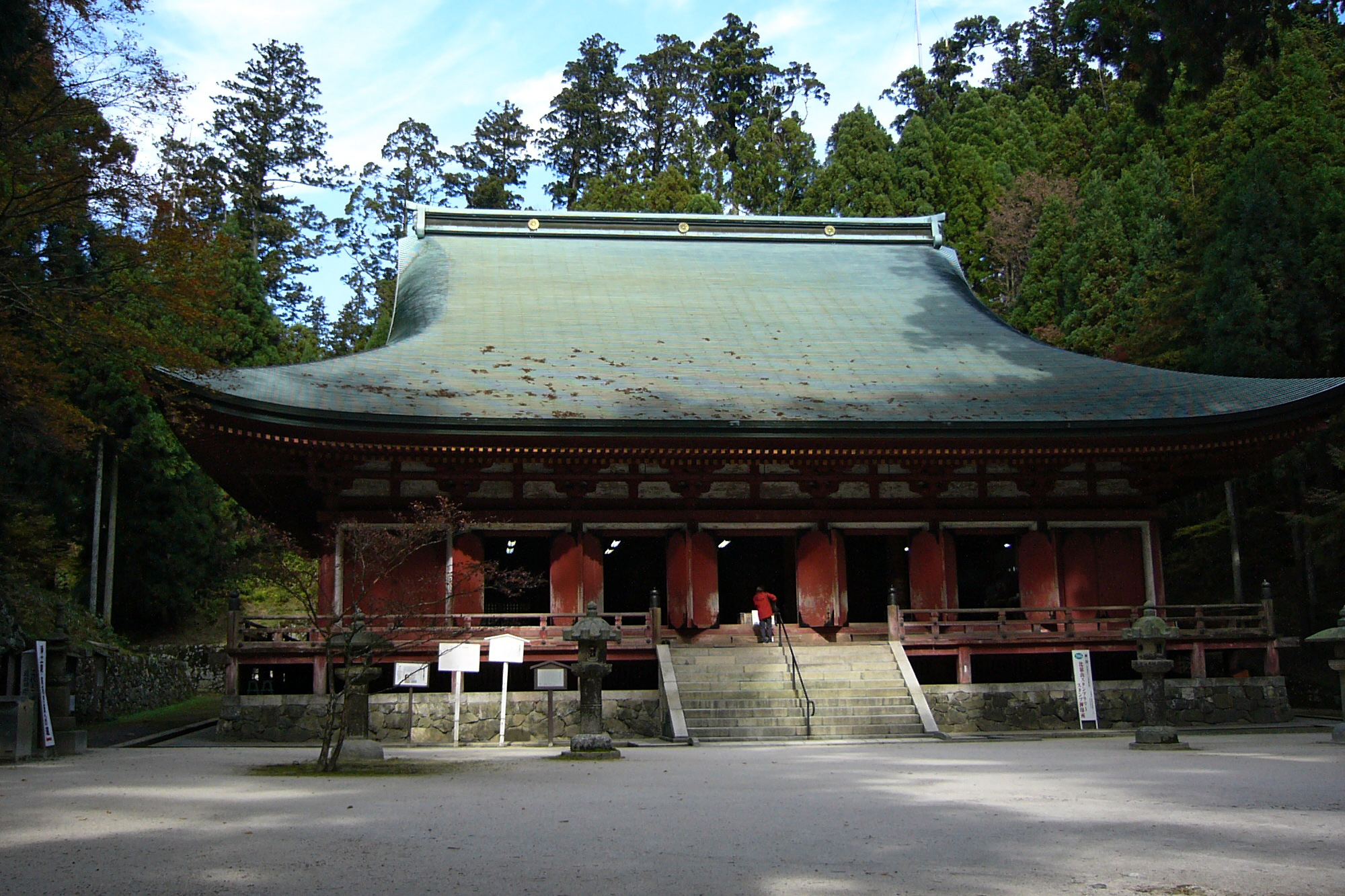
Tenhorindo de l'Enryaku-ji, construit pour la première fois en 1347. Ōtsu.

Les grands temples bouddhistes du Kinai, constitués par l'aristocratie de la capitale aux époques de Nara et de Heian, avaient exercé une grande influence dans la vie politique et économique du Japon. Il s'agissait en premier lieu de l'Enryaku-ji du mont Hiei, du  Kōfuku-ji et du Tōdai-ji de Nara, des temples du mont Kōya (Kōya-san) et de leur voisin et rival le Negoro-ji. Les Ashikaga, soucieux devant leur influence, rognèrent les bases de leur pouvoir, en les privant notamment de taxes, en les plaçant sous surveillance, et également en appuyant la montée en puissance des monastères zen des « cinq montagnes » (Gozan), alors que la lente agonie du système domanial traditionnel les touchait de plein fouet. Après la mort de Yoshimitsu et avec le déclin progressif de l'influence du shogunat, ces temples purent reprendre de leur influence, mais désormais ils se concentraient sur leur affaires privées à l'échelle de leur province et leur propre protection et ne cherchaient plus vraiment à exercer une influence politique à l'échelle nationale. Si le Kōfuku-ji connut un déclin marqué, l'Enryaku-ji, le Mont Kōya et le Negoro-ji conservaient une influence forte à l'échelle provinciale, avec des domaines et des troupes pour les défendre. De plus, les temples des mouvements développés à l'époque de Kamakura avaient connu un processus d'institutionnalisation qui leur donnait une influence similaire à celle des temples aristocratiques anciens. Du côté des grands monastères zen, plusieurs comme le Tenryū-ji ou le Tōfuku-ji devinrent des pôles d'attraction pour l'élite, en particulier à l'époque de l'apogée des Ashikaga, contrôlant à leur tour les revenus de domaines importants, mais leur influence fut plus culturelle que politique. Les moines zen, manifestement bien formés dans la gestion, furent souvent employés en dehors de leurs courants comme administrateurs domaniaux, et purent donc s'enrichir considérablement par ce biais. Parmi les courants de la Terre pure, le succès le plus marquant fut celui de la branche Hongan-ji (ou Ikkō) de l'école Jōdo Shinshū qui fut très puissante dans le Kinai et d'autres provinces durant le XVIe siècle. L'époque Azuchi Momoyama marqua la fin de l'influence économique, politique et militaire des grands temples bouddhistes du Kinai, leurs représentants les plus farouchement attachés à leur autonomie étant écrasés impitoyablement par les troupes d'Oda Nobunaga (Enryaku-ji, Negoro-ji, Hongan-ji).
Enfin, le milieu de la cour impériale, constitué de la famille impériale et des grands lignages nobles, déclina fortement après l'échec de Go-Daigo et la période des Cours du Sud et du Nord. Affaiblis par la prise de contrôle de nombre de leurs domaines par les guerriers provinciaux, les membres de l'aristocratie civile purent cependant profiter de l'installation de la cour shogunale à Kyoto pour bénéficier du patronage de l'élite des hommes d'armes. Puis la destruction de la majeure partie de Kyoto lors de la guerre d'Ōnin en 1467 acheva de les plonger dans une situation économique difficile, rendant impossible la poursuite du dispendieux cérémonial de la cour qui justifiait la position sociale de la noblesse et lui permettait d'obtenir des récompenses et revenus. Certes des descendants des grandes familles nobles continuaient à obtenir des charges auliques et restaient spécialisés dans les rituels impériaux et conservèrent un prestige culturel notable, mais beaucoup avaient fui la capitale, étant dans l'incapacité d'assurer leur subsistance et la reconstruction de leurs demeures. L'empereur avait alors vu son train de vie décliner considérablement. Après Go-Daigo, plus aucune impératrice ne fut désignée, l'empereur s'unissant uniquement à des concubines, peut-être parce qu'il n'y avait plus de moyens financiers pour l'entretien de la maison de l'impératrice. Durant l'époque Sengoku, les empereurs durent compter sur les bonnes grâces de seigneurs de la guerre pour disposer des moyens financiers leur permettant d'accomplir des rituels majeurs, y compris leur couronnement qui fut souvent repoussé pendant de nombreuses années faute de moyens. Dans ces temps difficiles, la gestion économique et quotidienne de la cour impériale reposa de plus en plus sur les femmes.

### Les évolutions des domaines
Les profonds changements qui affectèrent le milieu des élites et ses relations avec le reste de la société étaient liés aux évolutions du « système des shōen » ou « système domanial », cadre fondamental de la société japonaise depuis l'époque de Heian. Il consistait en un découpage du territoire entre des domaines publics (kokugaryō) ou privés (shōen) fonctionnant de la même manière, les seconds ayant pour propriétaires des membres de l'aristocratie ou des grands temples. En leur sein étaient regroupées des communautés villageoises ou urbaines exerçant divers types d'activités agricoles ou non agricoles (pêche, sylviculture, activités artisanales) et reversant une partie de leurs produits (taxe en nature appelée nengu) et exécutant des corvées. Les revenus dégagés bénéficiaient aux propriétaires domaniaux et à tout un ensemble de responsables répartis suivant une structure pyramidale de responsabilités, en dernier lieu les agents domaniaux chargés des unités locales de taxation. Dans ce contexte la notion de « propriété » n'est donc pas à comprendre dans son acception moderne, les domaines relevant d'un enchâssement de droits bénéficiant à plusieurs acteurs. L'époque de Kamakura avait vu l'élite guerrière s'interposer et prendre plus de place dans ce système, en particulier par le biais de l'attribution de postes d'intendants (jitō) par le shogunat, leur permettant souvent un contrôle de fait sur des domaines ou des portions de ceux-ci, ce qui priva souvent les propriétaires nominaux d'une bonne partie de leurs revenus.
Durant l'époque de Muromachi, ce système domanial s'effondra définitivement sous l'action conjuguée de plusieurs forces déstabilisatrices qui touchèrent les propriétaires traditionnels du milieu aristocratique, redéfinissant les rapports économiques entre les puissants et les masses taxables et corvéables. D'abord la poursuite de la mise sous contrôle des domaines publics et privés par les guerriers, avec à cette période l'action renforcée des gouverneurs militaires, shugo, qui reçurent à partir de 1368 le droit de disposer de la moitié des produits d'un domaine (hanzei ; cependant les domaines des temples en étaient en principe exemptés). Ensuite le renforcement des communautés villageoises, qui consolidèrent leurs structures politiques et économiques afin de faire pression sur les propriétaires et régisseurs domaniaux avant tout afin de disposer de conditions de taxation plus avantageuses ; à cela s'ajouta l'affirmation d'une élite rurale percevant pour elle-même une part de la rente foncière (prélèvement appelé kajishi). Joua également l'endettement progressif de certains propriétaires, qui durent dans certains cas concéder leur gestion et leur revenu à leurs créanciers. Enfin, l'instabilité politique de l'époque Sengoku acheva souvent de saper la capacité des propriétaires à se faire entendre par les occupants de leurs domaines ou à faire face aux appétits des potentats locaux, et la disparition d'une autorité centrale à qui faire appel pour régler les litiges affaiblit encore plus leur position. Les domaines étant généralement éloignés et dispersés, la capacité des propriétaires à s'y faire entendre en était complexifiée ; cela explique sans doute pourquoi le système domanial traditionnel résista mieux dans le Kinai, à proximité des quartiers généraux des propriétaires domaniaux (surtout les grands temples). Les daimyō constituant leurs États indépendants y établirent à leur profit un nouveau système de taxation souvent accompagné d'une cadastration redéfinissant les propriétés sans se soucier des propriétaires domaniaux anciens. Cette nouvelle situation politique et institutionnelle a d'ailleurs parfois été définie par des historiens comme un « système des domaines des daimyō » (daimyō ryōgoku-sei). En tout cas, même après ces remaniements le cadre économique majeur restait le domaine, situation qui devait prendre fin à l'époque d'Edo avec le début de l'affirmation d'une économie de marché.

### L'affirmation des communautés villageoises
La population villageoise, souvent désignée par le terme aux contours vague hyakushō, est un groupe hétérogène de paysans, pêcheurs, artisans, marchands, guerriers, propriétaires terriens, etc. sans indication de fonction. La société rurale ne doit en effet pas être systématiquement assimilée à une société paysanne. Ainsi de nombreux villages côtiers vivaient majoritairement des activités maritimes (pêche, sel, transport par bateau), dans les zones forestières montagnardes beaucoup de gens étaient bûcherons ou charbonniers, et les villages du domaine de Tokuchin-ho dans la province d'Ōmi, documentés par des centaines de textes de la période, étaient animés par une association de marchands très influente appelée Honai.
Les conditions de vie de la majorité de la population rurale restent mal connues faute de documentation. Sans doute l'amélioration de la production agricole et l'essor de l'économie eurent pour effet l'amélioration des conditions de vie de la plupart. Mais les mauvaises récoltes, les disettes, l'endettement constituaient des fléaux pouvant toucher ces mêmes populations. Ce qui est plus perceptible, c'est l'essor de l'élite rurale, située à la charnière entre le monde villageois et la catégorie des guerriers (en dessous des kokujin/kunishu dans l'échelle sociale). Ils pouvaient être désignés de diverses manières. Les myōshu étaient, dans le Japon médiéval, ceux qui étaient chargés des unités internes de base du domaine, les myō ou myōden, notamment de la perception des taxes pour les propriétaires. Il s'agissait plutôt de sortes de petits propriétaires faisant exploiter leurs terres par d'autres, percevant à partir de l'époque de Muromachi les contributions (en fait une sorte de fermage) appelées kajishi, qui étaient aliénables, ce qui participa au renforcement de leur position sociale et économique puisque leur part augmenta au fil du temps, quitte à les couper de plus en plus des exploitants qui avaient vis-à-vis d'eux une relation de subordination économique. Ces élites étaient souvent armées, ce qui les faisait pencher du côté du groupe des guerriers. À l'époque de Muromachi on désigna de plus en plus ces guerriers villageois par le terme jizamurai, hommes d'armes restés dans le cadre du village, et donc à l'écart des liens de vassalité des daimyō. La nouvelle élite rurale (plus largement désignée par le terme dogō) consolida sa position au fil du temps et se distingua du groupe des myōshu. Au XVIe siècle ils furent de plus en plus à intégrer les cercles des seigneurs de la guerre et ainsi se couper de leur base villageoise, anticipant d'une certaine manière la séparation stricte entre guerriers et paysans voulue par Hideyoshi à la fin du même siècle.
Les institutions villageoises commencèrent à se structurer dans le Kinai à partir de l'époque de Kamakura, autour de la gestion des sanctuaires locaux, qui avaient une grande importance pour la cohésion de la communauté, dans le cadre de l'institution appelée miyaza (dont le rôle premier était l'organisation des cérémonies et fêtes religieuses). Ils devinrent les lieux de réunions d'assemblées (yoriai) des chefs des familles les plus importantes du village, formant une « commune » (sō), institution qui devint une réalité politique majeure durant le second Moyen-Âge japonais, dans un contexte d'enrichissement des villages et de prise en importance des élites villageoises, et d'effondrement du système domanial. On y discutait bien plus que des affaires religieuses (même si l'aspect religieux resta important) puisqu'elles en vinrent à émettre des règlementations locales, s'occuper de la sécurité et de la justice, de la gestion des biens communaux, de l'organisation du travail (gestion du terroir agricole, des aménagements hydrauliques, des zones de pêche, des espaces boisés) et de la gestion des impôts, qui étaient payés collectivement par la communauté (la fixation des impôts donnait lieu à la rédaction de contrats). Ainsi, ces communautés constituèrent un pouvoir de plus en plus en mesure d'assurer son autodéfense dans ces temps de violences récurrentes et de faire face aux exigences de plus en plus poussées des seigneurs, face auxquels elles renforcèrent leur pouvoir de négociation et leurs capacités de résistance.
Ces communautés furent au cœur des révoltes rurales qui éclatèrent régulièrement durant l'époque de Muromachi. L'organisation en ligue (ikki), courante dans le groupe guerrier au début de la période, fut progressivement adoptée par d'autres groupes, qui avaient déjà l'expérience de protestations dans le cadre domanial, visant souvent à obtenir une réduction de leurs contributions. En 1428, les loueurs de chevaux (bashaku) de la région de Kyoto constituèrent une ligue s'en prenant aux usuriers (rébellion de Shōchō), initiant un cycle insurrectionnel qui connut son apogée dans les années de la guerre d'Ōnin. Ces mouvements d'extraction rurale (do-ikki, tsuchi-ikki) étaient constitués d'une base populaire, mais souvent encadrés par des élites villageoises guerrières (les dogō, jizamurai). Ils se soulevaient contre les flambées de prix des denrées, pour la rémission de dettes ou la réduction de taxes dans les campagnes, ce qu'on désignait comme un « gouvernement par la vertu » (tokusei ; on parle alors de tokusei-ikki). Elles ciblaient donc les prêteurs et les marchands de grains et s'adressaient aux autorités provinciales, obtenant souvent gain de cause, après quoi elles étaient dissoutes.
Dans le paysage rural, ce renforcement des communautés villageoises s'accompagna d'un mouvement de concentration de l'habitat, alors que l'habitat dispersé, fait de hameaux et maisons isolées, dominait auparavant. À partir du milieu du XIIIe siècle, ce phénomène toucha les villages du Kinai qui devinrent constitués de maisons agglomérées, et furent ceints par une motte, souvent précédée de douves. Les fouilles archéologiques du site de Kami Koma (préfecture de Kyoto, ancienne province de Yamashiro) ont ainsi révélé un petit village fortifié, comprenant en son centre un manoir qui devait appartenir à la famille guerrière dominant la communauté. Certaines de ces agglomérations devinrent de véritables bourgs. Tout cela résultait de la volonté de faire face collectivement à l'insécurité croissante en se repliant dans un espace mieux contrôlé et sécurisé, peut-être aussi de l'importance croissante du travail en commun dans un contexte d'une intensification du travail agricole. Le type de résidence traditionnel des ruraux était la maison à fosse. Les plus riches villageois occupaient de leur côté des fermes aux mûrs plâtrés et à toit de chaume supportées par des piliers, certaines pouvant mesurer une quarantaine de mètres de long, disposant d'un espace résidentiel, d'une salle d'eau, de cuisines et espaces de stockage, et à proximité étaient construites les résidences des serviteurs.

### L'essor des échanges et des métiers urbains
Dans la continuité de l'époque de Kamakura, les échanges connurent une croissance poussée durant le XIVe et le XVe siècle. L'essor de la production agricole et de la population, la plus grande spécialisation des métiers artisanaux donnèrent un nouvel élan aux échanges locaux et régionaux. Les conditions de transport des marchandises furent améliorées, grâce à des progrès dans la construction maritime, et aussi une diminution des taxes de péage sous Yoshimitsu. En conséquence, le nombre de marchés connut une croissance marquée, beaucoup étant tenus six fois par mois (rokusai-ichi) contre tous les trois jours durant la période précédente, et permirent aux puissants qui les contrôlaient et les ponctionnaient de disposer d'importants revenus. La région la plus active était de loin le Kinai et les provinces le voisinant, qui disposaient du réseau urbain le plus dense, des communautés de marchands et d'artisans les plus actives. Le registre du péage d'un des points d'entrée de Hyōgo pour l'année 1445, conservé dans les archives du Tōdai-ji qui en avait alors la possession, offre un témoignage remarquable de l'activité de ce port donnant sur la baie d'Osaka et constituant alors le principal point de débarquement du Kinai depuis l'est : 1 960 bateaux avaient accosté à cet endroit durant cette année, auxquels il faut ajouter 350 documentés par un autre registre de la même année ; ils déchargeaient avant tout du sel et du riz, mais aussi du charbon de bois, des poteries et divers autres produits provenant généralement des régions bordant la mer intérieure de Seto, dont plusieurs qui s'étaient spécialisées dans des productions à destination des marchés urbains du Kinai et d'autres régions de l'archipel.

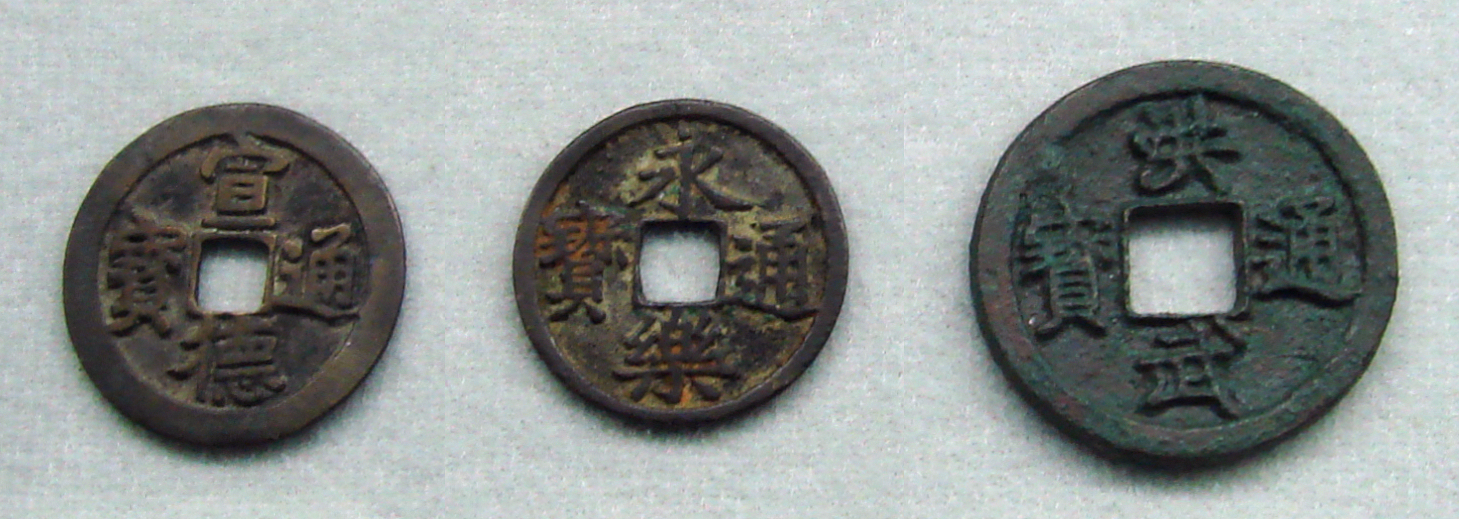
Pièces de monnaie provenant de la Chine des Ming et circulant au Japon,, musée de la monnaie de la banque du Japon.

Les moyens de paiement les plus courants du Japon médiéval étaient les pièces de monnaie de cuivre chinoises, importées massivement depuis le XIIIe siècle, ce mouvement continuant durant les deux premiers siècles de l'époque de Muromachi, en premier lieu sous l'impulsion du shogunat, qui contrôlait alors le commerce avec la Chine. L'économie était alors très monétisée, les pièces de cuivre servant pour régler de nombreuses menues transactions, comme l'achat de thé, le paiement des droits d'octroi, l'entrée dans des bains publics, etc. Pour les mouvements financiers les plus importants, la lettre de change (kawase ou saifu) avait été développée dans le milieu des temples, et servait notamment pour les transferts de fonds entre intendants domaniaux et propriétaires. L'archéologie témoigne de l'essor de ces disponibilités monétaires : 260 000 pièces de monnaie (par ligatures de 1 000) venues de Chine et de plusieurs régions du Japon ont été découvertes dans une grande jarre à Kumagaya (Saitama), enfouies dans la seconde moitié du XVe siècle, peut-être en raison de troubles militaires, dans ce qui semble être un domaine seigneurial de taille moyenne.
Les marchands, artisans et d'autres professions (notamment celles spécialisés dans les arts du spectacle) étaient organisés en guildes (za), dirigées par une assemblée de membres pratiquant une même profession, qui devinrent de plus en plus nombreuses à partir du XIVe siècle, là encore avant tout dans la région de la capitale. Ce type d'institution permit à ces groupes de se détacher plus de la tutelle des puissants, et de développer leur savoir-faire. D'autres métiers s'étaient développés en dehors de ce cadre : ce fut le cas des fabricants et marchands d'huile d'Ōyamazaki, qui s'étaient développés en étant les fournisseurs du sanctuaire d'Iwashimizu, qui leur donnait accès à ses nombreux domaines pour y obtenir leur matière première et y écouler leur production, puis avaient également tissé des relations avec le pouvoir shogunal, et avaient étendu au XVe siècle leurs réseaux commerciaux à une échelle inter-régionale. Ils faisaient partie des groupes qui avaient profité de l'expansion des échanges durant cette période, mais leur succès s'acheva après la guerre d'Ōnin, en raison du déclin des puissants qui les appuyaient et de la forte perturbation de leurs circuits commerciaux. Les brasseurs de saké (sakaya) de Kyoto, évoluant dans le cadre des temples, étaient un autre groupe dynamique durant la période, comptant parmi les principaux contributeurs au Trésor du shogunat. Une brasserie de saké datée de la fin du XVe siècle a été mise au jour dans l'ancien quartier du Tenryū-ji, ce qui en fait la plus ancienne connue par l'archéologie. Un texte indique que le district en comprenait 17 en 1425. Y ont été identifiés des restes de machines servant à presser le saké, qui était recueilli dans des jarres placées dans des trous creusés dans le sol (au nombre d'environ 180 dans l'atelier).
L'essor des échanges bénéficia également aux groupes pratiquant des activités financières. Les prêteurs (dosō), émergèrent dans le milieu des temples du Kinai, en particulier le sanctuaire de Hie, beaucoup étant d'ailleurs à l'origine des brasseurs de saké pour ces institutions. Ils avaient considérablement étendu leurs activités financières, pratiquant le prêt avec des taux d'intérêt souvent élevés. Certains purent accumuler d'importantes richesses, en prêtant notamment aux paysans et aux propriétaires ruraux, récupérant des terres de leurs créanciers insolvables, ce qui en faisaient des cibles d'émeutes parfois très violentes (notamment celle de 1441), demandant la rémission de dettes. Ceux qui connurent l'enrichissement le plus marqué étaient désignés par le terme utokunin, qui signifie aussi bien « gens plein de vertu » que « profiteurs ».
Le XVIe siècle vit également l'essor de la production minière d'argent, à partir de l'introduction en 1533 d'une nouvelle technique dans le processus de réduction du minerai, la coupellation, importée de Chine à l'instigation d'un marchand de Hakata et mise en pratique dans la mine d'Iwami. Le Japon devint alors un des principaux exportateurs de ce minerai à l'échelle mondiale (avec l'Amérique hispanique), très demandé par la Chine des Ming, ce qui généra d'importants profits et stimula encore plus l'essor des échanges internationaux. 
Les pouvoirs publics cherchèrent à profiter de cet essor commercial, bien qu'ils ne prirent jamais la peine de frapper de monnaie. Les premiers shoguns Ashikaga, dans la continuité de Go-Daigo, accrurent la pression fiscale sur les activités commerciales et financières. Le gouvernement dut aussi intervenir lors des protestations et émeutes anti-usuriers, en émettant des édits de rémission de dettes, dits de « gouvernement par la vertu » (tokusei). Certains seigneurs de la guerre du XVIe siècle cherchèrent à accroître les échanges dans leurs domaines en diminuant les péages et en créant des marchés libres d'accès, en dehors du cadre des guildes. Ils cherchèrent à contrôler plus étroitement les biens échangés, afin d'éviter les pénuries en produits de première nécessité (grains, sel, fer) et d'assurer leur approvisionnement en armes.

### L'urbanisation de l'archipel

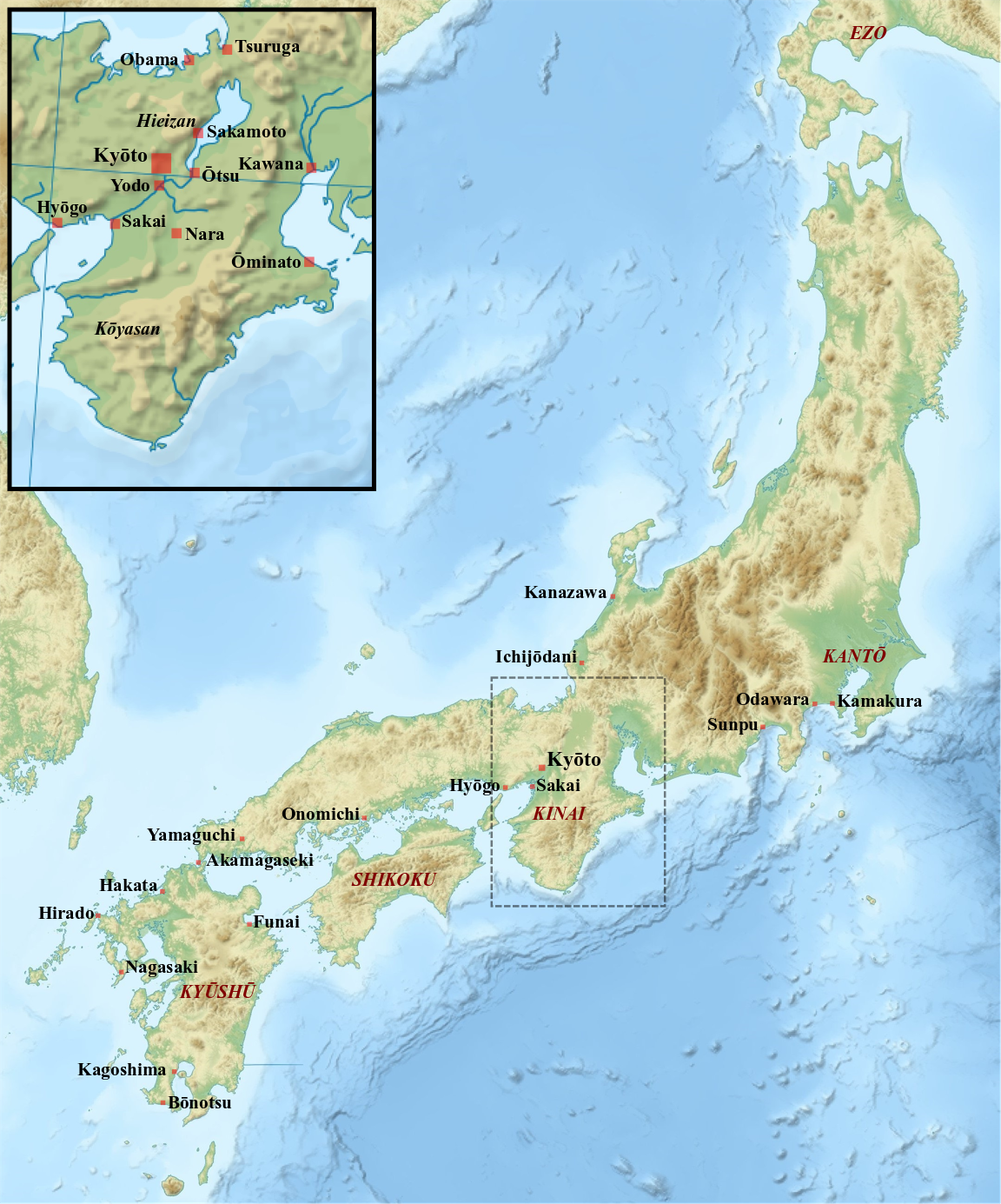
Localisation des principales agglomérations du Japon de l'époque de Muromachi tardive.

L'époque de Muromachi vit une rapide croissance de la population urbaine du Japon. Avant cela, il comptait peu de villes à proprement parler : la capitale impériale Kyoto était de très loin la plus peuplée, puis Kamakura, la capitale du shogunat du même nom, et la ville marchande Hakata comprenaient également quelques dizaines de milliers d'habitants, quelques autres villes étant ensuite peuplées par quelques milliers d'habitants (Nara, Ōtsu, etc.). Au XVe siècle et surtout au XVIe siècle la population urbaine de l'archipel connut une croissance rapide, les textes mentionnant de plus en plus d'agglomérations de type urbain : ainsi, entre 1450 et 1600, ce seraient environ 150 villes qui émergèrent, avec un doublement de la population urbaine. C'est donc à cette période-là que le Japon connaît vraiment son urbanisation. Les historiens ont l'habitude de distinguer plusieurs types de villes suivant le facteur principal ayant contribué à leur croissance (ville-temple, ville-marché, ville-port, ville-château, etc.).

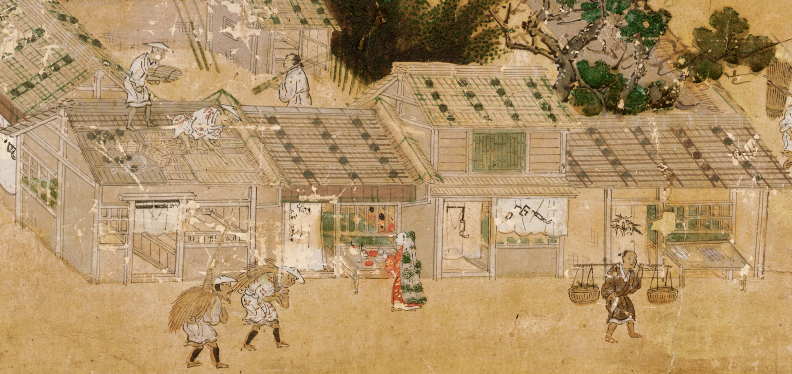
Résidences de type machiya à Kyoto, sur l'avenue Muromachi, Vues à l'intérieur et à l'extérieur de la capitale, école Kanō, v. 1525.

Le Kinai était de loin la région la plus urbanisée du Japon médiéval et en particulier Kyoto, la « Capitale » (Miyako), concentrait une grande partie de la population urbaine, peut-être 200 000 habitants aux XIIIe – XIVe siècles. L'organisation spatiale reprenait l'héritage de l'Antiquité et du Haut Moyen-Âge, suivant un modèle d'origine importé depuis la Chine. S'étendant pour sa majeure partie à l'ouest de la rivière Kamo, elle était divisée par des avenues rectilignes se coupant en angles droits, divisant plusieurs blocs. Au nord se trouvait le secteur du palais impérial et des résidences aristocratiques. Les shoguns Ashikaga et leurs vassaux guerriers s'étaient d'abord installés plus au sud, où se trouvait notamment le palais de Sanjō-bōmon, avant de s'installer en 1378 dans la partie nord, dans le vaste palais de Muromachi, et de contribuer à remodeler celle-ci en y faisant construire le temple Shōkoku-ji avec sa grande pagode (qui s'effondra dès 1403). On tendit alors à désigner ce secteur de la ville par le terme Kamigyō, par opposition à la partie sud, Shimogyō, où se trouvaient les quartiers artisanaux et commerciaux avec leurs maisons allongées (machiya), et le premier palais du shogunat, qui fut réaménagé et réoccupé un temps par les shoguns au début du XVe siècle, les shoguns changeant de résidence à plusieurs reprises. Les faubourgs de la capitale étaient depuis longtemps occupés par des quartiers actifs, et également des lieux de culte et des résidences palatiales, et c'est dans ceux-ci, à Kitayama au nord et à Higashiyama à l'est que Yoshimitsu et Yoshimasa firent ériger leurs résidences respectives, le Pavillon d'Or et le Pavillon d'Argent. Kyoto était alors un modèle urbain imité par les autres agglomérations du pays, qui reprenaient la séparation entre secteur officiel des temples et palais au nord, et secteurs résidentiels, artisanaux et commerciaux au sud. On le retrouve à Kamakura à l'époque du même nom, et à l'ère Muromachi dans des agglomérations de potentats locaux comme Yamaguchi, capitale des Ōuchi, surnommée la « Petite Kyoto » (Shō-Kyōto). Les guerres d'Ōnin provoquèrent la destruction de la majorité des palais et lieux de culte de la capitale, ainsi que la dévastation de nombreux quartiers. Le vieux plan urbain régulier fut bouleversé et la ville se trouva coupée en deux entre Kamigyō et Shimogyō qui constituèrent alors deux villes distinctes, les quartiers ayant établi leurs propres défenses et pratiquant un couvre-feu strict face aux périls du temps. La première avait perdu son lustre, la cour impériale étant dépourvue de moyens, et de nombreux nobles ayant fui la cour, tandis que le shogunat avait perdu tout pouvoir. La seconde était devenue une ville économiquement dynamique, dominée par ses sections de quartiers dirigées par des « bourgeois », les machishū, souvent issus du milieu des artisans et marchands aisés. Ils étaient pour beaucoup des dévots du courant du Lotus, patronnant la construction de temples de ce courant. Dans les faubourgs, notamment à l'est de la Kamo, les temples s'étaient également fortifiés. Les affrontements entraînés par les actions des ligues du Lotus dans les années 1532-1536 entraînèrent à leur tour d'importantes destructions.

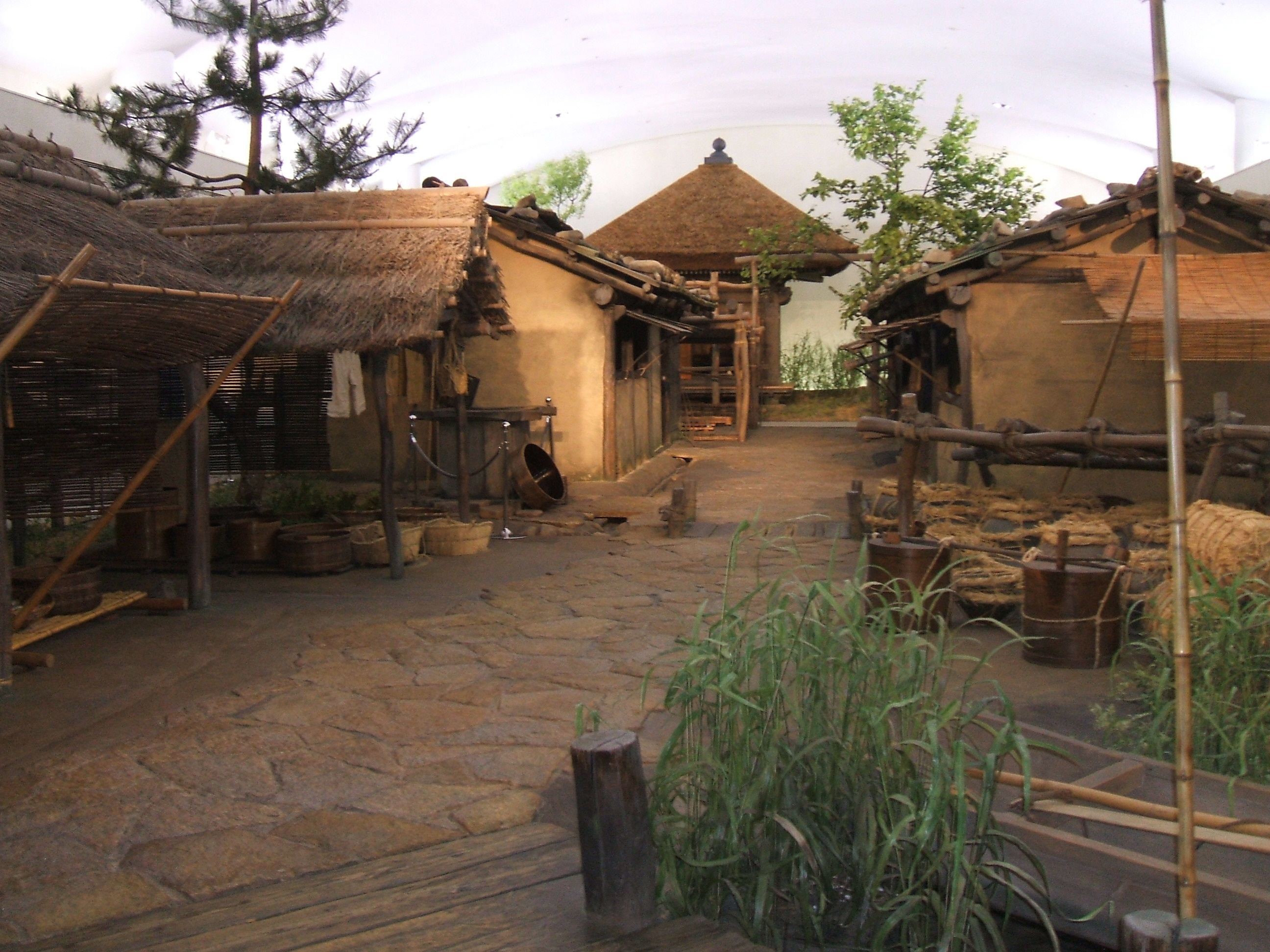
Reconstitution d'une rue du site de Kusado Sengen. Musée préfectoral d'histoire de Hiroshima.

De nombreuses villes et bourgades se développèrent grâce au commerce, qu'il s'agisse de villes portuaires (minatomachi), de villes-marchés (ichimachi, zaimachi) dynamisées par la tenue de marchés périodiques et des communautés d'artisans, ou encore de villes-étapes (shukubamachi) implantées sur les axes de circulation. Les villes portuaires impliquées dans les échanges à longue distance étaient souvent les plus importantes : Hakata (Fukuoka), situé sur la côte nord de Kyūshū, depuis longtemps la porte d'accès dans l'archipel des bateaux venus du continent ; Hyōgo dans la baie d'Osaka, principal port d'accès à la mer pour la capitale Kyoto au début de l'époque Muromachi, supplanté à partir de la fin du XVe siècle par Sakai. D'autres ports importants s'étaient développés le long de la mer intérieure de Seto (Onomichi), dans la baie d'Ise (Ōminato, Kuwana), sur la mer du Japon (Tsuruga, Obama, Kanazawa) et aussi sur les rives du lac Biwa (Sakamoto, Ōtsu) et les rivières reliant Kyoto à la baie d'Osaka (Yodo, Uji), et sur les côtes de Kyūshū, concurrençant Hakata à partir de la seconde moitié du XVIe siècle (Hirado, Nagasaki, Bonotsu, Kagoshima, Funai) ; au nord, le site archéologique de Tosaminato (actuelle préfecture d'Aomori) fut un port très actif au XVe siècle. Le Kinai et les provinces voisines furent le point privilégié de développement de ce type de villes, grâce à la présence de la capitale, de son élite et également des grands temples et sanctuaires, plusieurs de ces villes-marchés étant liées à des grands lieux de culte. Les communautés de marchands de ces villes prirent une grande importance économique, et jouèrent aussi un rôle politique important en s'affirmant face aux autorités traditionnelles ; le conseil des marchands de Sakai, les egōshū, jouirent ainsi au XVIe siècle d'une certaine autonomie, au point que la ville a pu être comparée à une « république marchande ». À une échelle plus modeste, le site archéologique de Kusado Sengen, situé dans l'actuelle municipalité de Fukuyama, donnant sur la mer intérieure, était une petite bourgade portuaire dynamisée par les échanges commerciaux, peuplée du XIIe siècle au XVIe siècle, connaissant son apogée au XIVe siècle. De nombreuses autres petites agglomérations commerçantes et artisanales de ce type fleurirent à cette époque sur les grands axes d'échanges.

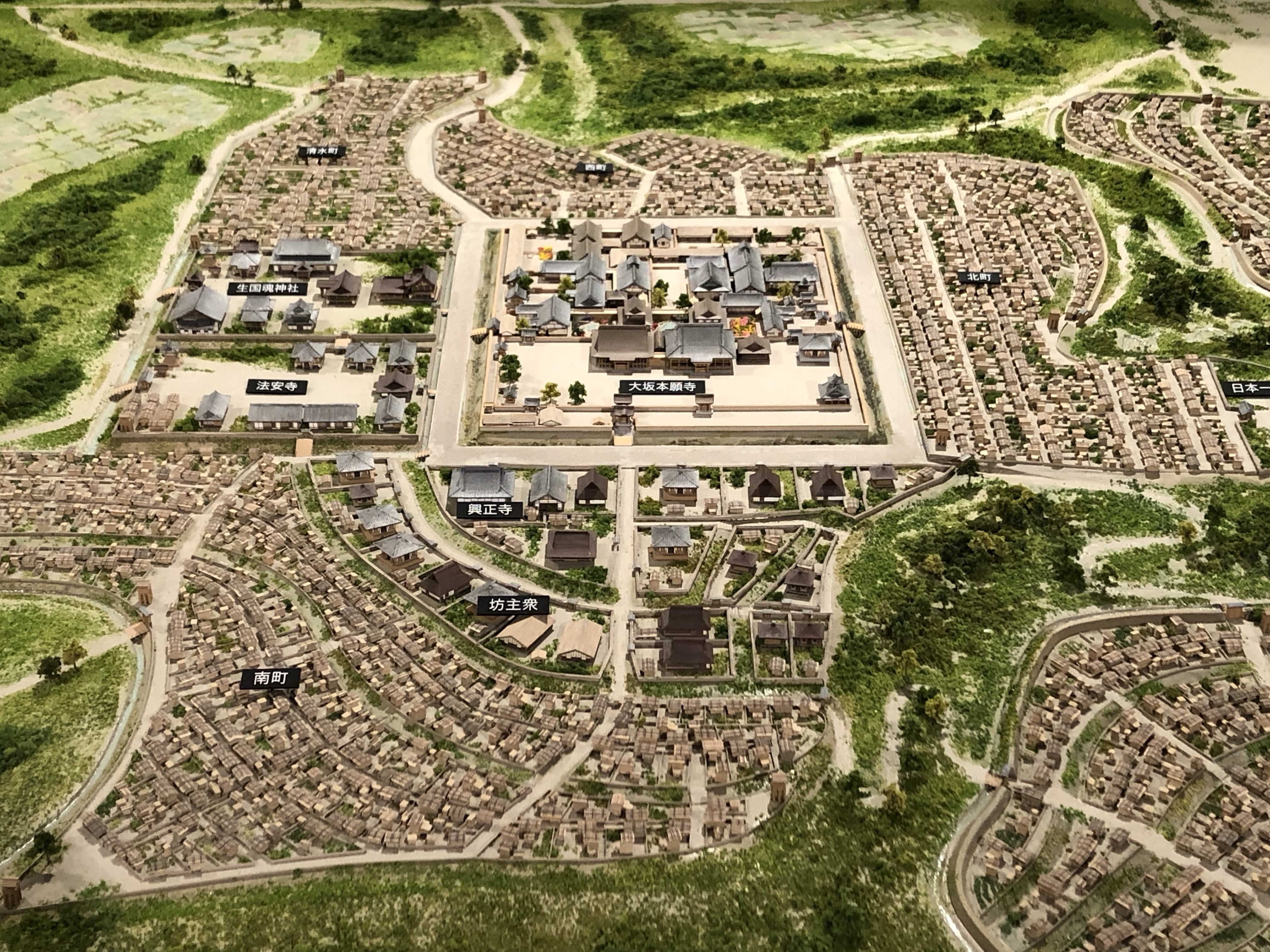
Maquette représentant la ville-temple du Hongan-ji d'Ishiyama.

Les temples et monastères sont traditionnellement un facteur d'urbanisation majeur du Japon médiéval, ce qui explique la présence de nombreux quartiers et villes nés aux portes de ces lieux de culte (monzenmachi) ou bien à l'intérieur de leur enceinte (jinaichō), comme l'illustrent les quartiers des sanctuaires de Kyoto et Nara, ou les bourgades de Sakamoto près de l'Enryaku-ji au Mont Hiei et de Yamada à côté du sanctuaire d'Ise. Ce type de villes ne se distingue parfois pas bien des agglomérations marchandes, qui s'étaient souvent développées en s'appuyant en partie sur la présence d'un sanctuaire à proximité (comme Sakai avec le sanctuaire de Sumiyoshi). Les grands temples dirigés par une communauté de moines puissants disposaient en effet de grands domaines, attiraient des marchands et des artisans grâce à leur activité économique quotidienne, et aussi par la tenue de foires lors des principales fêtes religieuses. Certains temples bénéficiaient par ailleurs d'un privilège impérial leur permettant d'avoir des exemptions fiscales, facteur important dans le développement des villes à l'intérieur des temples. Ce fut le cas à l'époque Sengoku de nombreux temples issus du courant Jōdo Shinshū, et encore une fois en particulier dans le Kinai. Certaines bourgades se formèrent sous l'impulsion de seigneurs locaux dirigeant une branche locale de la secte, d'autres sous l'action d'une communauté de croyants installant un temple sur un domaine servant de base à une agglomération (par exemple Tondabayashi près d'Osaka). Le Hongan-ji d'Ishiyama (Osaka) donna naissance à une ville-temple dès sa fondation en 1532.

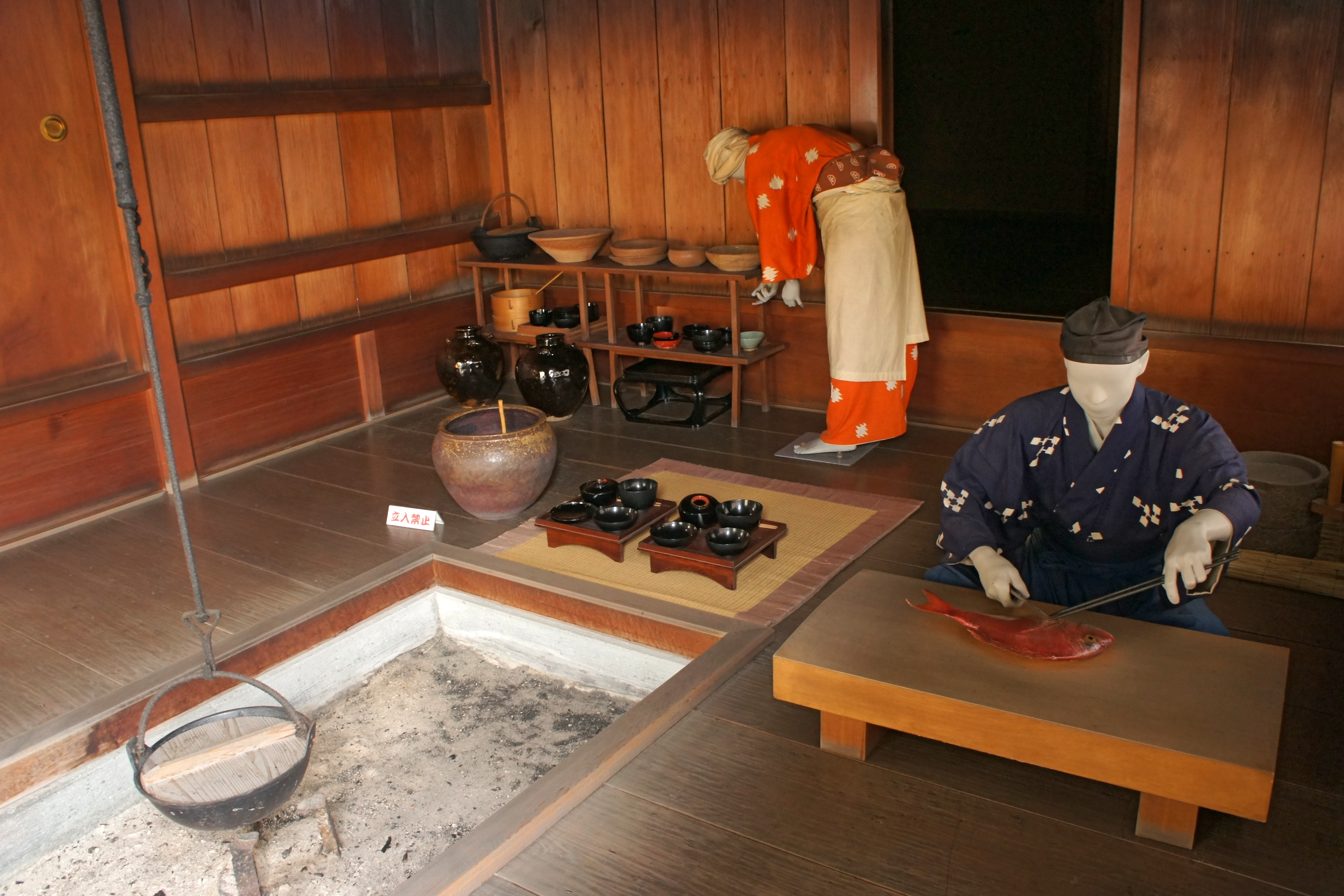
Reconstitution de l'intérieur d'une maison d'Ichijōdani.

La période de Muromachi vit l'apparition d'un nouveau type d'agglomération, les « villes sous le château », jōkamachi. Il s'agit comme leur nom l'indique de villes constituées autour de la résidence castrale d'un chef de clan guerrier. Ce type d'agglomération se développa durant l'époque Sengoku avec l'affirmation des entités politiques dirigées par des daimyō. Ichijōdani dans l'Echizen, capitale du clan Asakura, qui a fait l'objet de fouilles, en est l'exemple le plus anciennement connu, datant de la fin du XVe siècle. Elle était organisée autour du château du clan, constituée de petites unités regroupant sans doute les vassaux par clan, et d'espaces commerciaux et artisanaux. Ses fouilles ont démontré qu'on pouvait retrouver dès cette époque dans une ville provinciale un urbanisme planifié et des éléments caractéristiques de la culture de la métropole (arts des jardins et du thé). Des villes castrales plus importantes se développèrent dans le courant du XVIe siècle : Odawara chez les Hōjō, Sunpu chez les Imagawa, Kōfu chez les Takeda, etc. Ce type d'agglomération se répandit ensuite durant l'époque d'Edo.

### Conditions féminines
Le second Moyen-Âge japonais fut un « âge de violence » mettant en valeur l'expérience martiale perçue comme un marqueur de virilité, et l'autorité masculine au sein des organisations guerrières de plus en plus hiérarchisées dominant la société. Cette omniprésence du fait guerrier se fit manifestement au détriment de la place des femmes dans la société, au moins dans le milieu martial. Il apparaît aussi que beaucoup de théologiens bouddhistes furent peu disposés envers les femmes. Pour ces raisons et d'autres sans doute, l'époque de Muromachi vit dans l'ensemble le déclin de la position dont disposaient les femmes dans la société japonaise. Mais les situations variaient selon les milieux sociaux.
Les femmes de l'élite de l'époque de Kamakura pouvaient disposer de propriétés en propre, séparées de celles de leur époux, et exercer notamment des fonctions de régisseur domanial. Cependant, la situation avait évolué défavorablement pour elles à partir de la fin de cette période, avec l'évolution des règles successorales en faveur d'un seul héritier principal masculin. Cela permettait de limiter la dispersion des patrimoines. L'instauration d'un âge guerrier durant lequel le moyen principal d'ascension sociale fut le combat, donc un domaine exclusivement masculin, se fit également en défaveur du pouvoir féminin dans la société.
Au sein de l'unité familiale de base, la « maison » (ie), la patrilocalité, qui voyait l'épouse aller résider dans la famille de l'époux après le mariage, s'était imposée dans la première partie de l'époque médiévale au détriment de la pratique inverse (matrilocale) qui était importante durant l'époque antique. Le foyer classique de l'élite médiévale, qui était polygame, comprenait une épouse principale, et des concubines. La place de l'épouse principale était importante, en particulier dans le milieu guerrier, puisqu'elle gérait les cérémonies (réceptions et rituels), une partie des relations avec les vassaux et l'économie domestique. Certaines préservaient également la gestion des biens qu'elles avaient reçus en dot de la part de leur famille d'origine lors de leur mariage. Cela conférait à l'épouse principale un rôle important, mais dans l'ombre de son époux, dont elle était en quelque sorte le « numéro deux » (H. Wakita). Certaines purent avoir une influence politique notable, l'exemple le plus évident de la période de Muromachi étant Hino Tomiko (1440-1496), épouse principale du shogun Ashikaga Yoshimasa.

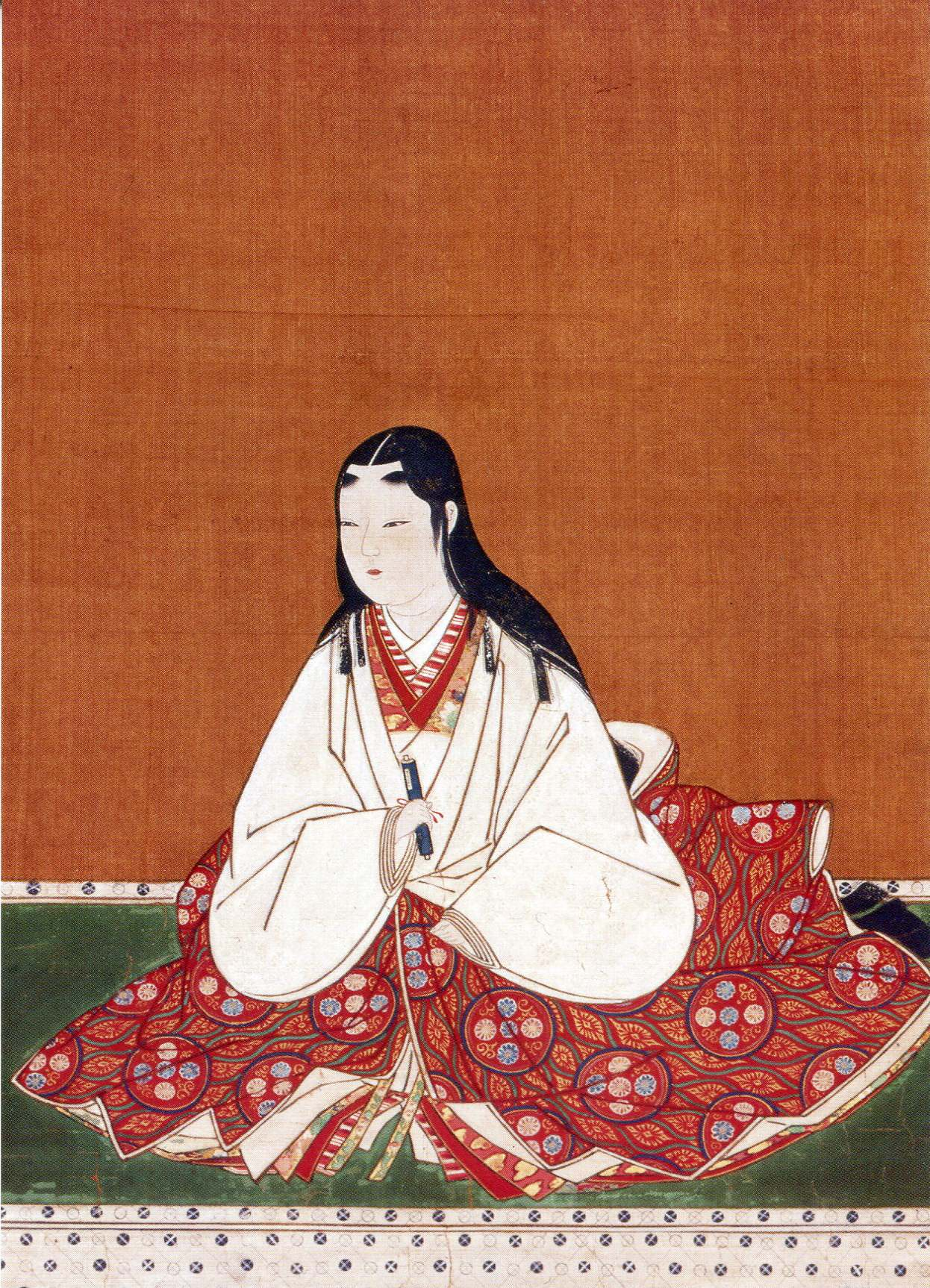
Portait funéraire d'Oichi no Kata (1547-1583), sœur d'Oda Nobunaga. 1589, Jimyō-in (Mont Kōya).

Le mariage avait par ailleurs un aspect politique marqué dans le milieu des élites guerrières, servant à consolider des alliances. Les filles et sœurs des seigneurs de la guerre de l'époque Sengoku firent l'objet de nombreuses transactions matrimoniales, un véritable « trafic » selon H. Tonomura. Certaines furent mariées à plusieurs reprises au gré des changements de posture politique de leur famille d'origine, suivant le bon vouloir du chef de clan ; ainsi Oichi no Kata (1547-1583), sœur d'Oda Nobunaga, mariée d'abord à l'âge de dix-sept ans à Azai Nagamasa, jusqu'à ce que celui-ci soit défait par son frère, puis à Shibata Katsuie, qu'elle accompagna dans la mort lorsqu'il fut vaincu par Toyotomi Hideyoshi. En raison de la conception flexible de la parenté qui avait cours, il était du reste courant qu'un chef militaire adopte une fille extérieure à son clan, qui devenait sa fille, afin de la marier dans le cadre d'une alliance politique. La finalité procréative du mariage restait cependant primordiale, et qu'elle soit épouse ou concubine une femme mettant au monde un héritier mâle voyait sa position confortée. Pour ce qui touche à la sexualité, la polygamie et la position éminente du chef de famille impliquaient que ce dernier puisse privilégier des relations sexuelles avec d'autres femmes que son épouse principale, et aussi avec des jeunes hommes, les relations homosexuelles étant courantes dans le milieu guerrier.
La situation dans le milieu des nobles de la cour présente quelques spécificités notables. Les empereurs ne prenant plus d'épouse légitime, mais uniquement des concubines, l'intérêt de leur offrir des femmes fut amoindri, même si une alternative se présentait depuis l'installation des shoguns à Kyoto. En revanche au sein des foyers nobles la position de l'épouse principale semble avoir été confortée, reprenant les principes suivis dans les foyers guerriers. De plus la position des femmes exerçant des fonctions à la cour impériale (nyōkan) fut renforcée, au moment où le niveau de vie de celle-ci déclinait.

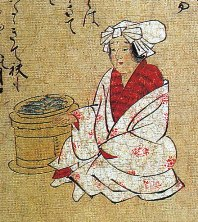
Vendeuse de truites (ayu) de Katsura (Katsurame), une des communautés de marchandes du Kyoto médiéval. Sanjūni-ban shokunin uta-awase emaki (« Concours poétique de trente-deux artisans »), fin XV.

Dans les catégories moyennes et populaires, monogames, les épouses étaient généralement chargées de l'économie domestique, et pouvaient assister leur époux dans son métier. Mais on trouvait des guildes dirigées par des femmes, exerçant des métiers liés renvoyant à la sphère domestique, par exemple les activités textiles, le brassage du saké, la vente de produits alimentaires sur les marchés, la confection d'éventails, et les divertissements (chants, danses), comprenant un volet sexuel plus ou moins marqué. Durant l'époque de Muromachi, les catégories d'« artistes-prostituées »/« courtisanes » dont les services étaient loués par des hommes des catégories élevées de la société, qui avaient un statut plutôt respectable durant les époques précédentes, virent leur situation décliner : au fil de temps elles furent plus stigmatisées, contrôlées et mises à l'écart. Les femmes furent également de plus en plus exclues du brassage de saké, en partie pour des raisons éthiques car elles étaient vues comme impures pour cela. Cette dégradation de la condition féminine est également perceptible ailleurs : leur exclusion des institutions des communautés villageoises, leur perte progressive du droit à la gestion de propriétés en propre à tous les niveaux de la société, la pénalisation de l'adultère féminin alors que le masculin n'était pas puni.
Les moniales et prêtresses disposaient souvent de plus de latitude dans leur vie, en dehors du cadre de la maisonnée. De nombreux monastères féminins furent fondés à cette période, et gérés par leurs moniales, bien que la pensée bouddhiste de l'époque soit peu favorable aux femmes en tant qu'objet de délivrance, puisqu'elles étaient plutôt vues comme des sources de pollution et plus largement de perdition pour les hommes en quête de salut. Les religieuses itinérantes rattachées aux sanctuaires de Kumano (Kumano bikuni) devinrent quant à elles des divertisseuses très prisées : elles accomplissaient des chants, des danses, du jonglage et des acrobaties, contaient des histoires religieuses et profanes, et levaient des fonds pour des œuvres religieuses.

## Le Japon et le reste du Monde
Les relations avec le continent asiatique jouèrent un rôle considérable dans le façonnement de la civilisation japonaise médiévale. Durant l'époque de Kamakura, les relations commerciales avec la Chine furent intensifiées, les bateaux de marchands déversant dans l'archipel au XIIIe siècle des millions de pièces de cuivre chinoises qui y contribuèrent à la monétisation des échanges. Les voyages de moines japonais en Chine et la venue de moines chinois au Japon aboutirent à l'introduction et à l'essor du bouddhisme Zen.
L'amélioration des techniques de construction des bateaux durant l'époque médiévale permit d'augmenter leur taille, et par suite leur capacité de port : alors que les bateaux de l'époque de Kamakura dépassent rarement la trentaine de tonneaux, ceux de la première moitié du XVe siècle atteignaient souvent les 150 tonneaux, certains allant jusqu'à 250 tonneaux, même si la grande majorité ne dépassait pas les 100 tonneaux. L'usage courant du compas ainsi qu'une meilleure connaissance des vents marins soufflant sur les routes allant vers le continent permirent également d'améliorer la navigation à longue distance. Cependant les bateaux japonais n'égalaient pas les jonques chinoises en qualité de conception.
Du point de vue diplomatique, la période d'affirmation du shogunat des Ashikaga se conclut comme cela a été évoqué par le rétablissement des relations officielles avec l'empire chinois, dirigé depuis 1368 par la dynastie Ming. Cela marqua un grand changement puisque les relations officielles avaient été interrompues à la fin du IXe siècle. Cet événement fut très important sur le plan symbolique puisque la reconnaissance par la Chine de Yoshimitsu comme « roi » (wang) du Japon consolida sa légitimité après la soumission de la Cour du Sud, même si c'était un statut inférieur à celui de l'« empereur » (huangdi) chinois.
Certes l'absence de relations diplomatiques entre le Japon et la Chine n'avait pas empêché avant cela d'importants flux d'échanges effectués à titre privé, y compris par les plus hauts dignitaires du shogunat et de la cour impériale, et l'importante communauté chinoise installée à Hakata assurait des relations régulières avec le continent. Le rétablissement des relations officielles avec les Ming aboutit à la constitution d'un commerce contrôlé, kangō, du nom des certificats officiels délivrés par les autorités chinoises, que devaient présenter les bateaux accostant dans leurs ports, généralement celui de Ningbo, pour être reconnus comme des marchands et non des contrebandiers ou pirates. Les échanges purent donc s'accomplir dans le cadre de missions officielles, dix-sept entre 1404 et 1547. Ce commerce très lucratif permit d'importer dans l’archipel de la soie et d'autres étoffes, des produits médicinaux, des produits « culturels » à destination des élites, les « choses chinoises » (karamono : livres, peintures, céramiques) et à nouveau de grandes quantités de monnaie de cuivre, en échange de produits artisanaux (notamment des armes) et de minerais (l'argent au XVIe siècle). Ces missions passèrent dans le courant de la seconde moitié du XVe siècle sous le contrôle de deux des plus puissants clans guerriers, les Ōuchi et les Hosokawa. Les premiers étaient les seigneurs de Hakata, les seconds ceux du port rival de Sakai. Leur inimitié conduisit en 1523 à un affrontement violent à Ningbo. Après la chute des Ōuchi en 1551, le commerce officiel fut interrompu. Un commerce similaire avait été établi avec la Corée, sous la direction du clan Sō qui dirigeait l'île de Tsu-shima située entre les péninsule coréenne et les îles japonaises. Le royaume des îles Ryūkyū, unifiées après 1423, joua un rôle d'intermédiaire dans les échanges entre la Chine et le Japon, où ses principaux partenaires furent les daimyō du clan Satsuma, dominant le sud de Kyūshū.

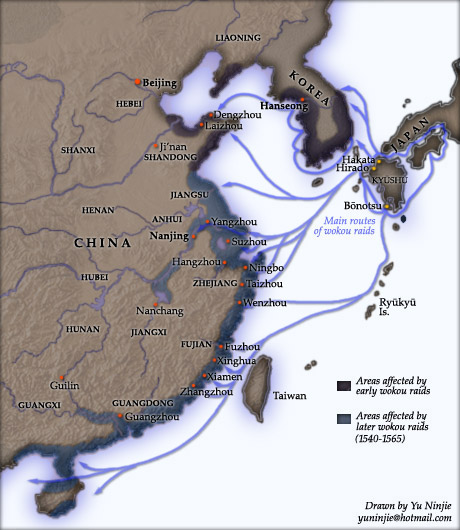
Carte des principales bases et zones d'attaques des Wakō au XVI.

Les mers séparant le Japon de la Chine et de la Corée étaient sillonnées par des pirates, qui avaient notamment profité de la période d'effondrement de la dynastie Yuan et de mise en place de la dynastie Ming dans les années 1360, qui fut concomitante avec la période des affrontements entre les Cours du Sud et du Nord, relâchant le contrôle officiel sur les côtes, qui n'avait de toute manière jamais été particulièrement efficace. Les pirates impliqués dans ce phénomène étaient alors appelés Wakō (Wokou en chinois), et souvent originaires du Japon (ce nom signifiait « bandit japonais »). Ce furent les rois coréens, principales victimes de ces pirates, qui contribuèrent à éteindre leur activité autour de 1400, alors que le commerce régulé se mettait en place. Au début du XVIe siècle, la piraterie connut un nouvel essor avec l'arrêt progressif du commerce officiel, et l'essor de la contrebande qui allait généralement de pair avec l'activité des pirates. Les « bandits japonais » de cette période furent en fait pour beaucoup des Chinois et des Coréens, qui à plusieurs reprises eurent des bases sur l'archipel. Le plus puissant fut Wang Zhi, installé un temps sur l'île de Hirado avec la bienveillance des seigneurs de la guerre locaux. La répression chinoise aboutit cependant au déclin de cette piraterie dans les années 1560.
Ce fut dans ce contexte, peut-être grâce à des pirates-contrebandiers, que les premiers Européens arrivèrent au Japon, en l'occurrence des marchands Portugais débarquant sur l'île de Tanega-shima, au sud de Kyūshū, en 1543. Ils se firent rapidement une place dans les réseaux d'échanges, avant tout grâce à leurs arquebuses. En 1549, les missionnaires chrétiens (Jésuites), conduits par François-Xavier, arrivèrent à leur tour à Kyūshū et commencèrent leurs conversions, ouvrant le « siècle chrétien » (R. Boxer) du Japon.

## Tendances religieuses

### Le Zen
Le courant bouddhiste Zen, appelé ainsi parce qu'il repose sur la « méditation » (c'est le sens du terme sanskrit dhyāna, transposé en Chan en chinois puis en Zen en japonais) plutôt que sur l'étude des textes sacrés, avait été importé au Japon depuis la Chine à partir de la fin du XIIe siècle et s'était imposé comme l'un des courants les plus dynamiques du renouveau religieux de l'époque de Kamakura, bien implanté en particulier auprès des élites guerrières, et de leurs chefs, les régents du clan Hōjō. Se plaçant dans la continuité de ces derniers, Ashikaga Takauji, devenu shogun, organisa l'encadrement des temples relevant de ce courant, les regroupant avec ceux de l'école de la discipline, Ritsu, sous la coupe du bureau pour la supervision des temples du Zen et du Ritsu (Zenritsugata). En 1379, Yoshimitsu créa suivant un modèle chinois le bureau de l'archiviste monacal (Sōroku), qui devait en principe superviser les monastères zen du pays. Ce système est passé à la postérité sous le nom des « Cinq montagnes », Gozan, là encore à l'exemple de la Chine. Ce nom dérivait du fait qu'il était dominé en dignité par cinq temples distingués par le shogunat, établis à Kamakura et à Kyoto, dont la composition varia avec le temps. Les temples de Kyoto les plus liés au pouvoir des Ashikaga furent des fondations plus anciennes comme le Nanzen-ji, le Tōfuku-ji, le Kennin-ji, et des fondations de ces shoguns comme le Tenryū-ji établi par Takauji à la mémoire de son rival défunt Go-Daigo, et le Shōkoku-ji fondé par Yoshimitsu. Venaient ensuite une foule d'autres monastères intégrés au système. Ainsi les Ashikaga entendaient également limiter l'influence des temples aristocratiques traditionnels (Enryaku-ji, Kōfuku-ji, etc.) qui perdirent de fait en influence face aux temples zen. Les moines des temples des Cinq montagnes ne s'illustrèrent pas vraiment par leur activité théologique ou rituelle, mais eurent une importance culturelle majeure par leur rôle dans les études des textes en chinois, qu'ils diffusèrent notamment grâce à leurs éditions de textes imprimés, leur production littéraire (surtout poétique), là encore en chinois, leur activité dans la peinture, l'art du thé, l'architecture. En raison de leur tropisme très marqué envers la culture lettrée chinoise, les moines du Zen métropolitain se firent les diffuseurs du confucianisme, et notamment du néo-confucianisme puisque, suivant l'exemple de leurs homologues de la Chine des Song et des Ming qui considéraient qu'il y avait une unité des différents enseignements, ils intégraient des réflexions et la morale confucéennes dans leur pensée et leur voie vers la libération.
Le système des Cinq montagnes n'engloba jamais tous les temples zen. À Kyoto, deux monastères majeurs comme le Daitoku-ji et le Myōshin-ji, lieux d'origine du courant Rinzai, restèrent en dehors de cette organisation et donc de la coupe des Ashikaga. Dans les provinces, de nombreux temples restés également autonomes eurent une influence profonde sur le bouddhisme japonais, comme le Eihei-ji (Echizen) et le Sōji-ji (Noto) qui furent à l'origine du courant Sōtō. Après la guerre d'Ōnin, alors que l'influence des Cinq montagnes s'était effacée en même temps que celle des shoguns, ces temples, que l'on désigne comme les temples « sous la forêt », Rinka, jouèrent un rôle crucial dans l'évolution des pratiques religieuses, là encore dans un contexte de recul de l'influence des temples aristocratiques anciens. Ils étaient portés vers l'édiction de règles disciplinaires, la pratique de la méditation en posture assise (zazen), des apories et dialogues religieux (kōan), et l'exécution d'une vaste gamme de rituels destinés aux laïcs, comme l'initiation de dévots, la conduite d'exorcismes et les funérailles, jouant de plus en plus le rôle de desservant religieux pour les communautés provinciales de croyants. Ainsi, les moines zen des provinces prirent une grande importance dans les rites funéraires, jusqu'alors exécutés selon différentes coutumes, et impliquant peu les moines bouddhistes. Ils reprirent pour cela les rites funéraires prévus par les règles monastiques chinoises, du reste fortement marquées par le ritualisme confucéen, et les diffusèrent chez les laïcs. Les services funéraires zen devinrent la forme dominante du Japon pré-moderne.
L'architecture des temples zen de la période de Muromachi est connue grâce à plusieurs bâtiments ayant survécu aux troubles de cette époque, essentiellement dans les provinces. Une grande porte, sanmon, ouvrait sur le complexe ; celle du Tōfuku-ji, encore debout, a été érigée entre 1380 et 1405. Le bâtiment principal de culte est traditionnellement appelé kondō (aussi souvent une « salle du Bouddha », Butsuden) ; le plus grand conservé de cette période se trouve dans le Fudō-in de Hiroshima, daté de 1540. Parmi les autres bâtiments importants des monastères zen, on comptait les salles de méditation (zendō), les bâtiments de résidence et de réception du supérieur (hōjō), qui furent à cette période les lieux d'expérimentation du style d'architecture de la « salle d'étude », shoin, les bains, et les jardins généralement arborés avec de vastes plans d'eau, mais aussi secs à partir de la fin du XVe siècle (voir plus bas). Les pagodes avaient en revanche une place secondaire dans les complexes monastiques zen.

Architecture des temples Zen de la période de Muromachi.
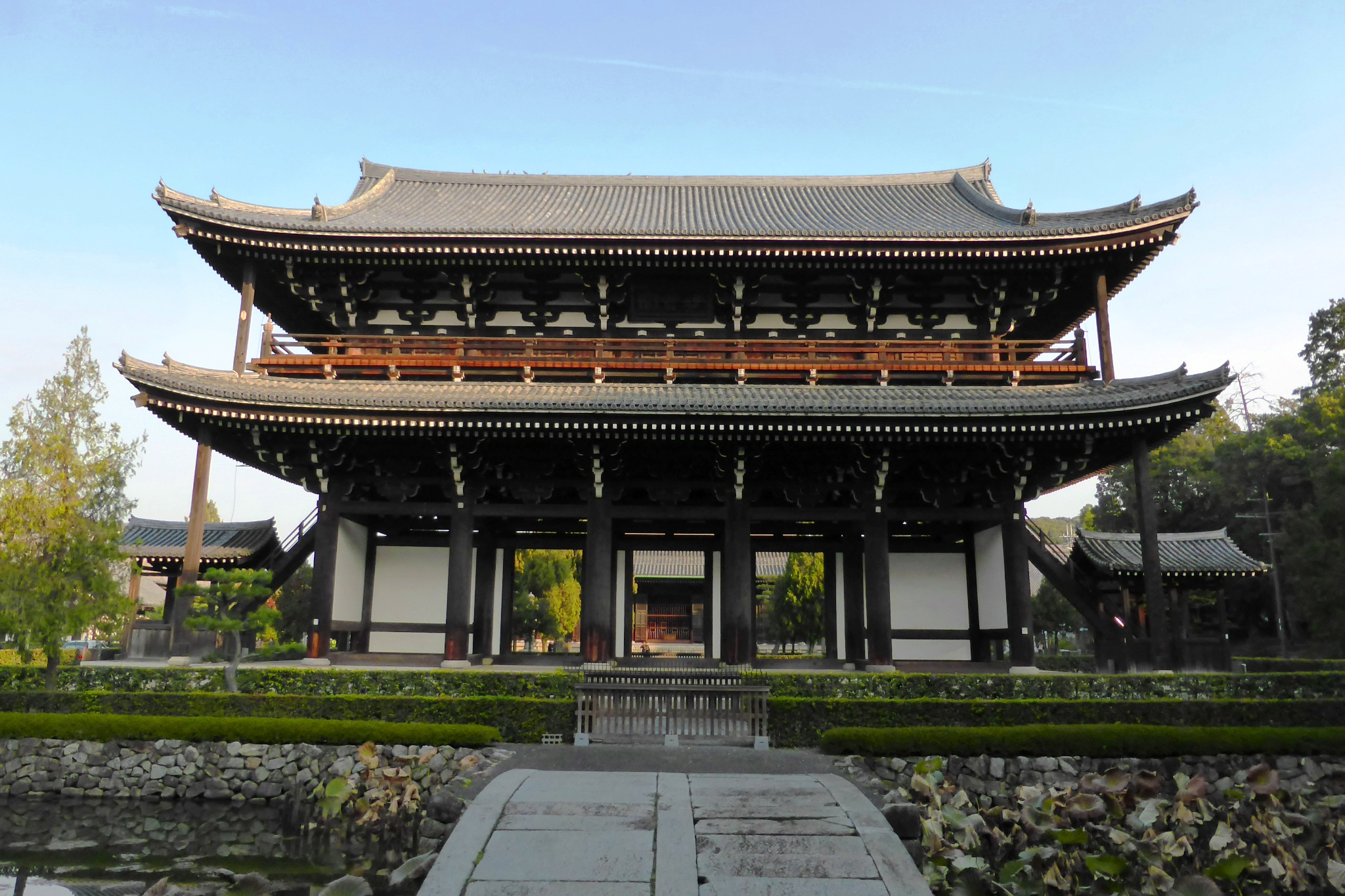
La porte sanmon du Tōfuku-ji, Kyoto, 1380-1405.
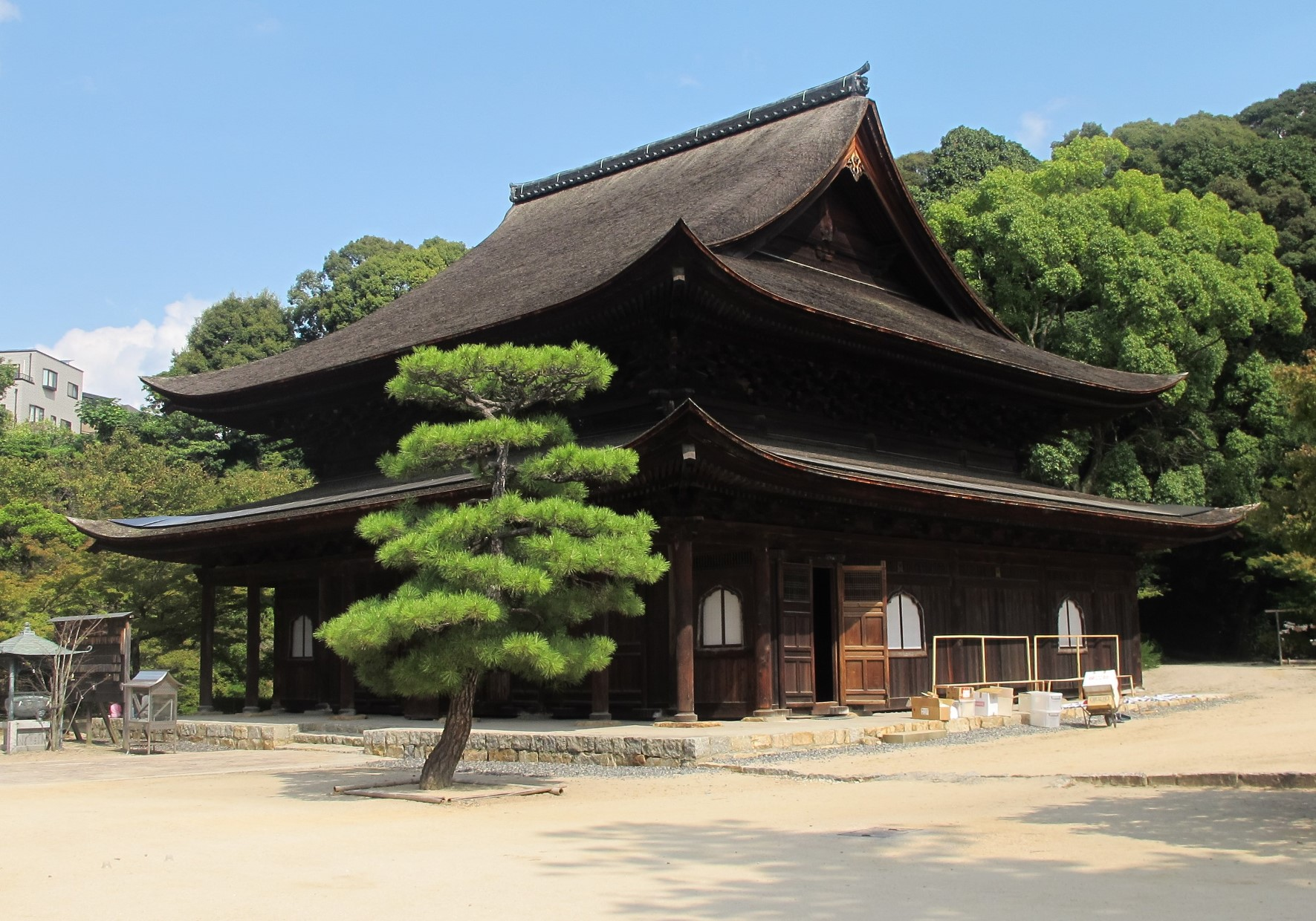
Bâtiment principal (kondō) du Fudō-in de Hiroshima, 1540.
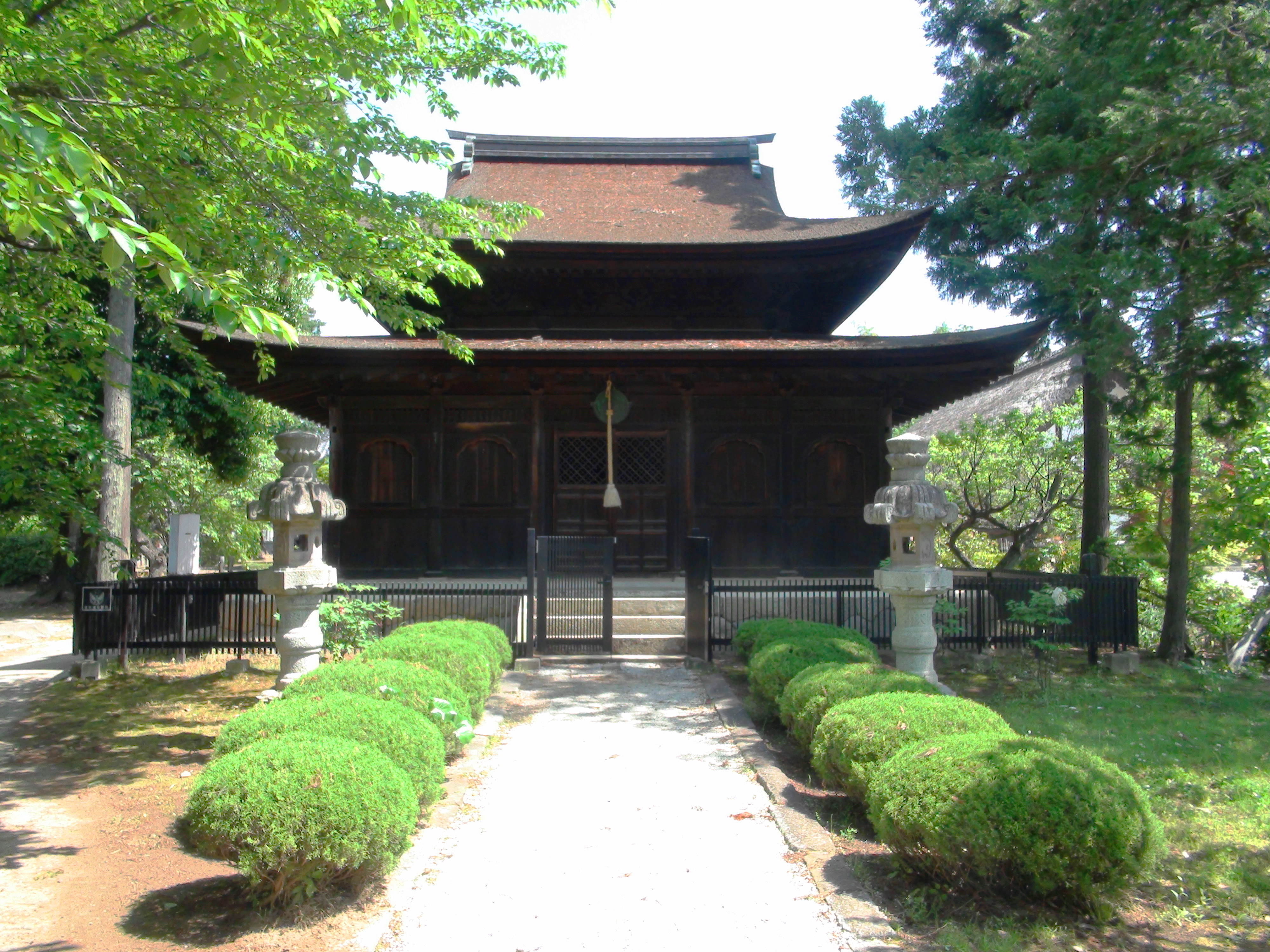
Salle du Bouddha (Butsuden) du Seihaku-ji de Yamanashi, 1415.
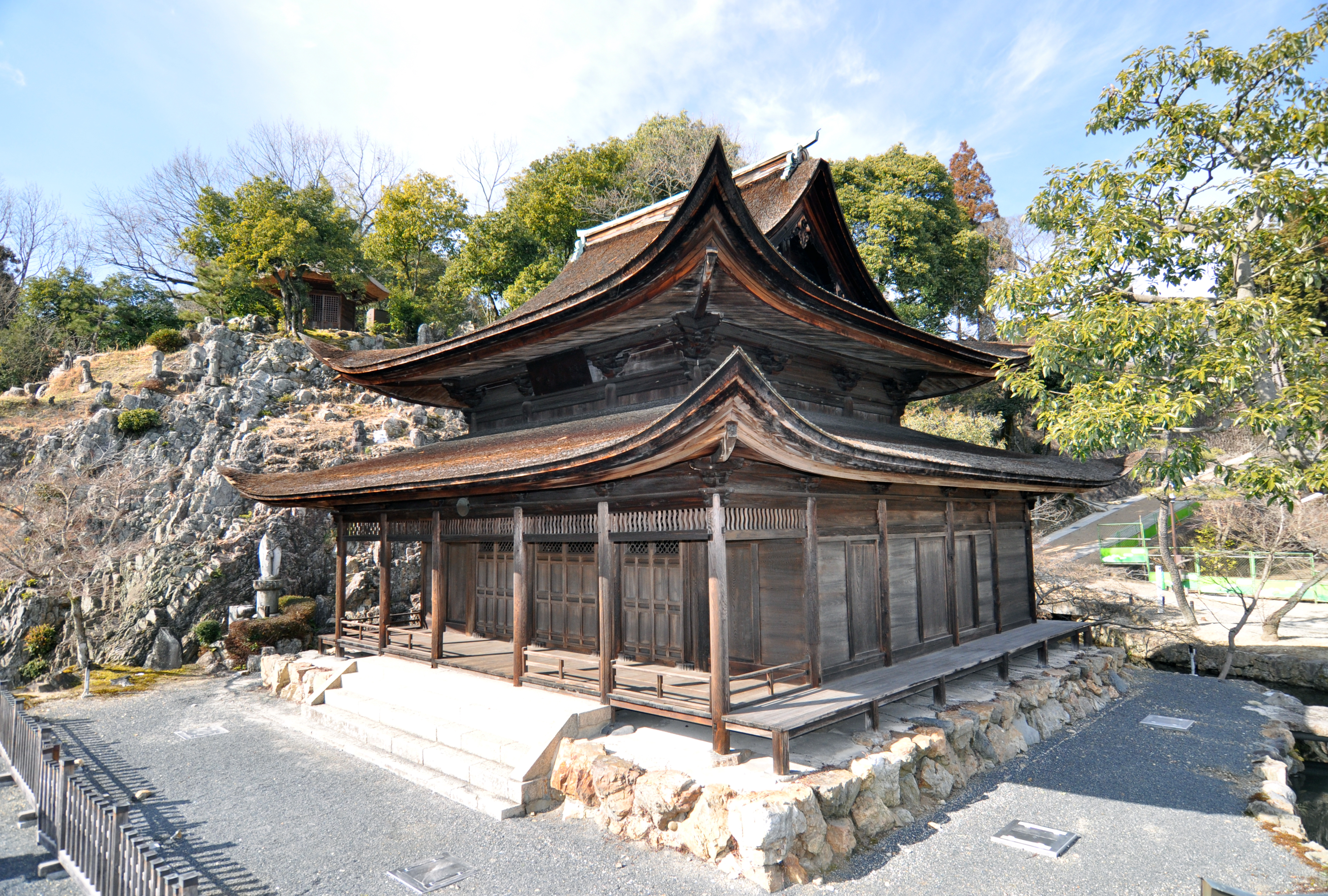
Salle de Kannon (Kannondō) de l'Eihō-ji, préfecture de Gifu, seconde moitié XIVe siècle.
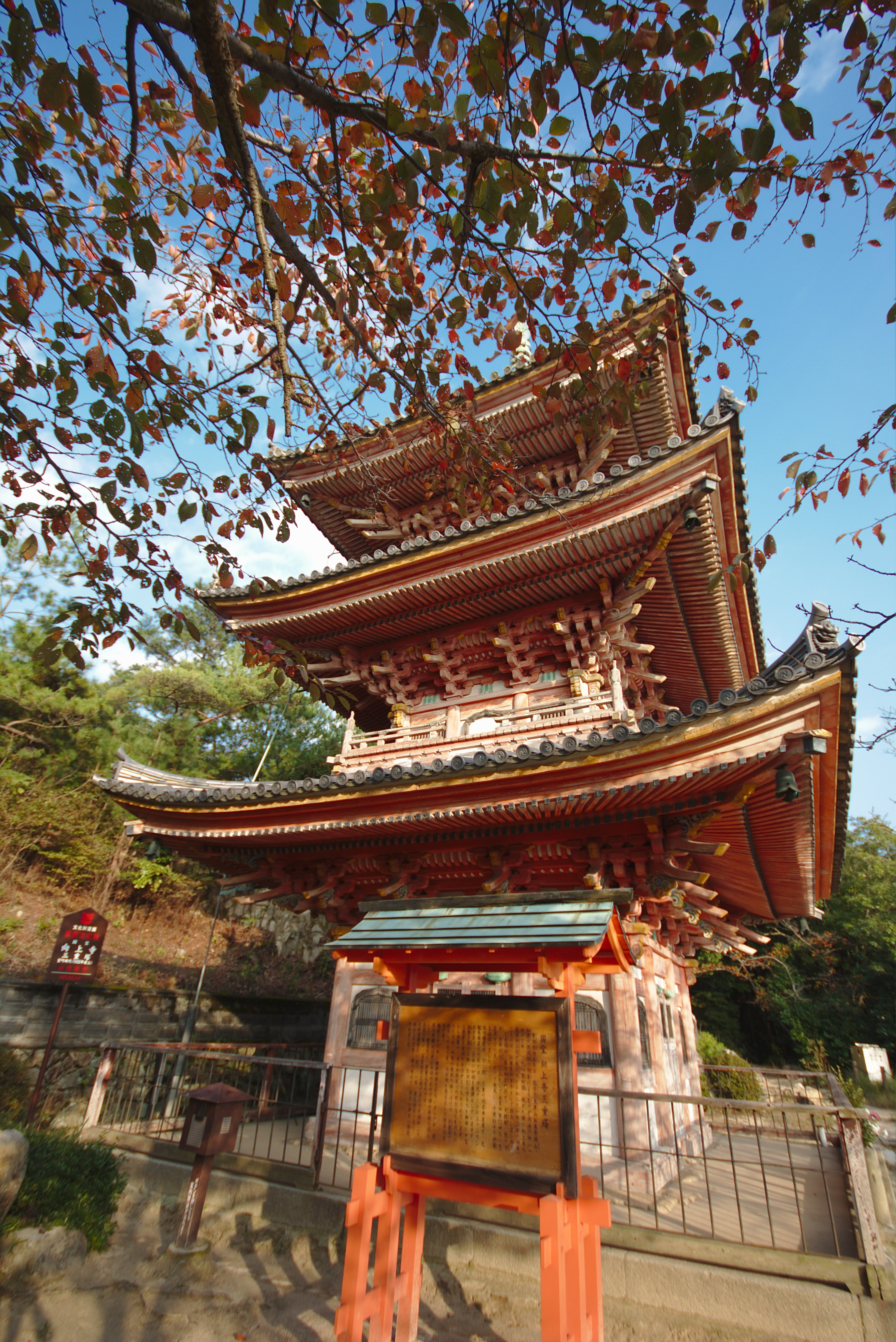
Pagode à trois étages du Kōjō-ji, Onomichi, 1432.
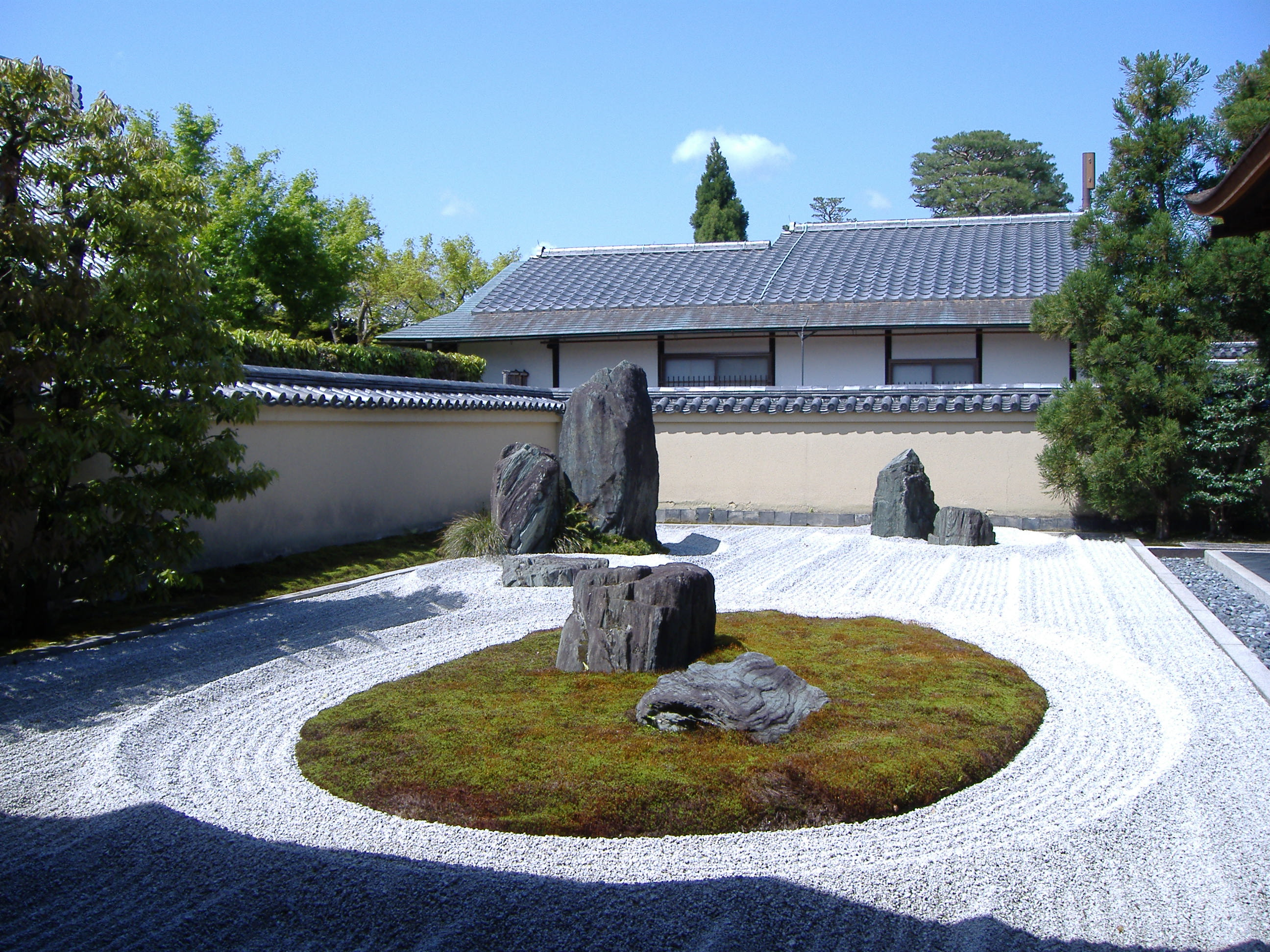
Jardin sec du Ryōgen-in, Kyoto, début XVIe siècle.

### Les courants de la Terre pure
L'autre ensemble d'écoles bouddhistes qui avait participé activement au renouveau religieux de l'époque de Kamakura était la nébuleuse des courants de la Terre pure (Jōdo-kyō), visant à offrir l'accès à une réincarnation dans le Paradis occidental du Bouddha Amida, voie idéale vers le nirvana. Les plus importantes étaient l'« école de la Terre pure », Jōdo-shū, se réclamant des enseignements de Hōnen (1133-1212), l'« école authentique de la Terre pure », Jōdo shin-shū (ou école de la Dévotion, Ikkō-shū), découlant des enseignements de Shinran (1173-1263), et la secte Ji, Ji-shū, dont la figure fondatrice est Ippen (1239-1289). Elles avaient connu un processus d'institutionnalisation au XIVe siècle, donnant naissance à des organisations s'appuyant sur des temples bien établis et un corpus de textes religieux, recevant de plus en plus l'appui des puissants dévots, ce qui leur permit de concurrencer les grandes fondations monastiques aristocratiques ou guerrières. Ce processus de consolidation fut particulièrement marqué dans le cas de la secte Hongan-ji du Jōdo shin-shū, dirigée par les descendants de Shinran. Kakunyo (1270-1351) l'organisa autour du tombeau du maître fondateur, situé à Ōtani près de Kyoto, qui devint le quartier général de la secte. L'influence du courant continua à s'étendre après sa mort. Rennyo (1415-1499), maître de la secte à partir de 1457, lui donna une importance encore plus grande. Cela passa par la mise en avant de la vénération des inscriptions du nom d'Amida (myogo honzon), et la recherche d'appuis dans les provinces lors de nombreuses pérégrinations. En 1471 il s'installa dans l'Echizen où il effectua de nombreuses conversions, reçut de nombreuses donations qui lui permit de faire ériger un nouveau quartier général à Yamashina dans le Kinai, puis il impliqua de plus en plus le Hongan-ji dans les affaires politiques et militaires avec la constitution des ligues Ikkō, son succès le plus éclatant étant sa conquête de la province de Kaga en 1488. On voit souvent dans la raison du succès de ce courant sa capacité à s'ancrer, notamment par le biais de confréries religieuses (kō), dans les communautés villageoises, en ces temps de fragmentation du pouvoir, d'insécurité croissante et d'émergence de tentatives d'organisations horizontales. Les différentes ligues Ikkō, dominées à partir de 1532 par le nouveau quartier général établi à Ishiyama (Osaka), mais peu centralisées, devinrent une force militaire majeure du Japon de l'époque Sengoku, jusqu'à leur anéantissement par Oda Nobunaga et ses généraux.

### Le «shintoïsme»

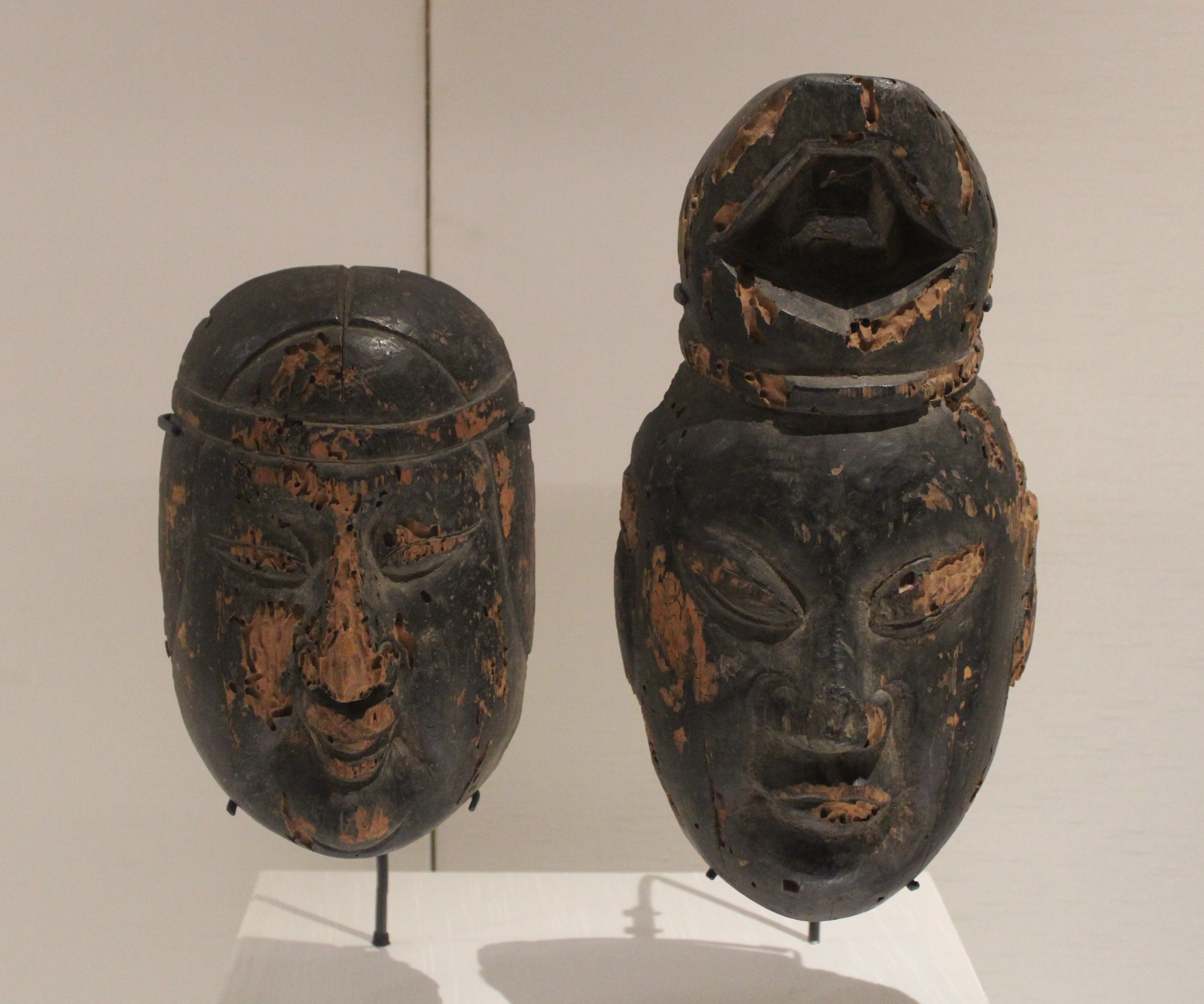
Masques de kami féminin et masculin, sans doute utilisé lors de cérémonies kagura. XVI, British Museum.

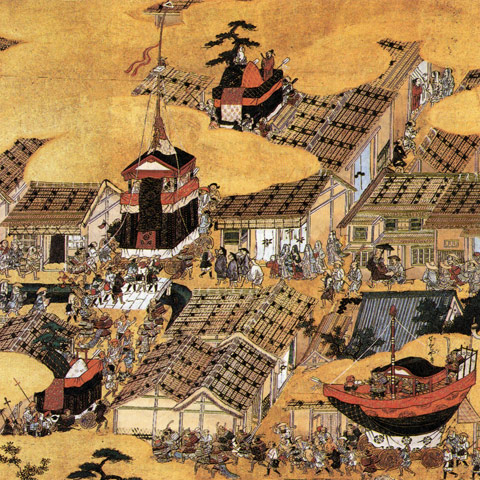
La fête de Gion à Kyoto, détail des Vues à l'intérieur et à l'extérieur de la capitale de Kanō Eitoku, v. 1561-1562 (« Paravents Uesugi »). Yonezawa City Uesugi Museum.

La religion du Japon médiéval avait donc essentiellement un cadre bouddhiste, qui fournissait un ensemble de croyances et pratiques dominantes dans lequel avaient été intégrés les cultes des divinités originaires du Japon, les kami. Cela avait abouti à une religion syncrétique et combinatoire (la religion japonaise comprenait aussi de façon plus secondaire des éléments d'origine chinoise). Il avait été tenté de donner une cohérence doctrinale à cette situation, avec le principe honji suijaku qui considérait que les kami étaient des équivalents locaux des grandes divinités bouddhistes originaires d'Inde. Les lieux de culte des principaux kami restaient distincts de ceux des divinités bouddhistes, même s'ils étaient généralement intégrés dans une même institution dominée par le temple bouddhiste (jingū-ji). L'époque médiévale vit l'élaboration, dans certains grands sanctuaires destinés aux principaux kami, de discours religieux propres. Certes marqués par le bouddhisme, ils tendirent à constituer un corpus théologique propre au culte des kami, qui devait par la suite contribuer à donner naissance à la religion shintō (qui est, à proprement parler, une construction de l'ère Meiji). Durant l'époque de Kamakura avaient ainsi été ébauchés le shintō Watarai, autour du sanctuaire d'Ise, et le shintō de Sannō, autour du sanctuaire de Hie. L'époque de Muromachi vit l'apparition du premier discours distinguant explicitement le shintō du bouddhisme et s'opposant même à celui-ci, formulé par Yoshida Kanetomo (1435-1511), qui devait être désigné par la suite comme le « shintō Yoshida », combinant enseignement doctrinal et rites secrets encore très marqués par le bouddhisme, bien que le vocabulaire soit plutôt emprunté au taoïsme.

## Vie culturelle et artistique

### Tendances culturelles
On distingue traditionnellement deux périodes d'épanouissement créatif dans l'histoire culturelle de l'époque de Muromachi, animées par la cour shogunale et le milieu des élites artistiques de Kyoto : l'extrême fin du XIVe siècle et le début du XVe siècle, évoquée comme « période de la culture de Kitayama » qui fleurit autour du shogun Yoshimitsu et tire son nom du lieu où il est situé, les Collines du Nord de Kyoto où il avait placé sa résidence, connue par la suite sous le nom de « Pavillon d'or » ; le dernier quart du XVe siècle, désigné comme « période de la culture d'Higashiyama », autour du shogun Yoshimasa qui s'était installé dans les Collines de l'Est (Higashiyama) de Kyoto où il avait fait ériger son « Pavillon d'argent », étape qui est considérée comme particulièrement fondatrice pour l'esthétique japonaise moderne.
Cela reflète le rôle majeur pris par les guerriers dans la vie culturelle de cette époque maintenant qu'ils étaient devenus l'incontestable élite politique et économique de l'archipel. Ainsi, les grandes familles militaires venues s'installer à Kyoto autour du shogunat, notamment à l'époque de Kitayama, commencèrent à y entretenir des cours avec des artistes, à l'image des Imagawa et des Hosokawa. Par la suite avec le mouvement de fragmentation du pouvoir, plusieurs cours apparurent dans les capitales des daimyō établis dans les provinces, comme Yamaguchi des Ōuchi ou Sunpu des Imagawa ; dans le Kantō, l'Académie d'Ashikaga était devenue un centre d'enseignement de premier plan (une « université » aux yeux des missionnaires Jésuites), en particulier pour les études chinoises, patronné par les grands seigneurs de l'est (Uesugi, Takeda, Go-Hōjō).
Ainsi se dessina un mouvement de diffusion de la culture de la capitale vers les provinces. Au XVIe siècle, les nobles de la cour impériale, dépositaires de la culture traditionnelle, et les artistes les plus importants furent nombreux à chercher des mécènes chez les seigneurs de la guerre qui étaient prêts à les patronner pour renforcer leur prestige culturel. Plus largement cette période fut marquée la diffusion au sein de la société de plusieurs pratiques culturelles, surtout depuis les élites vers les couches moyennes. Des groupes qui bénéficièrent de l'essor économique de la période participèrent plus activement aux mouvements culturels : les principaux maître du thé du XVIe siècle provenaient du milieu des marchands de Sakai, et les élites villageoises tentèrent de reproduire à leur échelle les pratiques culturelles des plus riches en sollicitant les services de conteurs itinérants, de poètes et de compagnies d'arts du spectacle, qui jouèrent un rôle de passeurs culturels. Et des artistes pouvaient émerger dans des milieux sociaux marginalisés, à l'image du créateur de jardins Zen'ami, originaire du milieu des gens des « berges », kawara, de Kyoto. Enfin, un autre aspect social important de la production culturelle de l'époque est la place de la maisonnée ou famille (ie) dans la transmission des savoirs, parfois par le biais d'enseignements secrets, ce qui se voit par exemple dans les arts du spectacle.
Plusieurs éléments caractérisent plus particulièrement la culture de l'époque de Muromachi. Elle était d'abord très marquée par l'influence chinoise, comme les périodes précédentes. La reprise des relations officielles à partir de Yoshimitsu contribua à un nouvel afflux de produits culturels venus du continent, les « choses chinoises », karamono, qui furent omniprésentes dans le milieu des élites cultivées qui sollicitaient des connaisseurs pour les analyser et les distinguer des imitations : livres, calligraphies, peintures (notamment celles des maîtres de l'époque Song), porcelaines et autres céramiques, soieries, etc.. Néanmoins l'époque de Muromachi vit l'élaboration progressive d'une culture et d'une esthétique plus proprement « japonaises » et les connaisseurs (doboshū) accordèrent aussi de l'importance aux objets japonais. 
Ensuite, la religion gardait une importance majeure. La vie culturelle de la période fut fortement marquée par l'influence du Zen (lui-même à l'origine un courant apporté de Chine à l'époque de Kamakura), ou du moins par la place majeure des moines du Zen des cinq montagnes dans les activités culturelles, l'influence de la pensée de ce courant n'y étant pas toujours évidente. Cela fut rendu possible par l'importance qu'ils avaient prise auprès des élites guerrières de cette période, en premier lieu les shoguns Ashikaga. Ces moines furent actifs dans plusieurs domaines : la « littérature des cinq montagnes », les études chinoises, les nouvelles formes d'architecture des résidences et des jardins (souvent expérimentées dans les temples zen), la peinture à l'encre de Chine (sumi-e), aussi les arts du thé et de la composition florale. Cela n'exclut pas la contribution d'autres courants à la culture artistique de l'époque, en particulier la Terre pure.
L'époque de Muromachi fut aussi caractérisée par la place croissante d'une culture et d'une esthétique du quotidien, comme l'aménagement de l'espace intérieur, les arts du thé et des fleurs. Importantes dans les milieux religieux, elles sont marquées par le Zen, en lien avec la méditation et la retenue, prenant le contre-pied des tendances à l'extravagance (basara) qui s'étaient développées au début de la période. Mais elles ne sont pas forcément empreintes de religiosité. Plusieurs notions esthétiques furent mobilisées dans les arts de l'époque, qui pouvaient avoir des sens différents selon le moment et les auteurs, mais reflètent d'une manière générale une tendance à privilégier une esthétique reposant sur la simplicité, le dépouillement et le spirituel, particulièrement marquée à partir de l'époque d'Higashiyama : yūgen, employé dans la poésie et le théâtre, qui selon les artistes « s'applique à un idéal de beauté mystérieuse comme à une beauté plus vive et plus séduisante » ; wabi, utilisé en particulier dans l'art du thé, est l'« appréciation positive de la solitude et de la simplicité comme attitudes devant la vie, et le goût de la tranquillité » ; sabi, souvent associé au précédent, « représente la patine du temps, le renoncement à l'éclat de la beauté première, la résignation du temps qui passe, inexorablement » ; fūryū, qui désigne quelque chose de bon goût, qui a du style et de l'élégance, notamment des objets jugés raffinés.
Enfin, ces arts étaient généralement élaborés afin de se pratiquer et de s’apprécier pleinement en groupe et de s'intégrer pour former un ensemble de pratiques participant à une sociabilité spécifique des cercles d'artistes et d'esthètes. Ainsi des collations et des repas formels, dans un pavillon ou un jardin aménagé avec goût, étaient l'occasion de rédiger des poèmes renga en chaîne auxquels tous pouvaient contribuer, de déguster du thé servi de façon appropriée et d'assister à des spectacles musicaux ou théâtraux. Les élites locales pouvaient faire de même dans le cadre du sanctuaire et de la confrérie du village.

### Palais, résidences et châteaux

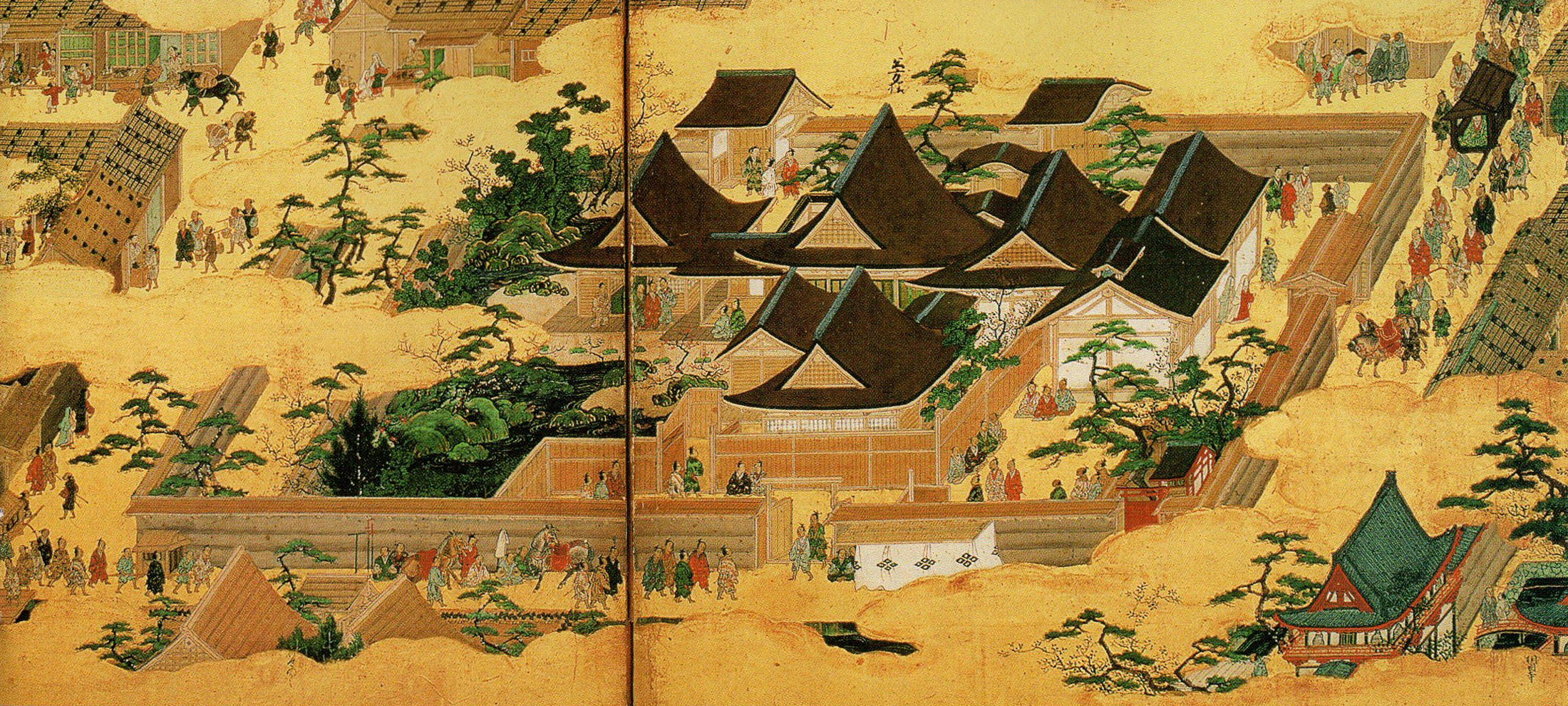
Représentation d'un palais shogunal, peut-être le « Palais de Muromachi » (ou « »), à Kyoto. Détail des Vues à l'intérieur et à l'extérieur de la capitale de Kanō Eitoku, v. 1561-1562 (« Paravents Uesugi »). Yonezawa City Uesugi Museum.

Les résidences des élites suivaient au début de la période de Muromachi le style shinden (du nom du type de pavillon qui constituait le bâtiment principal de ces complexes) élaboré durant l'époque de Heian, jusqu'aux palais des premiers shoguns dont on dispose de descriptions, le Palais de Sanjō-bōmon et le Palais de Muromachi, qui se conformaient ainsi au style des élites traditionnelles de la capitale,. Mais une nouvelle forme d'architecture résidentielle commença à se développer à partir des édifices de réception et de résidence des temples zen, qui devait aboutir dans les dernières décennies du XVe siècle à la mise au point du style shoin (terme issu du mot chinois signifiant « cour des livres » ; plutôt traduit dans le contexte japonais par « salle d'étude »), préfiguration du style des résidences japonaises modernes. Il se caractérise par des pièces aux sols entièrement recouverts de tatamis (qui devinrent alors l'étalon servant à mesurer leur surface), fermées à l'intérieur par des cloisons et portes coulissantes en bois couvertes de papier opaque (fusuma), des cloisons extérieures en bois avec des ouvertures couvertes de papier translucide (akarishōji). Les aménagements intérieurs courants des pièces de cette époque, qui ne correspond pas encore au style shoin classique, étaient les plates-formes allongées (oshiita), les étagères asymétriques (chigaidana), l'alcôve d'étude avec une table servant pour l'écriture (tsukeshoin). Ces changements ne semblent pas s'être articulés d'abord d'une salle d'étude, mais plutôt autour du nouveau type de salle de réception (kaisho) qui se développa à partir de la fin du XIVe siècle pour servir aux banquets formels, cérémonies du thé, réunions poétiques, à des spectacles théâtraux et aux autres pratiques culturelles collectives courantes à cette période. Ces pièces comprenaient sur leurs étagères et tables les petits objets caractéristiques de la culture de l'époque tels que des brûle-parfums, vases à fleurs, chandeliers et autres objets en céramiques et laque et leurs murs étaient décorés de peintures suspendues. Le style shoin répondait donc autant aux évolutions des sociabilités de son temps, qu'à l'essor des principes esthétiques de simplicité et de sobriété ou encore à la place plus grande des arts du quotidien. Il fut adopté dès la fin du XVe siècle dans l'élite guerrière et aussi les milieux des riches bourgeois de Kyoto et Sakai, qui firent construire des pièces de petite taille (4,5 ou 6 tatamis) propices à l'isolement ou à des réunions dans l'intimité avec des proches, puis diffusé dans les couches aisées des provinces à la fin du XVIe siècle.
Les palais des shoguns donnèrent le ton dans ces innovations. À Kitayama le Pavillon d'Or (Kinkaku-ji), un bâtiment de type shariden (pavillon bouddhiste destiné à abriter des reliques et des espaces de méditation) comprend trois étages suivant chacun un style différent mêlant shinden et prototypes du shoin, et il était bordé par un édifice de réception kaisho à deux étages. À Higashiyama le Pavillon d'Argent (Ginkaku-ji) inspiré du précédent dispose de deux niveaux, et est plus marqué par le style shoin (le complexe ne disposait pas de bâtiment de type shinden), qui guide également l'aménagement du bâtiment d'étude le voisinant, le Tōgu-dō, le plus ancien exemple complet d'édifice dans ce style qui subsiste de nos jours. Les palais des shoguns avaient les décorations et les collections d'objets les plus élaborées, qui étaient présentées aux hôtes de marque et étudiées par les connaisseurs au service des maîtres des lieux, Nōami et Sōami à l'époque de Yoshimasa ; le second est sans doute l'auteur de l'Okazarisho, le « Livre des ornementations », qui décrit les objets disposés dans les différentes pièces du palais de Higashiyama.

Édifices de la période de Muromachi.
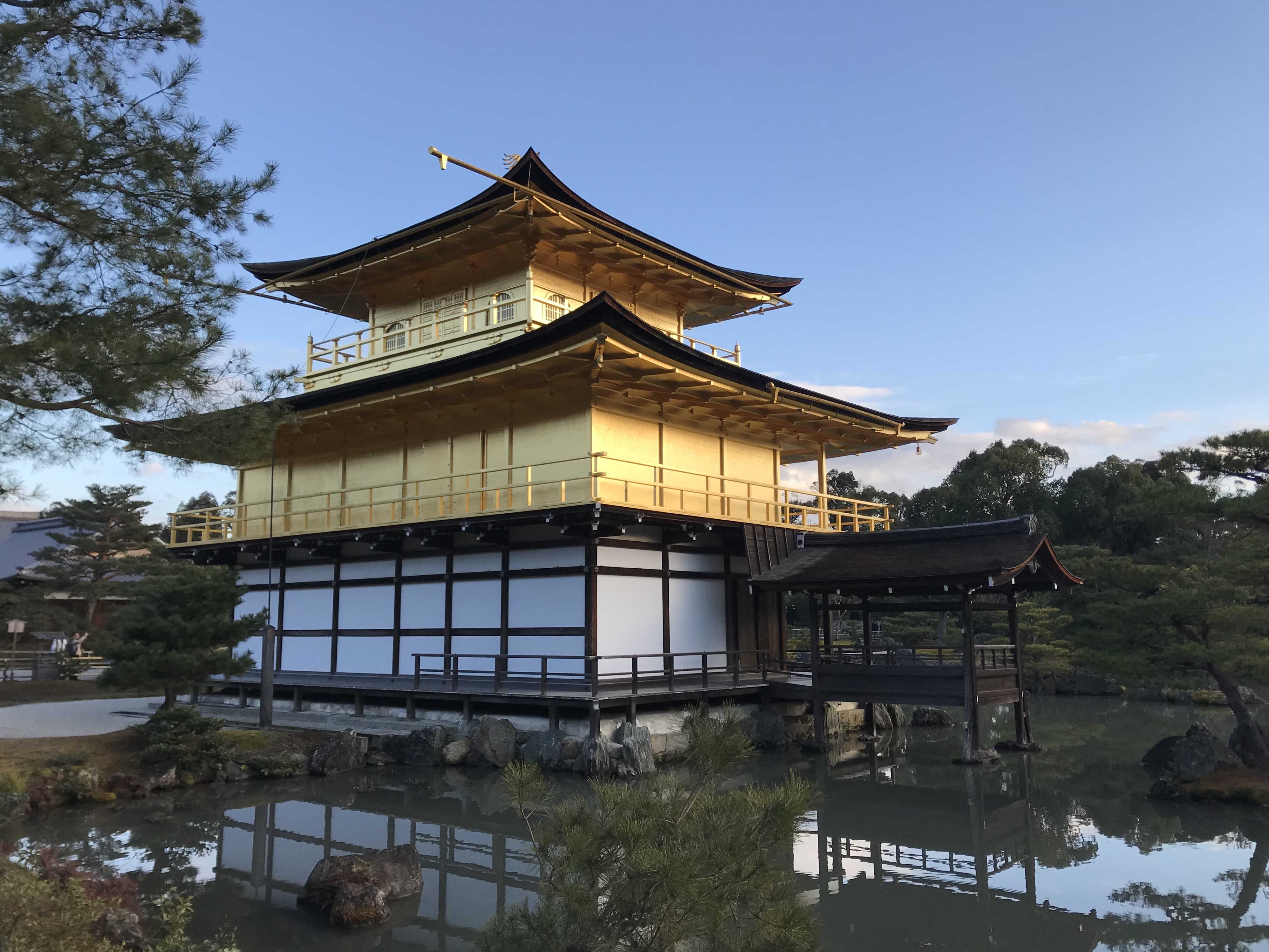
Le « Pavillon d'Or » (Kinkaku-ji), construit en 1397, restauration des années 1950, Kyoto.
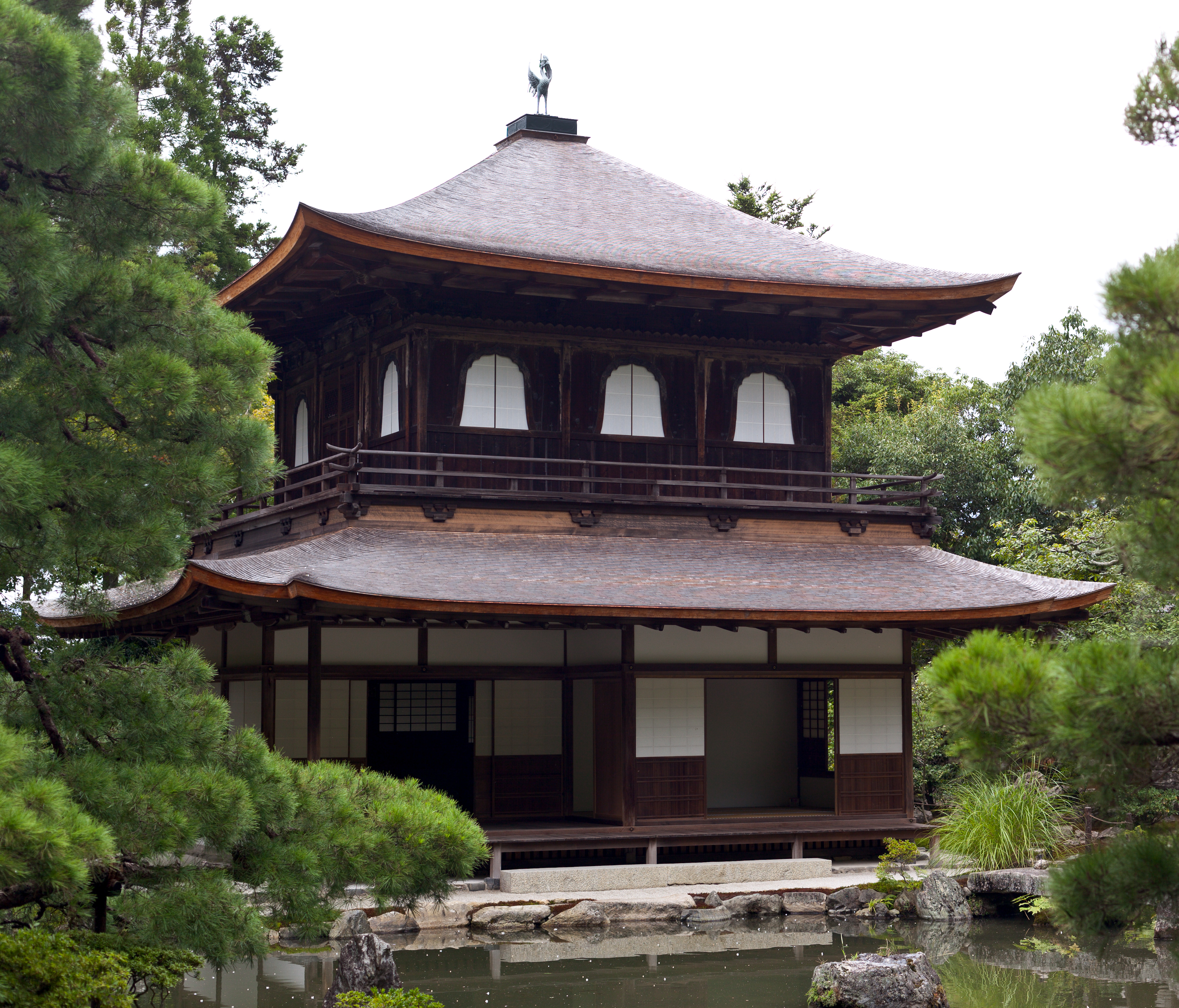
Le « Pavillon d'Argent » (Ginkaku-ji), construit en 1482, Kyoto.
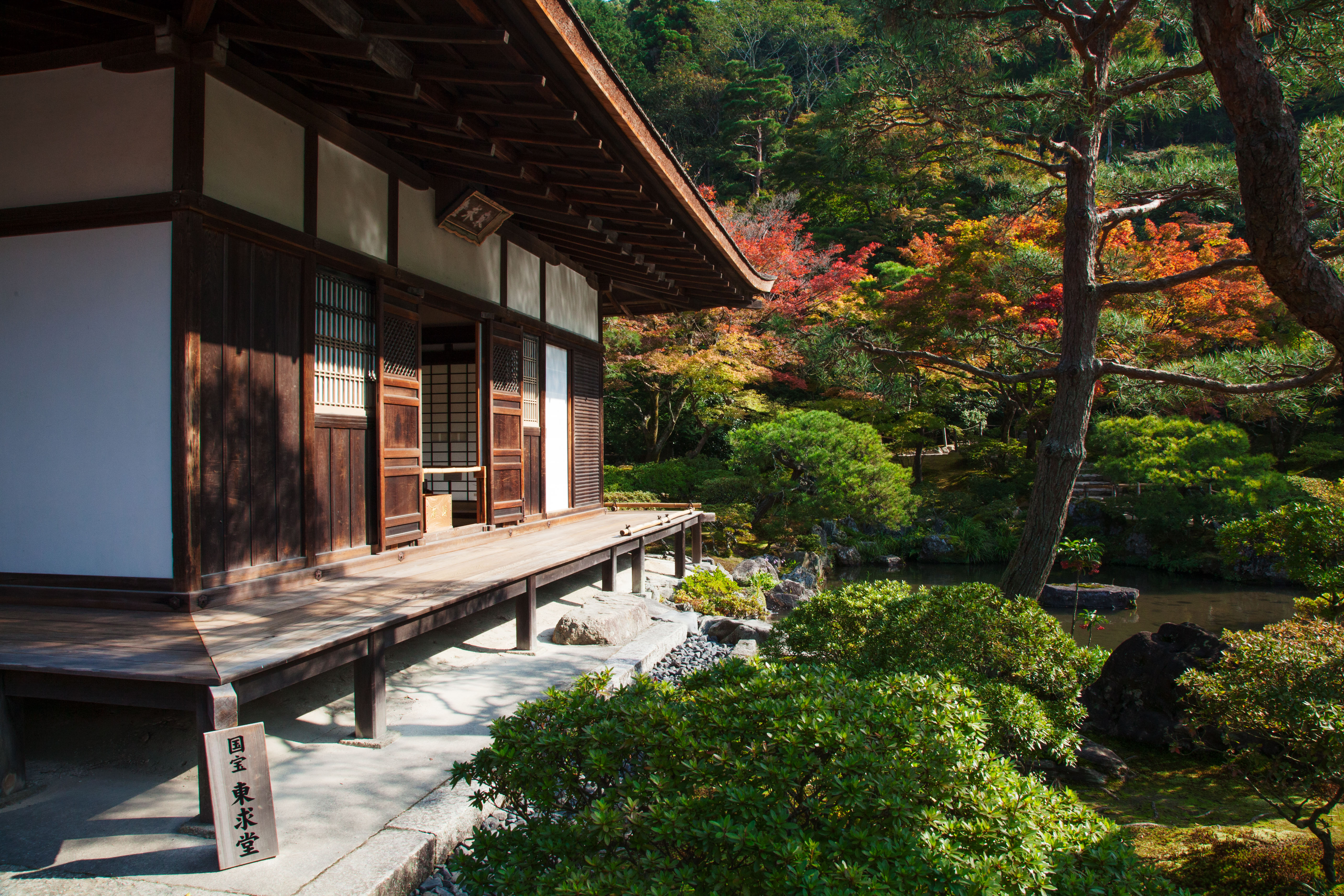
Le Tōgu-dō du Pavillon d'Argent (Ginkaku-ji), le plus ancien exemple existant du shoin-zukuri.

Les élites guerrières des provinces, les daimyō, érigèrent à l'époque de Muromachi des châteaux de plus en plus vastes et élaborés. L'archéologie a permis de mieux connaître de type d'édifices, puisque aucun n'a été conservé dans son état de l'époque médiévale. Au début de la période les guerriers occupaient des manoirs fortifiés, situés dans des plaines ou des vallées, mais construisaient également des châteaux sur des hauteurs (yamashiro). Ils étaient alors bâtis essentiellement en bois, et protégés par des palissades et fossés. À Ichijōdani, construite dans les années 1470 et détruite en 1573, les seigneurs Asakura avaient érigé un château sur la montagne, ainsi qu'un palais dans la ville située en contrebas, semble-t-il sur le modèle de ceux de la capitale, avec une division entre espaces de réception officiel et privé, et espaces résidentiels, où ont été repérés des jardins et un pavillon de thé. Au XVIe siècle, le château situé sur une hauteur devint le modèle le plus courant de résidence des daimyō, et ses défenses furent consolidées car ils étaient des objectifs militaires majeurs des conflits entre seigneurs de la guerre. Ils furent désormais construits en pierre, sur des talus, dotés de douves, de murailles épaisses, de tourelles, etc. La résidence du seigneur était située dans le donjon qui dominait l'ensemble, qui tendit à devenir de plus en plus élevé. Elle comprenait traditionnellement plusieurs espaces aux fonctions distinctes : l'édifice de réception officiel (shuden), la salle de réception (kaisho) où le seigneur conviait ses proches et vassaux, notamment pour des banquets et spectacles, des lieux de cultes et divers bâtiments utilitaires comme des écuries, et enfin la résidence du seigneur à proprement parler (goten).

### Jardins
L'art des jardins japonais s'était développé depuis l'époque antique à l'imitation de la Chine. Des jardins d'agrément bordaient ainsi les pavillons des résidencesde style shinden, dans lesquels l'eau occupait une place importante (étangs, ruisseaux, cascades). Les milieux monastiques de la Terre pure avaient développé de leur côté le style des « jardins-paradis », renvoyant au Paradis de la Terre pure d'Amida, qui ne se différencie pas grandement du modèle précédent, les éléments caractéristiques étant l'étang couvert de lotus, plante bouddhiste par excellence, et le pavillon à étages shariden. Au tout début de l'époque de Muromachi ce modèle fut paradoxalement repris dans un temple zen, le Saihō-ji de Kyoto conçu par Musō Soseki (1275-1351), qui lui-même inspira le jardin du palais de Kitayama, où le Pavillon d'Or est le shariden, érigé au bord d'un vaste étang où des rochers représentaient des îles mythiques. Le jardin entourant le Pavillon d'Argent d'Higashiyama était à l'origine du même type. Musō Soseki conçut également le jardin du Tenryū-ji, où les rochers gagnèrent en importance au détriment de l'eau ; la demeure du supérieur du monastère, le hōjō, était alors disposée de façon à permettre la contemplation du jardin depuis sa pièce principale, ce qui marqua une inflexion vers le style shoin. Les jardins zen se développèrent dans les directions tracées par Soseki, avec une place grandissante de la pierre et du sable, jusqu'à l'élaboration des « jardins secs » au début du XVe siècle, constitués uniquement de ces éléments agrémentés de quelques arbustes, et de dimensions plus modestes que leurs prédécesseurs. Ce style dépouillé, peu coloré, rappelle la peinture à l'encre très pratiquée par les moines du Zen, et était sans doute vu comme propice à la contemplation méditative. Les exemples les plus caractéristiques sont les jardins secs du Ryōan-ji (fin XVe siècle), peut-être l’œuvre de Sōami, et du Daisen-in (début XVIe siècle), à Kyoto.

Jardins de la période de Muromachi à Kyoto.
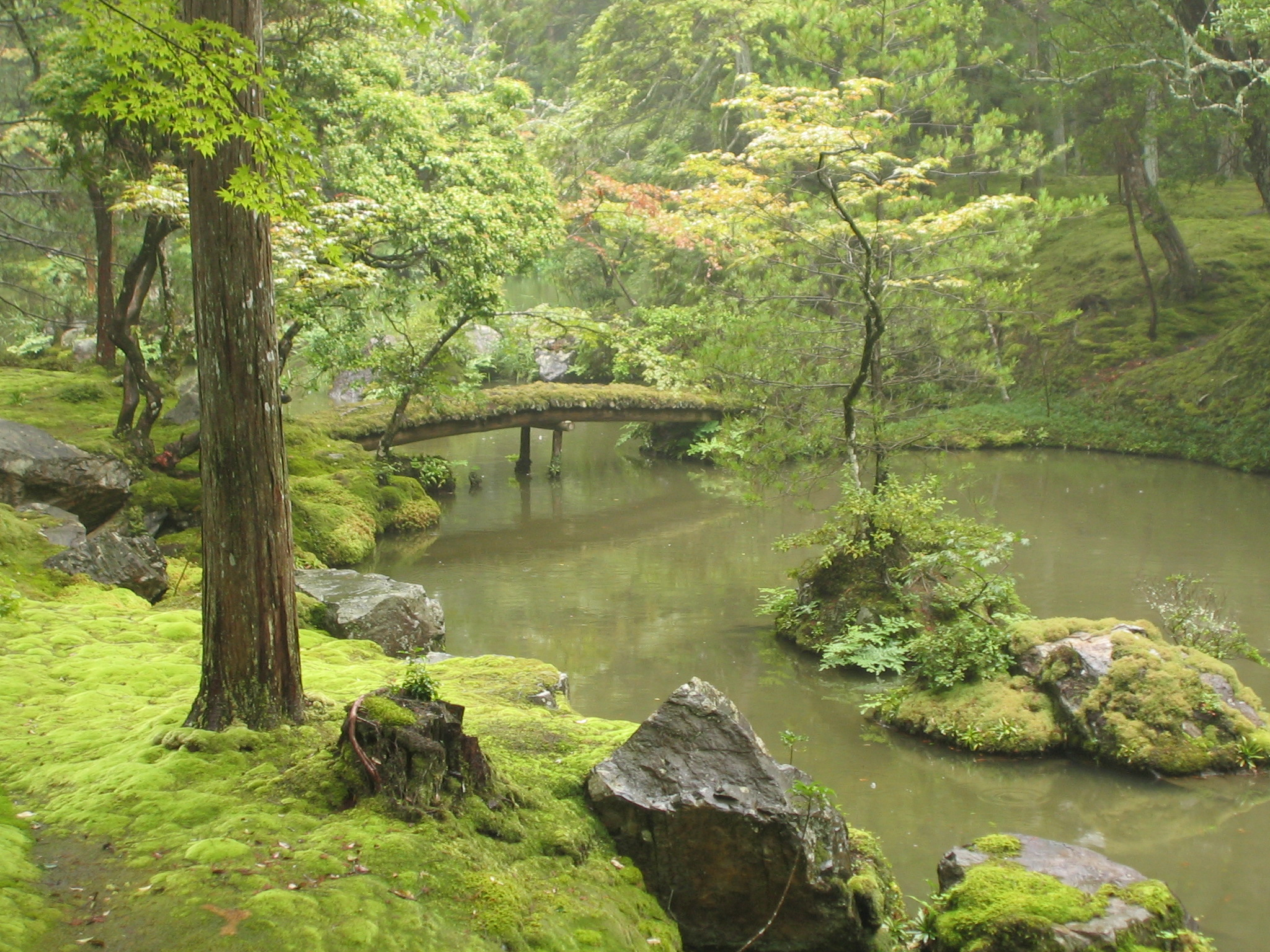
Étang du jardin du Saihō-ji.
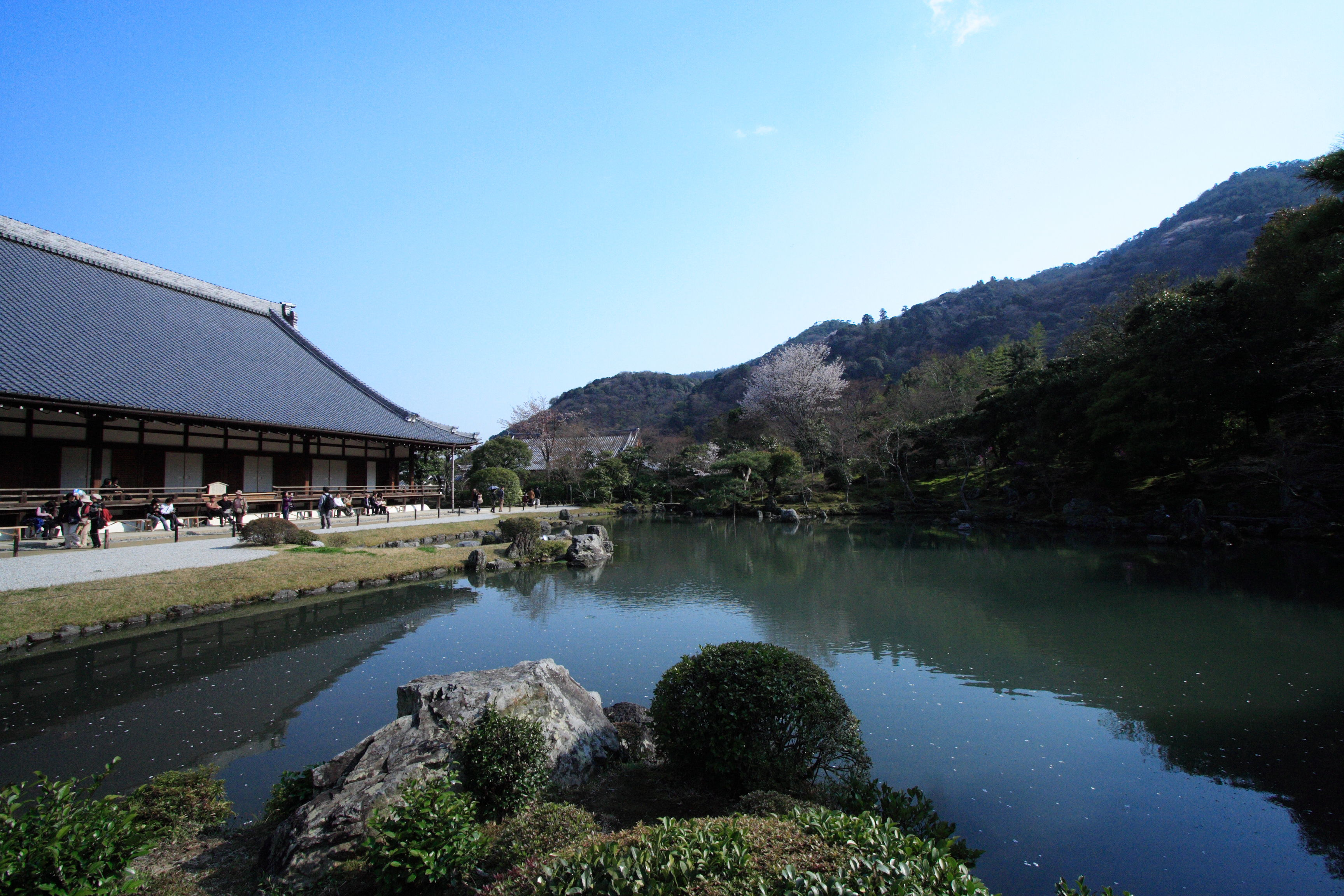
Étang du jardin du Tenryū-ji et résidence du supérieur (hōjō).
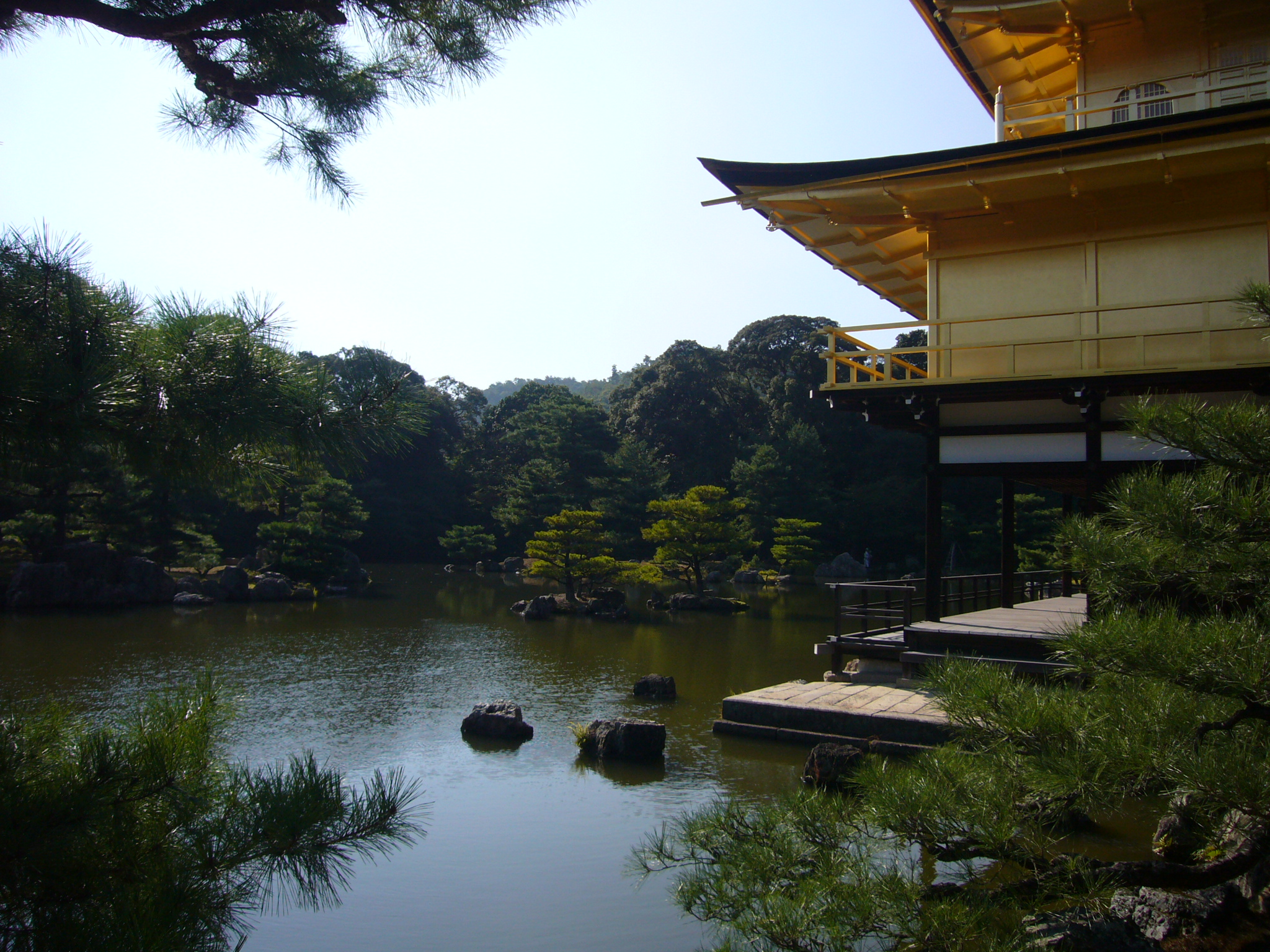
Vue de l'étang bordant le Pavillon d'Or.
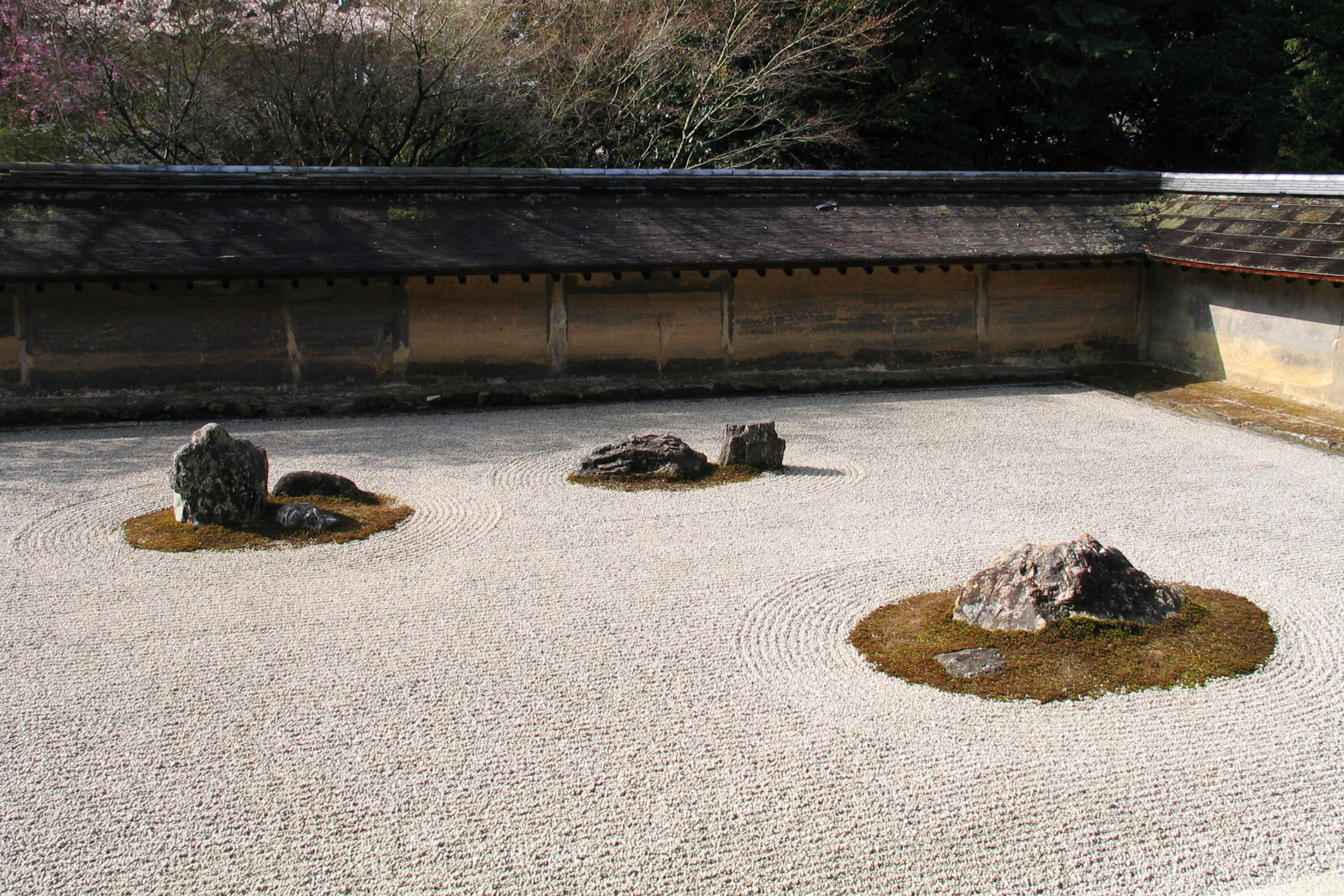
Étang sec du jardin du Ryōan-ji.
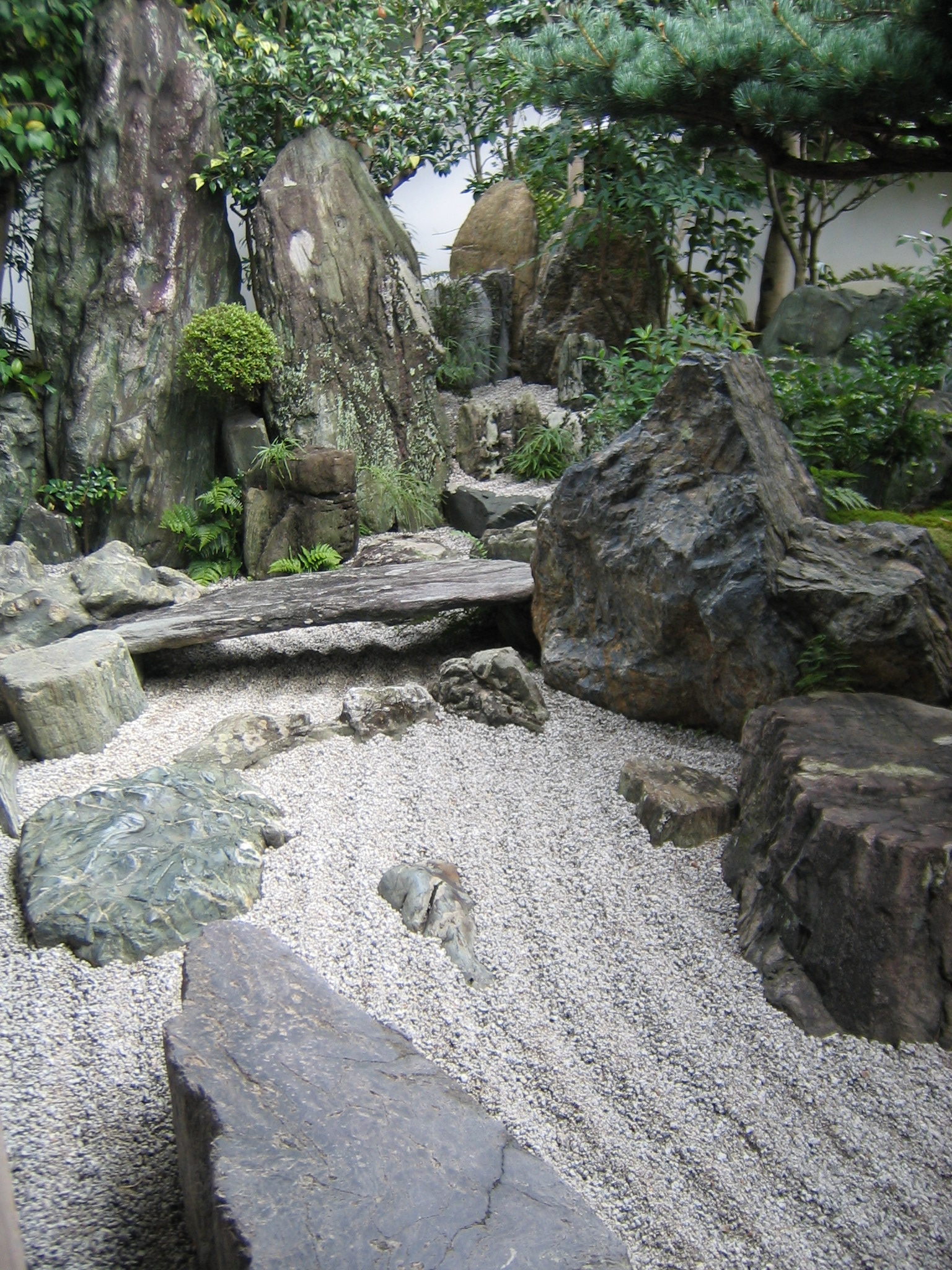
Cascade sèche du jardin du Daisen-in.

### Peinture
La peinture du Japon de l'époque médiévale se pratiquait sur différents types supports : des rouleaux suspendus à déroulement vertical (kakemono), des rouleaux narratifs à déroulement horizontal (emaki), des paravents (byōbu), des tablettes votives destinées aux lieux de culte (ema), des éventails (ōgi), etc. Il est également habituel de distinguer entre la peinture de style proprement japonais (wakan ou yamato-e) et celles d'inspiration chinoise (kanga) comme cela se faisait dans les arts des lettres.
Si certains peintres exerçaient plutôt leurs activités de façon individuelle (par exemple Sesshū), ce métier se faisait souvent dans un cadre collectif. Les principaux lieux de culte, la cour impériale et le shogunat étaient les plus gros demandeurs, avant d'être supplantés par les daimyō au XVIe siècle. Ils avaient constitué des ateliers de peintres (les « bureaux de la peinture », e-dokoro) où travaillaient les artistes les plus réputés. S'étaient également constituées dans leur mouvance des guildes de peintres, à commencer par les écoles de Nara (Handa, Shiba), employées par les lieux de culte locaux, puis celles de Kyoto, l'« école Kanō » qui devint importante à partir de Kanō Masanobu (1434–1530), chef de l'atelier shogunal et l'« école Tosa » qui se développa de son côté autour de l'atelier impérial sous l'impulsion de Tosa Mitsunobu (1430-1522). Comme beaucoup d'autres guildes, elles avaient une organisation familiale, chaque génération assurant la transmission du savoir à la suivante sous l'égide du chef de famille assisté par son successeur désigné, et contractaient des alliances matrimoniales et professionnelles afin de consolider leur position et leur expertise, comme ce fut le cas entre les Kanō et les Tosa. Selon les volontés des commanditaires, la réalisation des œuvres pouvait être un processus long et complexe, si elle nécessitait des recherches préalables (comme la consultation de modèles chinois), la présentation d'ébauches, et la collaboration du peintre avec un calligraphe chargé d'ajouter des inscriptions à la peinture.
Les images religieuses devaient être la forme de peinture la plus diffusée dans la société (mandala, sutra illustré, portrait de divinité, etc.), au point qu'on avait distingué une catégorie de peintres spécialisés dans leur réalisation, les e-busshi. Ces images pouvaient servir pour le culte courant comme pour le culte funéraire (qui fut à l'origine d'une partie importante de la production de portraits), et aussi pour l'édification et la prédication accomplies par les moines et moniales itinérants spécialisés dans l'explication d'images religieuses (etoki). Plus largement l'importance du Zen dans la peinture de l'époque donna une coloration religieuse plus ou moins prononcée à beaucoup d'œuvres.

Peintures religieuses de l'époque de Muromachi.
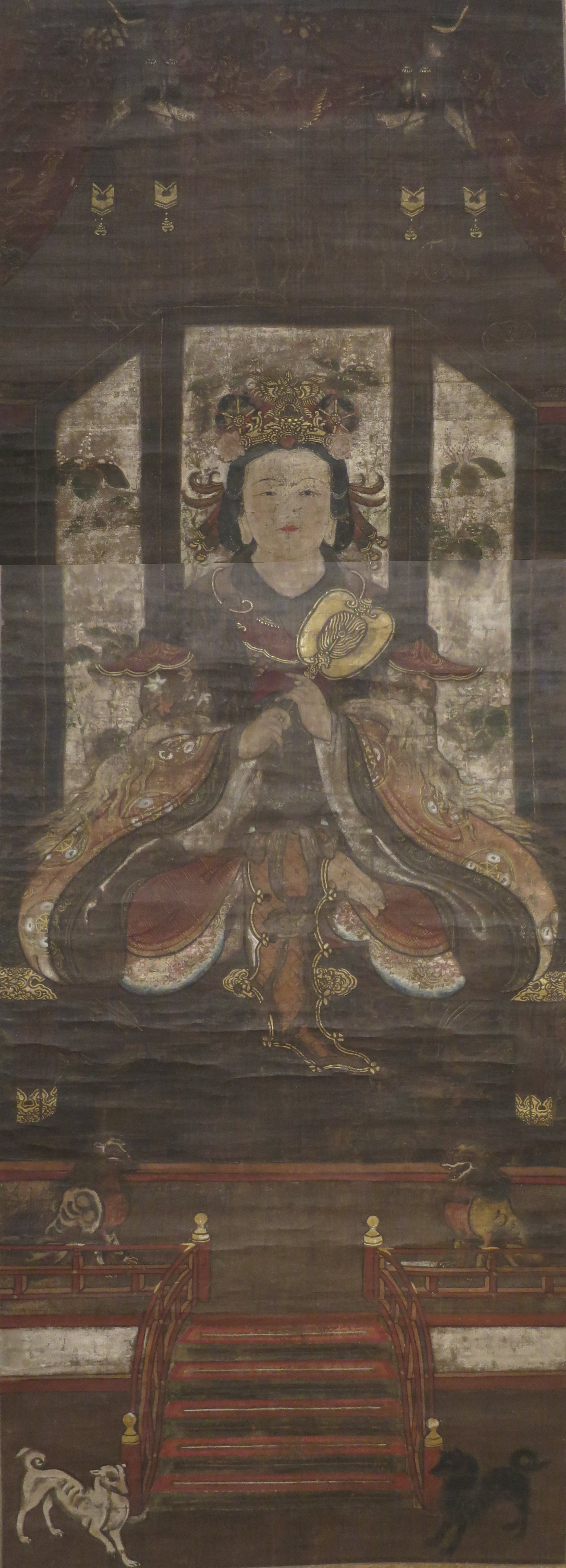
La déesse du Mont Kōya, Niu Myōjin. XIVe siècle, Honolulu Museum of Art.
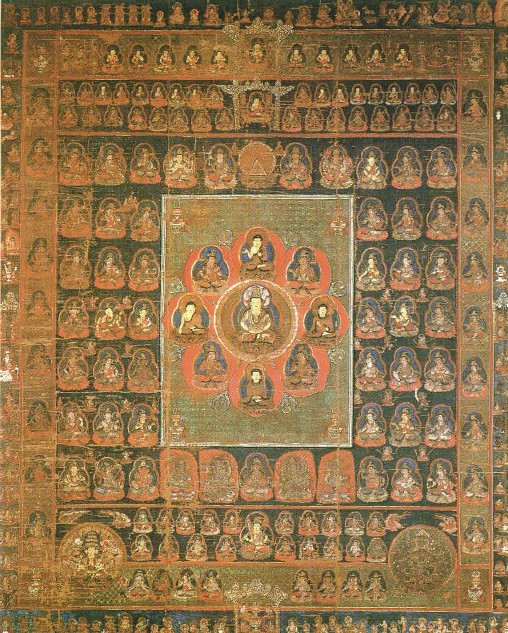
Mandala du Domaine de la Matrice. Seconde moitié du XIVe siècle, Daiko-in de Shibata (Miyagi).
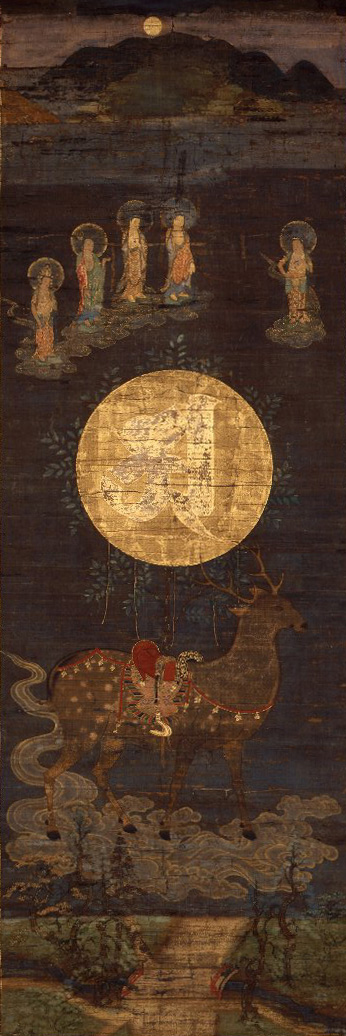
Mandala au cerf de Kasuga. Musée des Beaux-Arts Masaki.
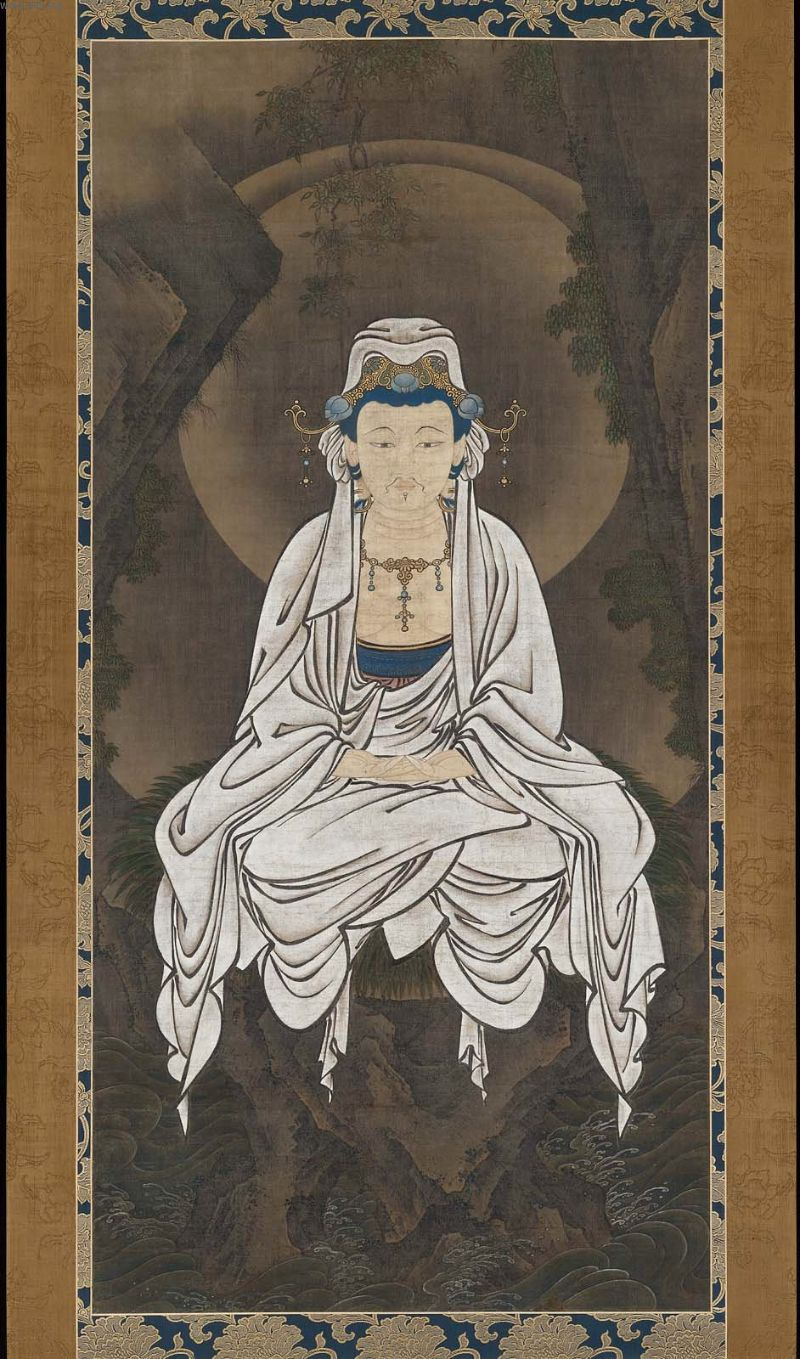
Kannon en robe blanche, Kanō Motonobu, début (XVIe siècle).
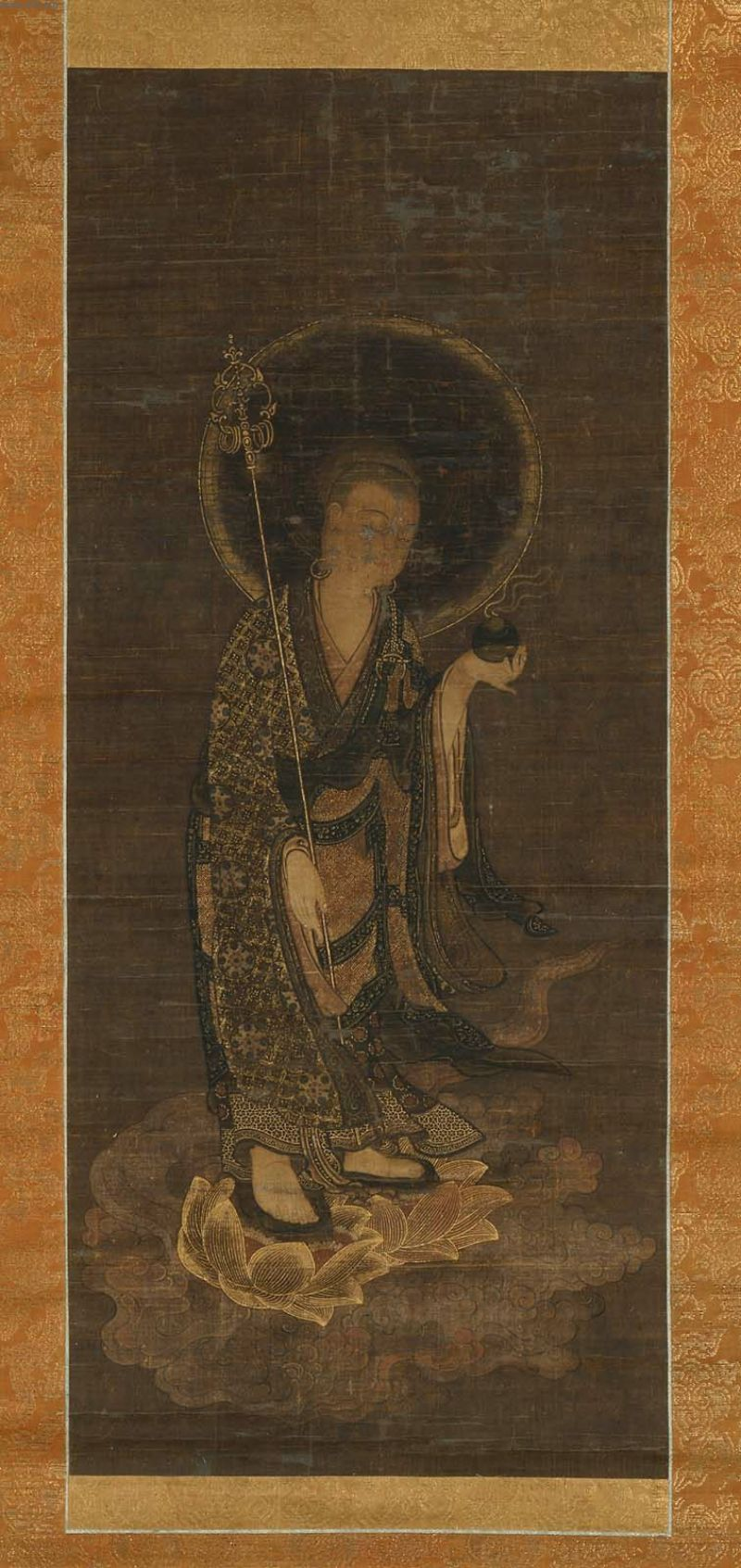
Descente de Jizō, XVe siècle.

L'influence de la peinture chinoise resta primordiale durant l'époque de Muromachi. Elle concernait en particulier les maîtres de la peinture à l'encre de paysage et d'inspiration zen de l'époque des Song du Sud (XIIIe siècle) tels que Liang Kai, Muqi, Xia Gui ou encore Ma Yuan. Des peintures de cette période figuraient dans les collections de peintures parmi les « choses chinoises » appréciées des collectionneurs, comme l'indiquent les inventaires de temples et surtout ceux de la collection des Ashikaga (Gyomotsu on-e mokuroku, fin XVe siècle) qui disposaient des pièces les plus prestigieuses, mais on trouvait également des peintures chinoises dans des collections plus modestes. Ces importations étaient pour beaucoup des copies voire des contrefaçons, attribuées de façon trompeuse aux maîtres de l'époque Song afin de les vendre à un meilleur prix au Japon. Les peintures des époques Yuan et Ming furent moins valorisées mais tout de même des productions contemporaines de l'époque de Muromachi furent importées ou bien rapportées par des voyageurs japonais allés en Chine, qui les achetaient ou bien les recevaient en présents. Les peintres japonais disposaient en tout cas d'un nombre important d’œuvres qu'ils pouvaient copier à leur tour ou bien prendre pour modèle, notamment parce que leurs commanditaires pouvaient demander expressément des œuvres dans le style d'un artiste chinois spécifique. Plus généralement, les sujets littéraires et artistiques chinois sont prisés par les élites japonaises de l'époque de Muromachi, ce qui se traduit par la réalisation de nombreuses représentations de légendes, personnages et paysages chinois par des peintres japonais.

Peintures à l'encre originaires de Chine, originellement dans les collections des shoguns Ashikaga.
Dans un paysage enneigé du peintre chinois Liang Kai (début XIIIe siècle). Musée national de Tokyo.
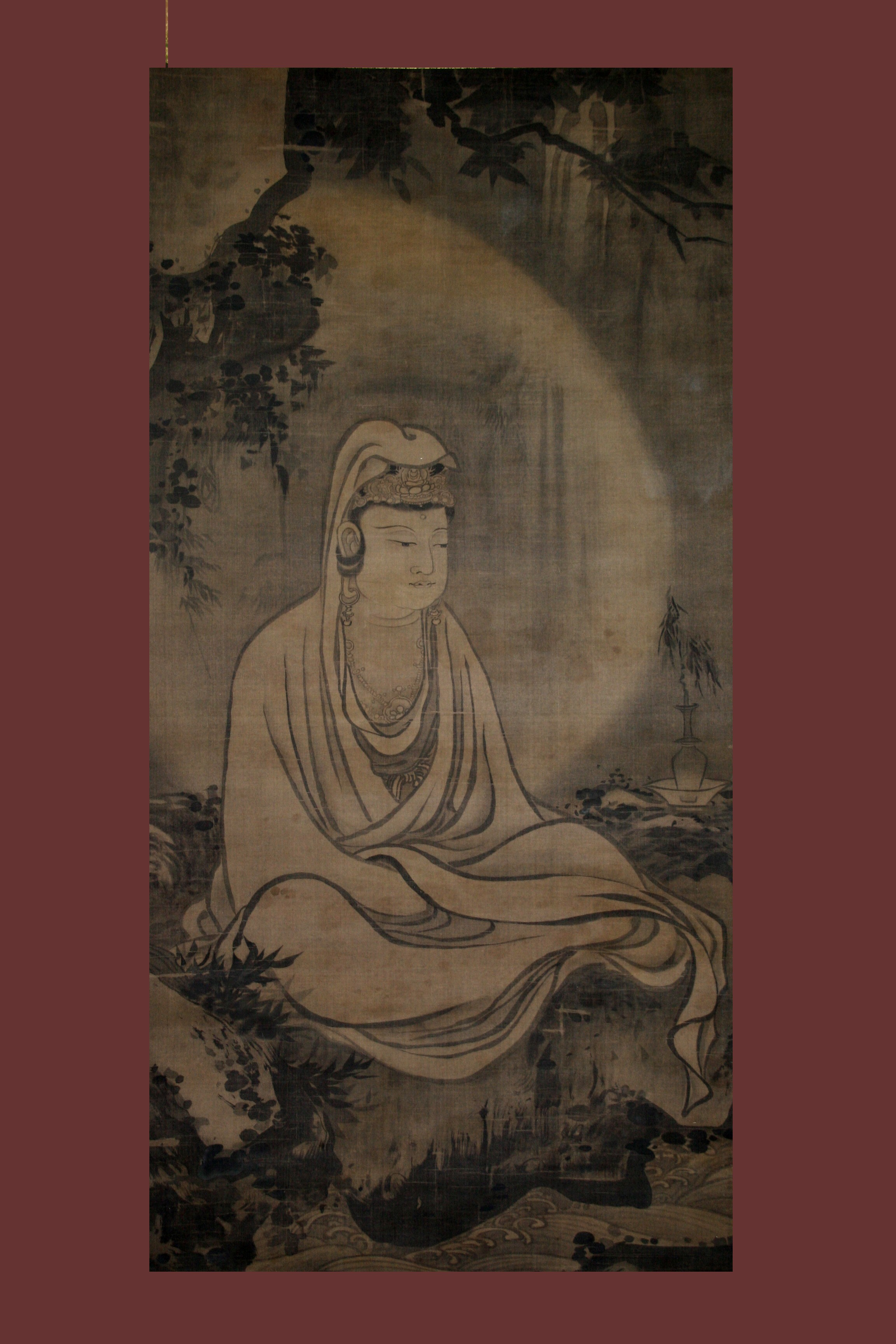
Guanyin en robe blanche, copie d'une œuvre de Muqi (XIIIe siècle), collection Nantoyōsō.
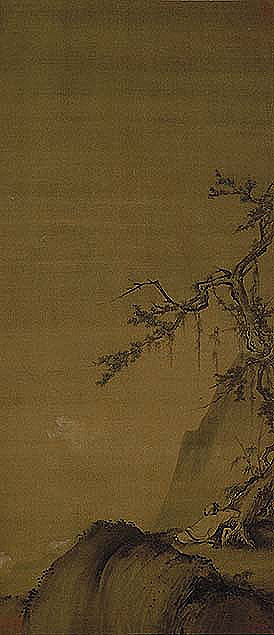
Paysage automnal, diptyque des Paysages d'automne et d'hiver attribué à l'empereur Huizong (1082-1135). Konchi-in, Kyoto.

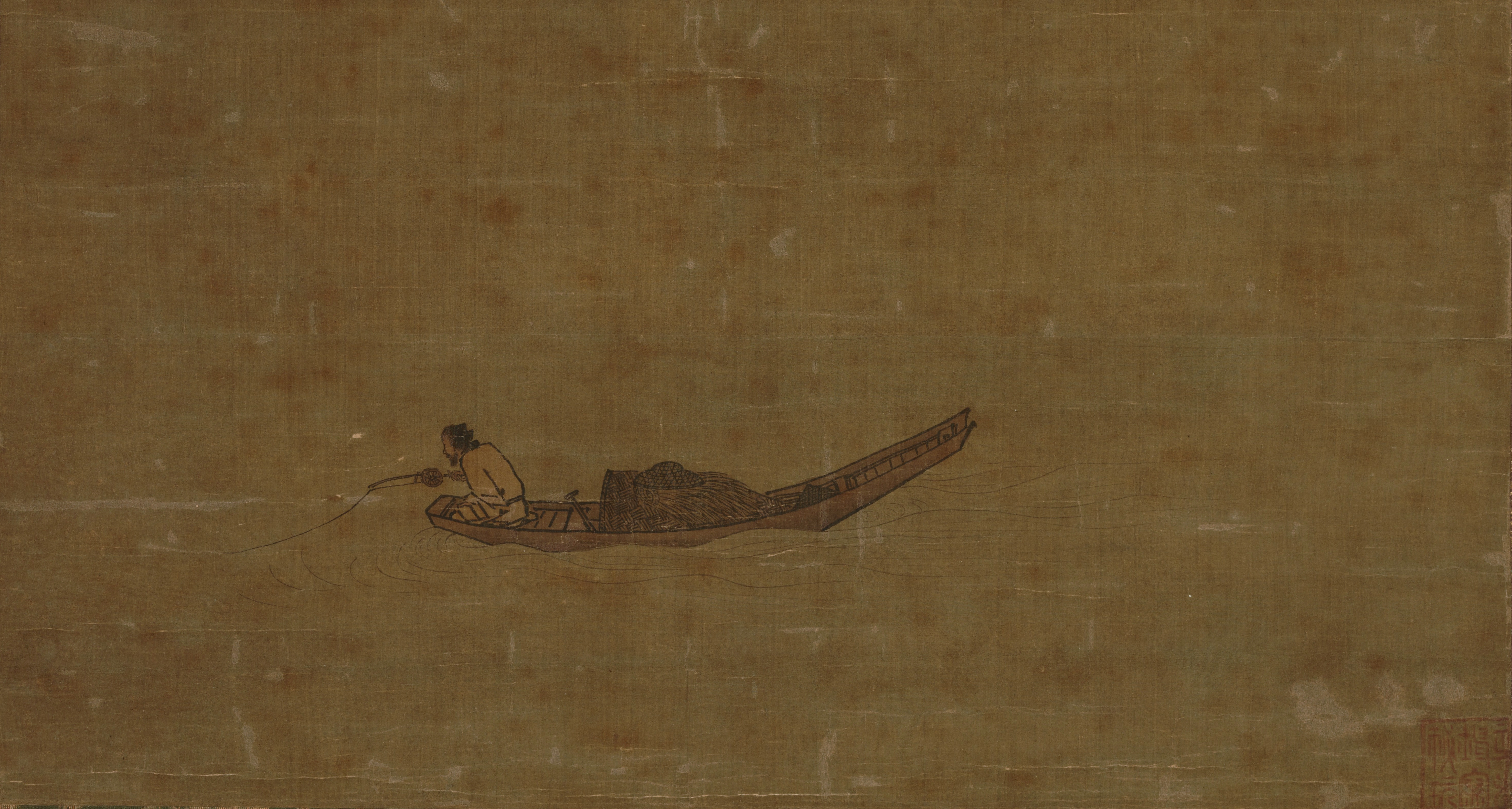
Pêcheur solitaire sur le fleuve en hiver (détail) de Ma Yuan, 1195. Musée national de Tokyo.

Josetsu, moine zen dépendant du Shōkoku-ji et actif au début du XVe siècle, est reconnu comme un des précurseurs de la peinture au lavis ou peinture à l'encre (sumi-e) faite sur le sol japonais à la manière chinoise qui florit à l'époque de Muromachi. Il ne reste plus beaucoup d’œuvres qui lui soient attribuées, la plus fameuse étant Hyōnen à la pêche au poisson-chat, commanditée par le shogun Yoshimochi, reprenant des thématiques et un style des artistes Song. S'ouvrit alors l'âge d'or de cette forme de peinture avec une prédilection pour les paysages, associés à des poésies (shigajiku). Shūbun, lui aussi un moine du Shōkoku-ji, actif dans les décennies du milieu du XVe siècle, s'illustra par exemple son Paysage des quatre saisons sur deux paravents. Son élève Sesshū (1420-1506), fit un voyage en Chine vers 1467 au cours duquel il approfondit ses connaissances théoriques et son coup de pinceau, et s'établit plutôt à Yamaguchi sous la protection des Ōuchi tout en voyageant régulièrement à la recherche d'inspiration pour ses paysages. Il réalisa certes des copies d’œuvres chinoises, mais ses créations originales révèlent son style propre issu de ses longues études. D'autres écoles pratiquèrent avec réussite la peinture à l'encre à la même époque, comme celle des « trois Ami », qui étaient avant tout des connaisseurs d'objets chinois employés par les shoguns Ashikaga et étaient versés dans d'autres formes d'art (la poésie renga notamment) : Nōami (1397-1471), son fils Geiami (1431-1485) et son petit-fils Sōami (mort en 1525), également concepteur de jardins. Le dernier grand nom de ce style de peinture à l'époque de Muromachi est Sesson Shukei (1504-après 1589), originaire de l'est (province de Hitachi) et protégé des Ashina, qui s'inspira de thèmes variés : paysages, thématiques et personnages religieux, représentations animales et aussi un autoportrait.

Peintures à l'encre, Sumi-e, de la période de Muromachi.
Hyōnen à la pêche au poisson-chat (« Hyonen zu »), par Josetsu, v. 1415. Taizō-in de Kyoto.
Huike offre son bras à Bodhidharma, par Sesshū Tōyō, 1496. Sainen-ji, Aichi.
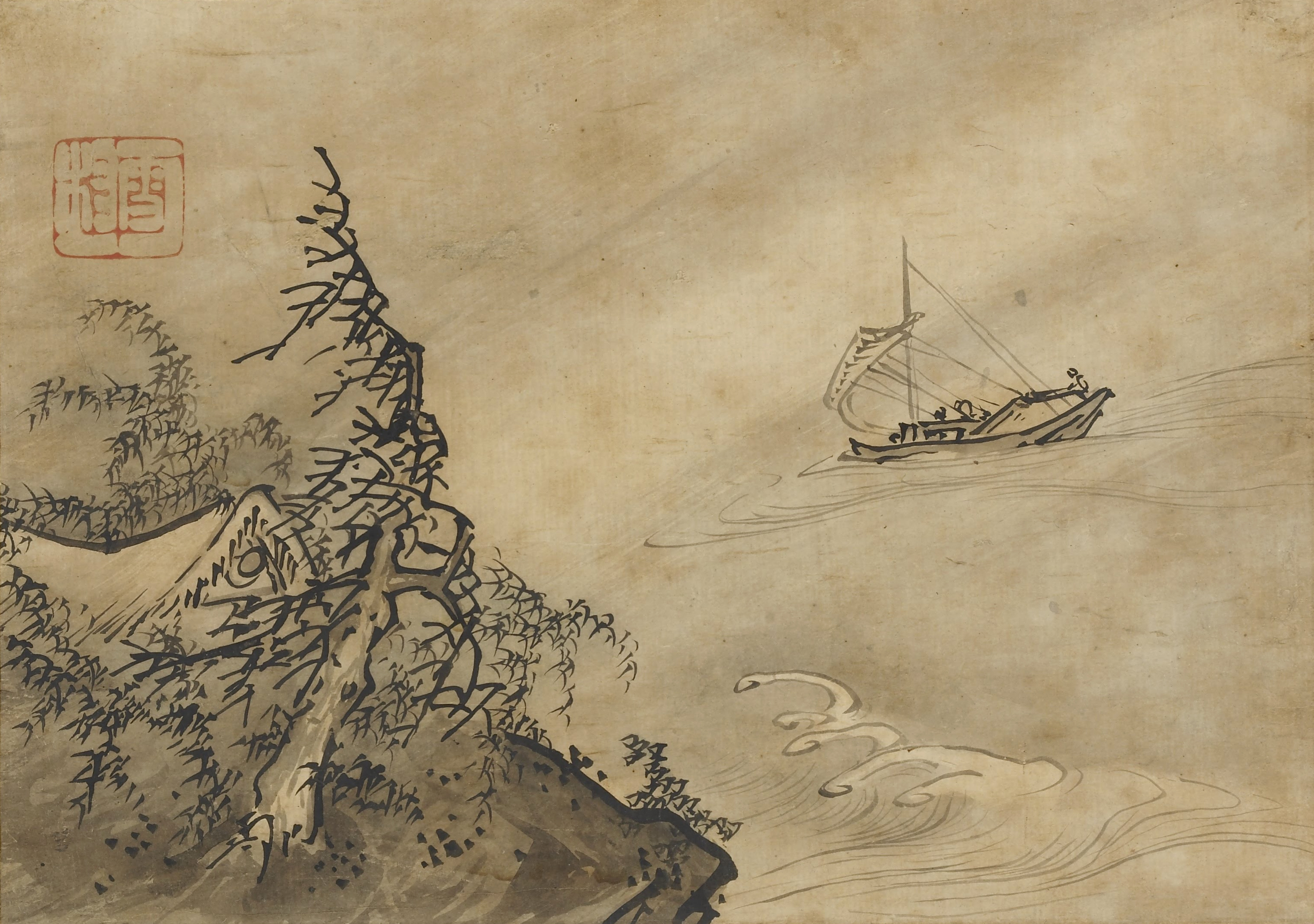
Paysage sous la tempête, par Sesson Shukei. Collection Nomura Bun-ei, Kyoto.

Lecture dans un bosquet de bambou, par Shūbun, 1446. Musée national de Tokyo.
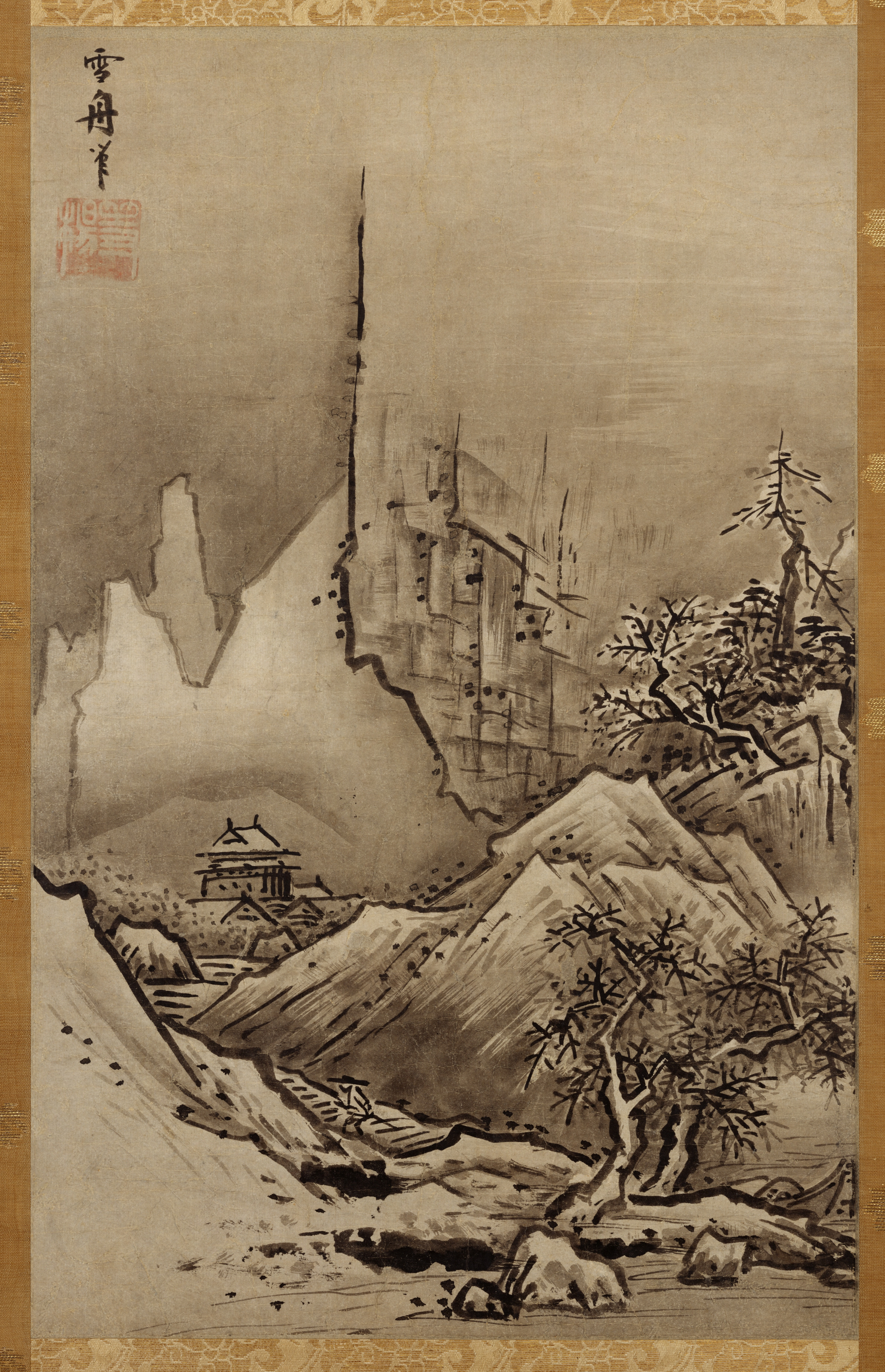
Paysage d'hiver par Sesshū Tōyō, fin XVe siècle. Musée national de Tokyo.
Paysage, Sesshū Tōyō, 1481. Musée national de Tokyo.
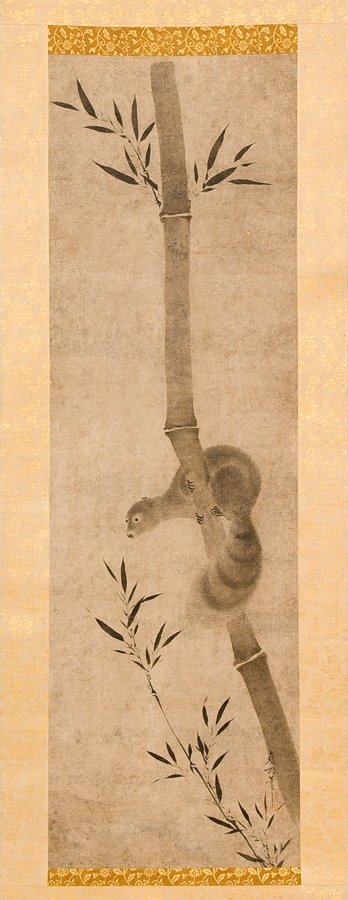
Écureuil sur une tige de bambou, peinture portant la signature et le sceau de Sōami. Honolulu Academy of Arts.
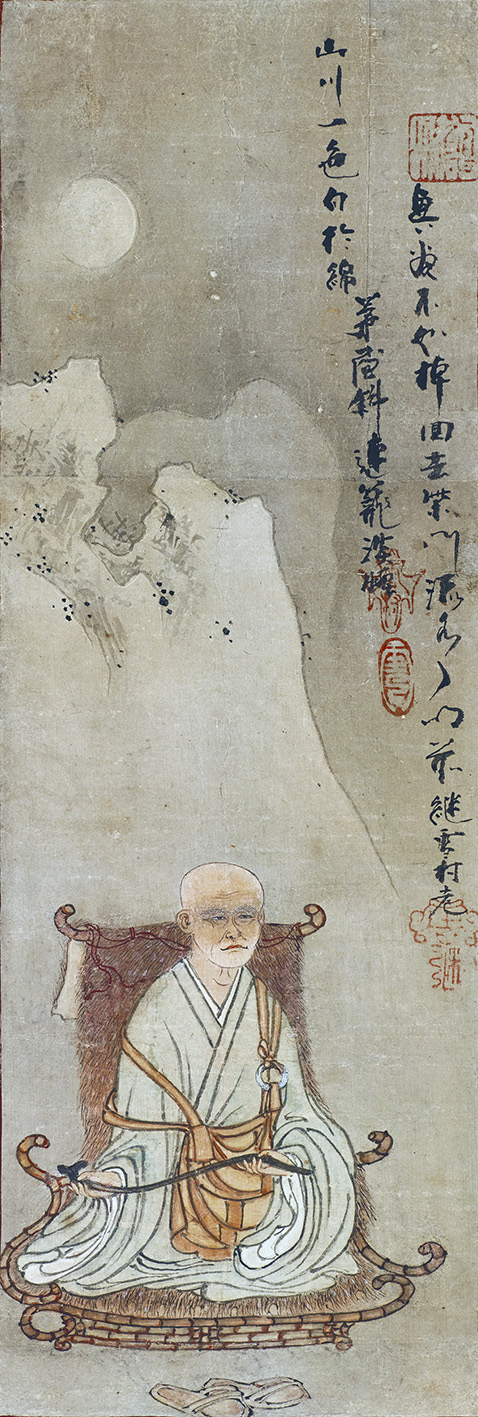
Autoportrait, par Sesson Shukei. Musée d'Art japonais Yamato Bunkakan.

Pour ce qui concerne la peinture de tradition « japonaise » (wakan ou yamato-e), les rouleaux illustrés à sujets religieux (histoires de temples et sanctuaires, biographies de moines) continuèrent à être des créations importantes durant l'époque de Muromachi comme durant la précédente. Des changements se produisirent avec la diffusion des rouleaux à petit format illustrant des histoires courtes populaires ou encore des combats poétiques (préfigurations des Nara-ehon de l'époque suivante). Les portraits réalisés du vivant d'une personne (juzō) ou après sa mort (izō) pour les commémorations funéraires étaient une autre production courante de la peinture « japonaise » ; cette période vit notamment le développement des portraits féminins. Les peintures sur paravents et cloisons furent en vogue à partir de la seconde moitié du XVe siècle, représentant des paysages colorés, recourant aux feuilles d'or ou d'argent, contrastant ainsi avec la monochromie des peintures à la chinoise. Les représentations sur paravent de Kyoto, intitulées « vues de l'intérieur et de l'extérieur de la capitale » (rakuchū rakugai-zu), connurent une vogue parmi les élites qui commanditèrent de telles œuvres aux ateliers Tosa et Kanō.
L'école Tosa marqua fortement la tradition de la peinture japonaise. Elle se forma autour de la famille du même nom qui disposait du rang de chef de l'atelier des peintres de la cour impériale. Tosa Mitsunobu (1430-1522) fut en fait le seul artiste majeur de cette famille pour la période, puisque ses successeurs connurent de multiples difficultés. Il réalisa notamment des portraits de grande qualité des personnes éminentes du Kyoto de son temps (empereurs, shogun, nobles) et des rouleaux enluminés agrémentés de lavis d'or et d'argent, fourmillant de détails sur le quotidien, comme le quatrième des Rouleaux illustrés de l’histoire du Ishiyama-dera et les Rouleaux illustrés de la fondation du Seikō-ji (qui impliqua également le lettré Sanjōnishi Sanetaka pour la calligraphie).

Peintures de Tosa Mitsunobu.
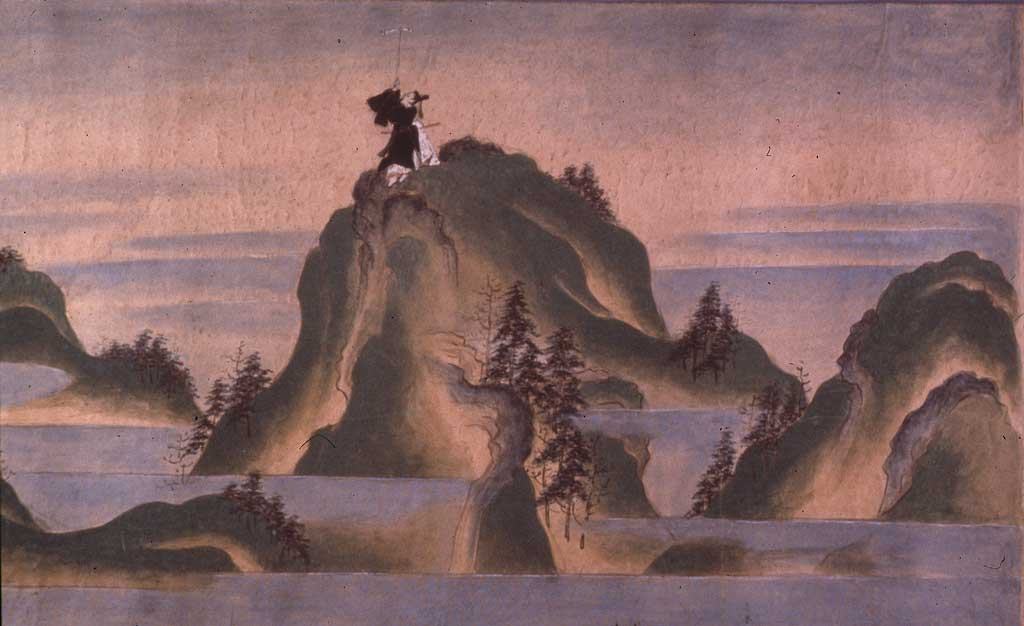
Section du Kitano Tenjin engi emaki.
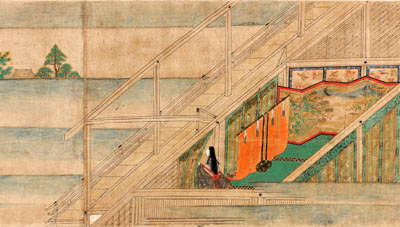
Murasaki Shikibu en retraite au temple d'Ishiyama-dera. Rouleaux illustrés de l’histoire du Ishiyama-dera, rouleau 4, section 1, 1497.
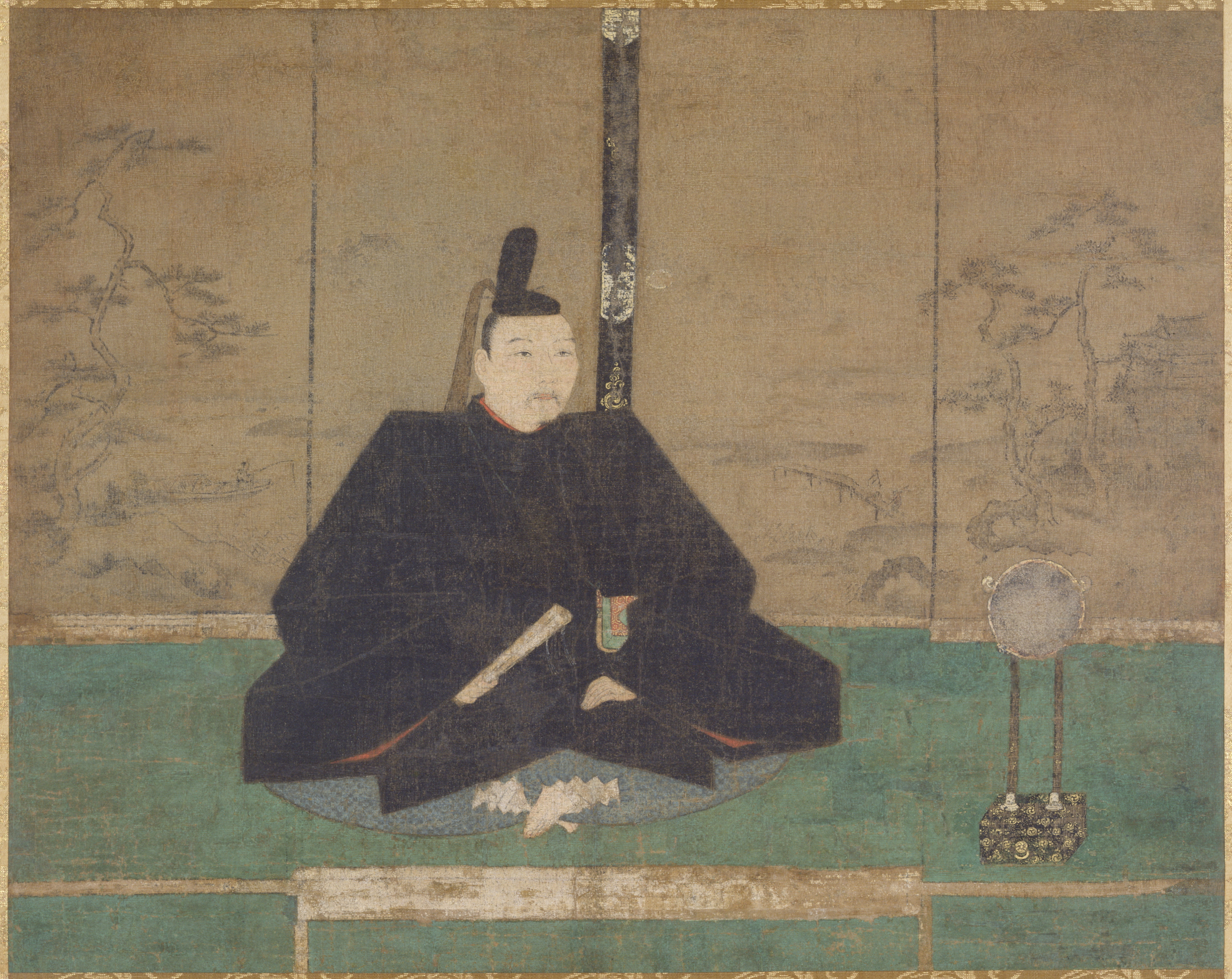
Portrait d'Ashikaga Yoshimasa.
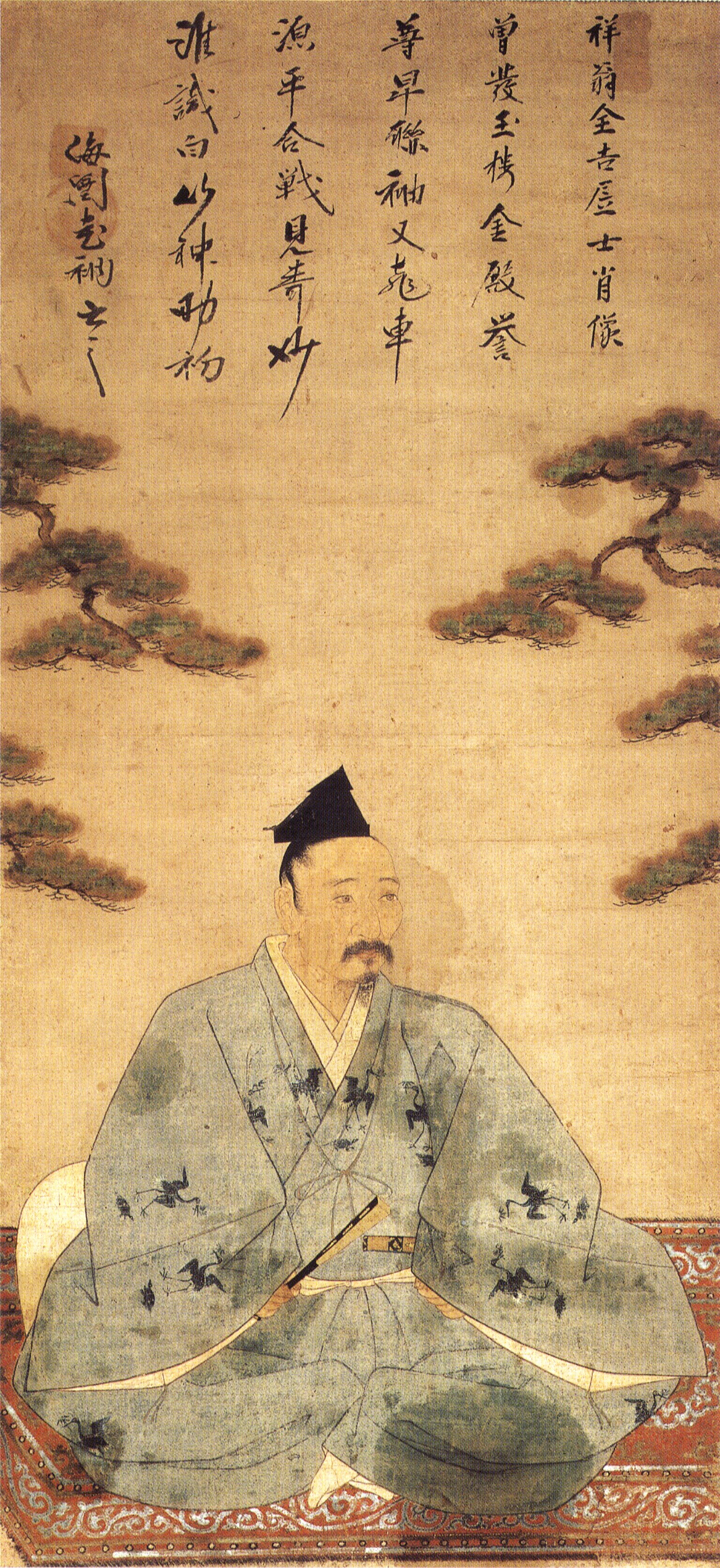
Portrait de Momonoi Naoaki.

L'école Kanō fut fondée par Kanō Masanobu (1434–1530), chef du bureau des peintres du shogunat, formé à l'école de la peinture monochrome, mais qui réalisa également des portraits dans le style japonais, par exemple le portrait funéraire d'Ashikaga Yoshihisa commandité par sa mère Hino Tomiko, ou encore le portrait de cette dernière (perdu) qui est un des premiers portrait de femme du groupe guerrier attestés. Son fils et successeur Motonobu (1476-1536), qui reçut une partie de sa formation chez les Tosa dont il avait épousé une fille, combina dans ses œuvres les styles japonais et chinois. Il réalisa notamment des décors intérieurs dans des temples de Kyoto (Daisen-in, Reiun-in). Eitoku (1543-1590), figure majeure de l'art de l'époque Azuchi Momoyama, excella quant à lui dans les peintures sur paravents et murs.

Peintures de l'école Kanō de la période de Muromachi.
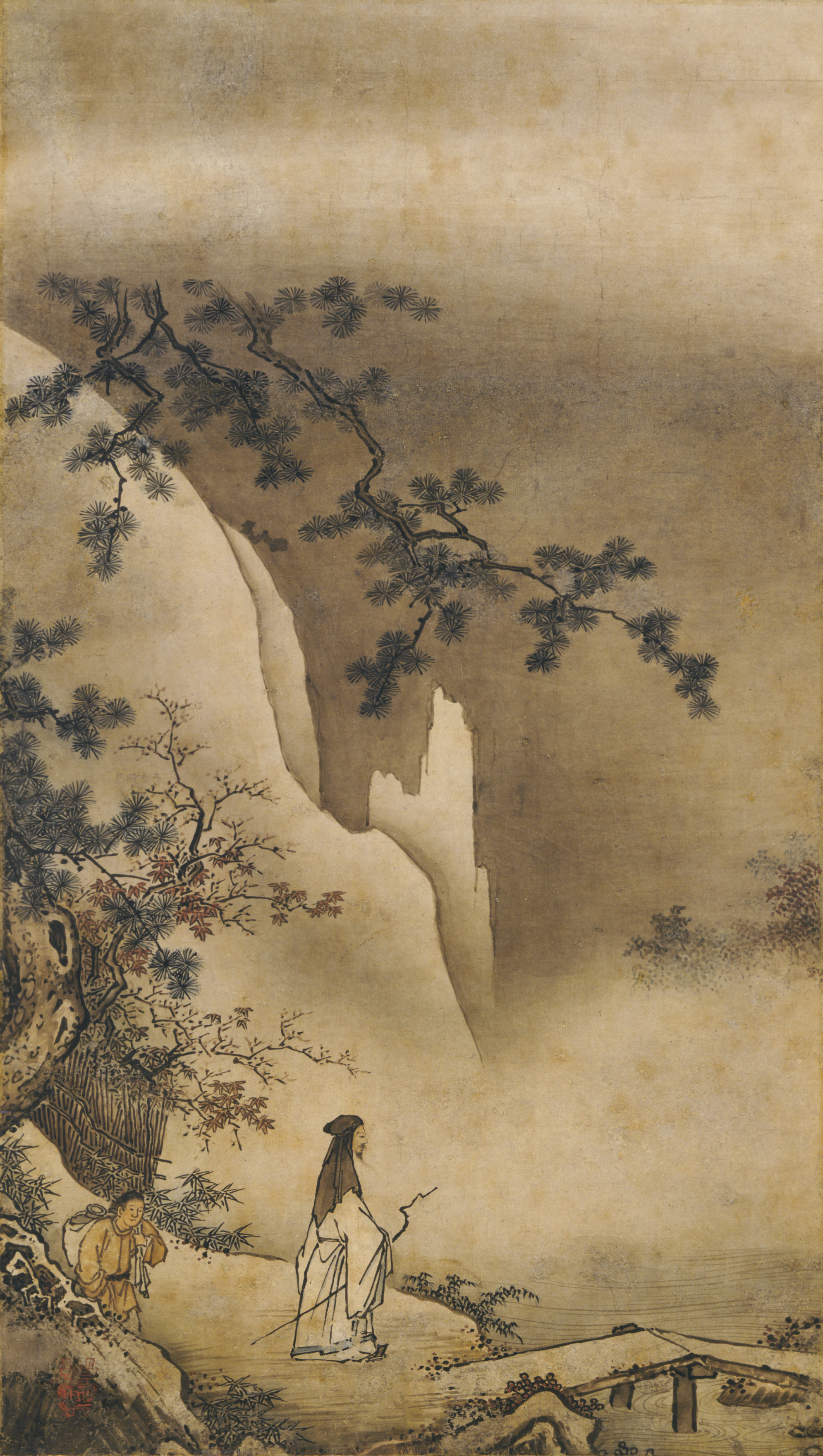
Paysage par Kanō Masanobu (XVe siècle). Musée national de Kyūshū
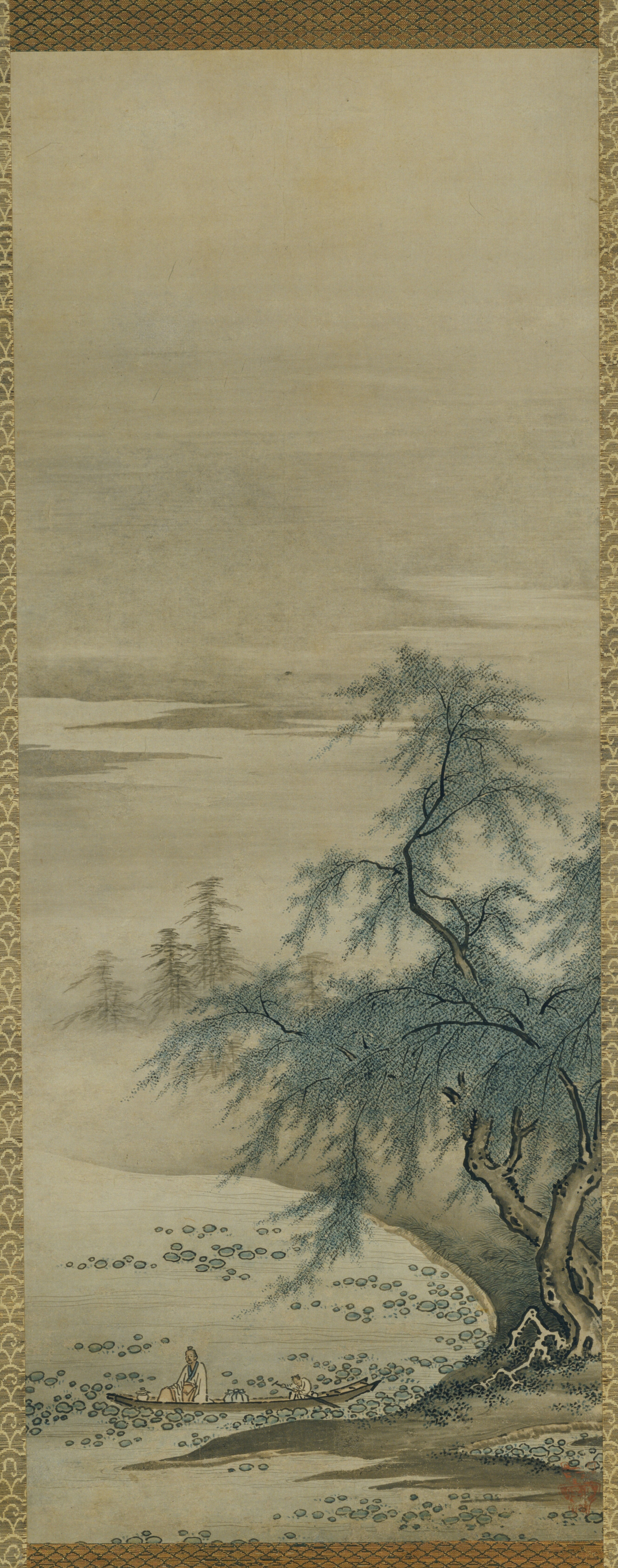
Zhou Maoshu observant les lotus, par Kanō Masanobu. Musée national de Kyūshū.
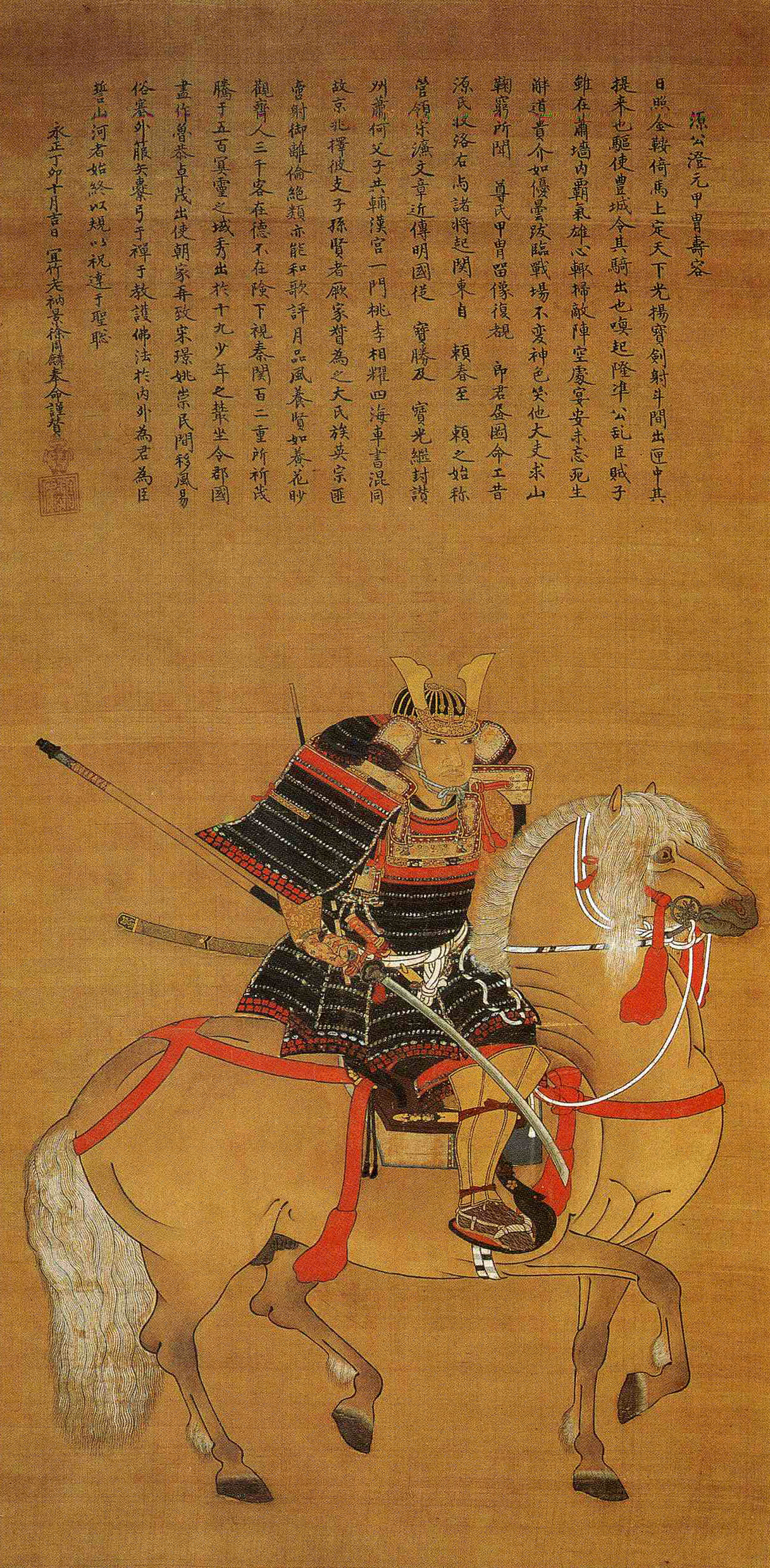
Hosokawa Sumimoto en armure à cheval, peint par Kanō Motonobu, 1507. Musée Eisei Bunko.
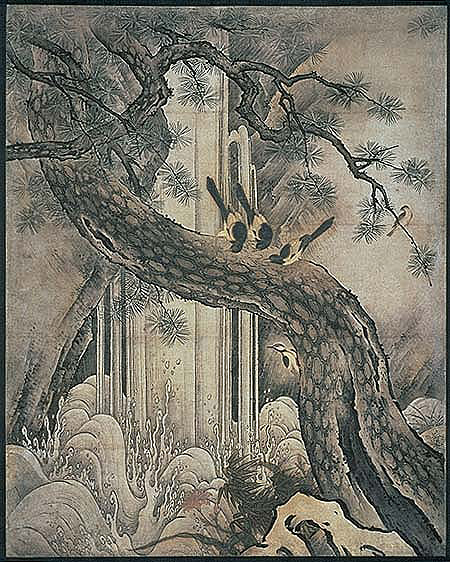
Fleurs et oiseaux des quatre saisons, série des 8 rouleaux verticaux peints par Kanō Motonobu pour le Daisen-in de Kyoto, v. 1513.

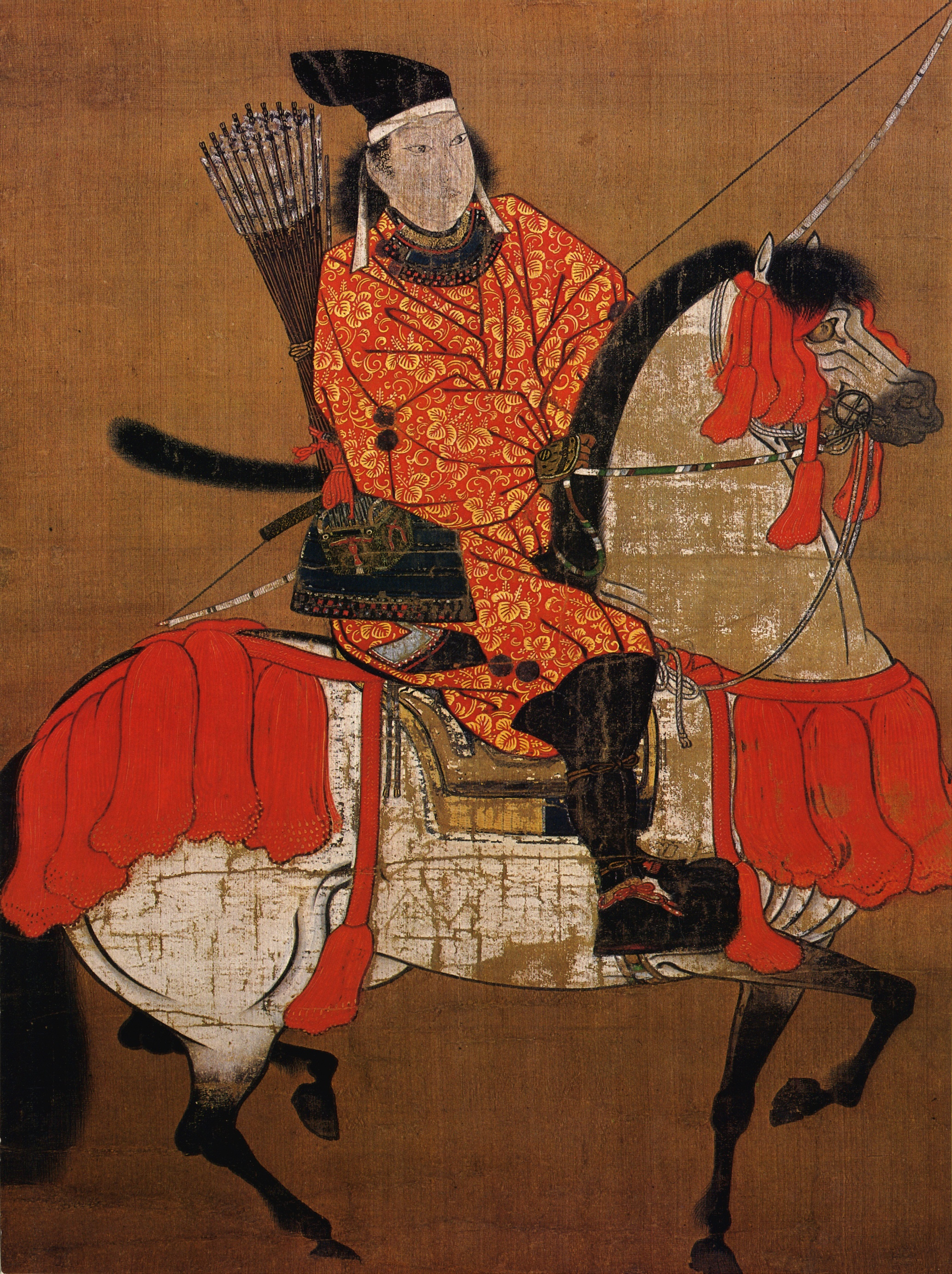
Portrait funéraire d'Ashikaga Yoshihisa à cheval, attribué à Kanō Masanobu, v. 1498.
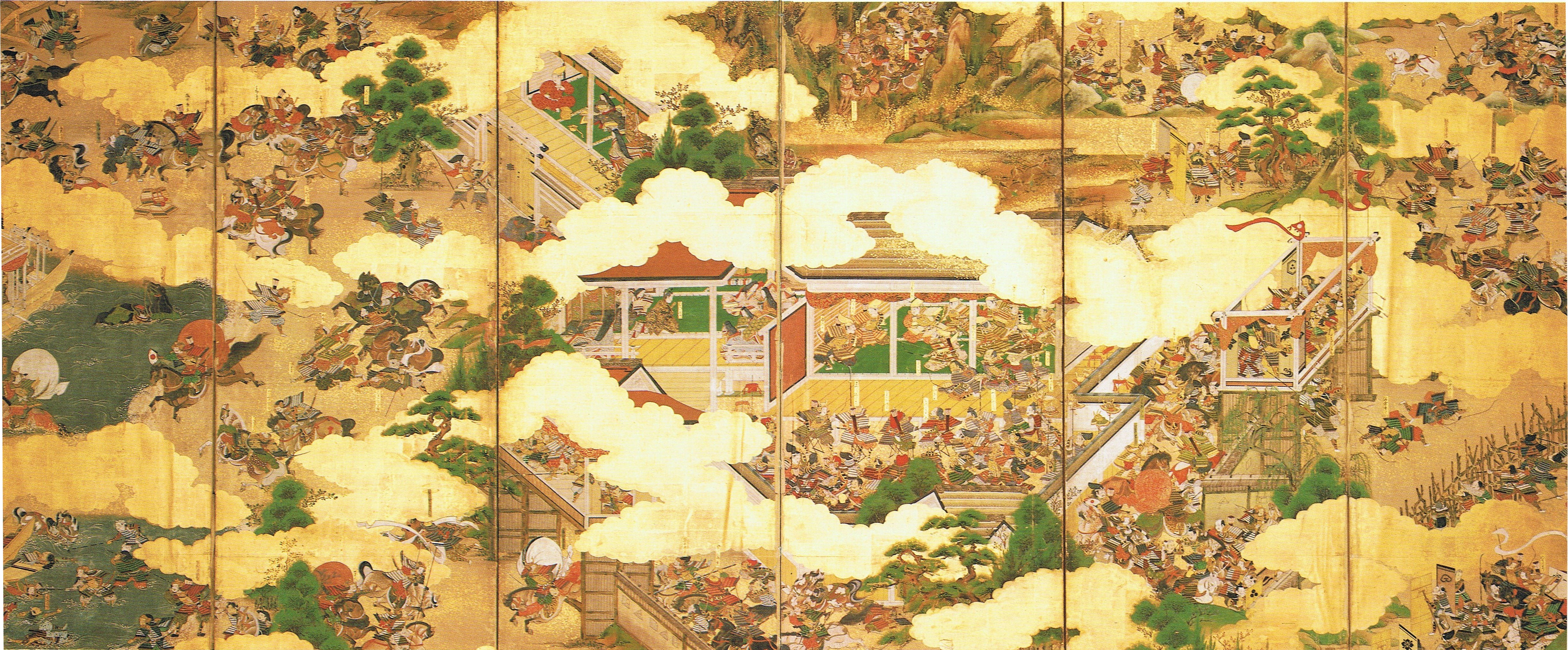
Paravent de gauche à six feuilles (d'une paire) : Scène de la guerre de Genpei (1180-1185), par Kanō Motonobu.
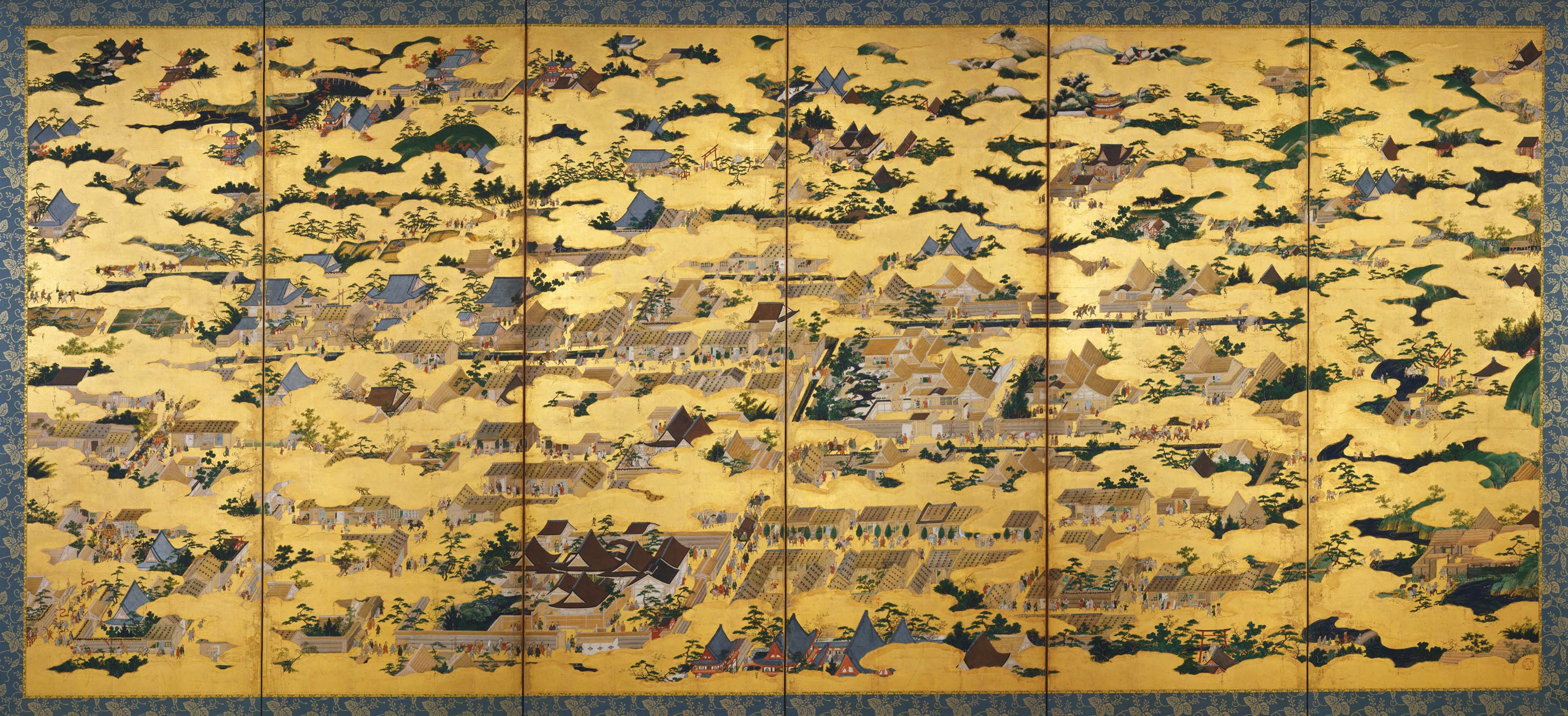
Vues à l'intérieur et à l'extérieur de la capitale de Kanō Eitoku, v. 1561-1562. Yonezawa City Uesugi Museum.

### Littérature
La littérature en langue chinoise fut marquée par la production des moines du Zen, habitués à étudier en Chine et dans cette langue. C'est ce qui a été désigné comme la « littérature des cinq montagnes » (Gozan bungaku), pour l'essentiel une production poétique suivant en bonne partie les modèles de la dynastie Tang (notamment les exemples fournis par l'anthologie Santaishi qui était alors étudiée dans les monastères zen) ; certains écrivirent aussi des recueils de propos de maîtres zen, goroku. Elle se développa à la fin de l'époque de Kamakura et à l'époque des Cours du Sud et du Nord autour des grands maîtres de l'époque qu'étaient Sesson Yūbai, Kokan Shiren, Chūgan Engetsu ou encore Gidō Shūshin, puis se poursuivit au XVe siècle (Shinden Seiha, Kōsei Ryūha, etc.) avant de décliner. Ikkyū Sōjun (1394-1481), forte personnalité, figure plus libre et excentrique parmi les moines zen, non lié aux cinq montagnes, s'illustra également par ses poèmes en chinois (compilés notamment dans Kyōunshū, « Recueil de nuages fous ») ; il devait devenir à l'époque d'Edo une figure très populaire. Les monastères zen furent également très actifs dans les impressions (xylographie) de textes religieux en chinois, qui connurent un essor à l'époque des Cours du Sud et du Nord avec la venue de maîtres imprimeurs chinois et aussi l'appui d'Ashikaga Takauji. Il ne s'agissait pas encore à cette période d'éditions à finalité commerciale, mais d'une production diffusée dans les milieux monastiques et aussi chez les élites profanes. Cette littérature en chinois produite ou diffusée par les moines zen fut particulièrement importante dans la construction de la culture de l'époque de Muromachi, même si son étude est souvent laissée de côté au profit de la littérature en japonais de la période.
Plusieurs lettrés de la noblesse de cour assurèrent de leur côté la défense et la promotion des « études japonaises » (Wagaku), dans les milieux de la Cour du Sud (Go-Daigo, Kitabatake Chikafusa, Nijō Yoshimoto) et du Nord avec Imagawa Sadayo, au profil plus original parce qu'issu de l'aristocratie guerrière. Les études japonaises connurent un regain à partir de la seconde moitié du XVe siècle avec Ichijō Kaneyoshi (1402-1481), noble de la cour impériale qui produisit notamment des commentaires du Dit du Genji, des Contes d'Ise et du Nihon shoki. Les lectures et discussions sur les classiques japonais furent courantes à l'époque d'Higashiyama. Là encore se remarque le caractère collectif de la production culturelle de l'époque : le Rōkashō (1476), commentaire du Dit du Genji, fut ainsi élaboré à partir des notes prises par le poète Shōhaku lors d'une lecture donnée par son maître Sōgi, que Sanjōnishi Sanetaka augmenta ensuite de ses analyses. Ce dernier, noble de cour, joua par ailleurs un rôle important dans la préservation et la diffusion de textes en japonais comme en chinois durant les temps troublés suivant l'époque de la guerre d'Ōnin ; il supervisa par exemple les calligraphies accompagnant l'édition illustrée du Dit du Genji réalisée en 1510 par le peintre Tosa Mitsunobu pour le compte du daimyō Sue Saburō, ce roman caractéristique de la culture de cour impériale étant aussi très populaire dans le milieu des guerriers.
Dans le domaine de la poésie en japonais, le waka traditionnel est dominé au début de la période, et dans la continuité de la précédente, par les membres de la famille noble Nijō. Ils formèrent en particulier Ton'a (1289-1372), d'origine modeste, qui fut parmi les premiers poètes professionnels vivant de leurs écrits, figure qui se répandit par la suite. Shōtetsu (1381-1459), moine zen mais peu versé dans la poésie chinoise, fut le dernier grand représentant de la poésie japonaise classique waka et influença par son usage du concept esthétique yūgen les poètes qui devaient porter au sommet un autre genre poétique, le renga, les poèmes liés. Il s'agissait d'un divertissement développé à l'origine dans l'ombre du waka, qui connut un essor à partir du milieu du XIVe siècle, époque de rédaction d'une anthologie et d'un traité sur ce genre par Nijō Yoshimoto, puis finit par devenir le genre le plus pratiqué de poésie en japonais. Il consistait en l'enchaînement en alternance de tercets de 5-7-5 syllabes et de distiques de 7-7 syllabes par plusieurs participants lors de réunions poétiques en vogue à l'époque, la forme ultime étant la chaîne de cent vers (hyakuin). Shinkei (1406-1475), puis Sōgi (1421-1502) et ses disciples Shōhaku (1443-1527) et Sōchō (1448-1532) portèrent le genre à son sommet. Ces trois derniers se réunirent pour la « Composition à trois de Minase », Minase sangin hyakuin (1488), succession de cent vers considérée comme un modèle du genre. Plusieurs traités avaient alors fixé la forme de ces réunions poétiques (Sasamegoto de Shinkei), et des compilations diffusaient les réalisations jugées les plus remarquables (Shinsen Tsukuba-shū, « Nouveau recueil de Tsukuba », de Sōgi).
Pour ce qui concerne la littérature narrative, le plus fameux des « dits guerriers » (gunki monogatari), le Dit des Heike, développé dans le milieu des conteurs itinérants, les « moines au luth », durant l'époque de Kamakura, reçut son édition de référence vers 1371 (voir plus bas). Le Dit des Soga (Soga monogatari), et la Chronique de Yoshitsune (Gikeiki), composés vers l'époque des Cours du Sud et du Nord, complètent le cycle épique des dits guerriers prenant place dans le contexte des conflits du début du shogunat de Kamakura. Vers la même période fut rédigé le Récit de la grande paix (Taiheiki), décrivant du point de vue de la Cour du Nord, donc des guerriers, les événements de l'époque des deux Cours jusqu'en 1368, qui rencontra une grande popularité. Le « Discours de pruniers et de la paix », Baishōron, relate la fondation du shogunat de Muromachi, là encore du point de vue du Nord. Le « Miroir complémentaire », Masukagami, souvent attribué sans certitude à Nijō Yoshimoto, en tout cas plutôt du point de vue du Sud et de la tradition impériale, est un récit historique dans la lignée des « miroirs » (kagami) des époques précédentes relatant les événements de l'époque de Kamakura (1180-1333). Développant un autre type de discours sur le passé, plus ample et avec une forte teinte religieuse, l’Histoire de la succession correcte des dieux et des empereurs (Jinnō Shōtōki) de Kitabatake Chikafusa (1293-1354), reprend l'histoire depuis les origines des empereurs du Japon afin de légitimer la Cour du Sud dont l'auteur était un des principaux généraux. Elle fait cela en idéalisant le gouvernement de l'époque de Heian, durant lequel les nobles dirigeaient de fait la cour, situation présentée comme ce qui suit le mieux les volontés divines et permet au Japon d'être à sa place légitime, la première. Pour les périodes postérieures, divers récits historiques rapportèrent les faits des diverses ères de l'époque de Muromachi peu de temps après, par exemple le Récit de l'ère Eikyō (Eikyōki) qui couvre les années 1436-1477 ou le Récit de l'ère Ōnin (Ōninki) qui est une source essentielle sur la période de la guerre d'Ōnin. Ces textes relèvent en fait plutôt du genre des dits guerriers. Le Zenrin Kokuhōki de Zuikei Shūhō (1392-1473) est quant à lui la première histoire diplomatique du Japon, relatant ses relations avec la Chine et la Corée, tout en reprenant plusieurs documents diplomatiques.
La période de Muromachi vit également la production de récits de fiction courts, qui furent désignés à l'époque d'Edo sous le nom d’otogi-zōshi (on parle aussi de Muromachi monogatari, « romans de l'époque de Muromachi »). Près de 500 ont été recensés, mis par écrit entre le XIVe siècle et le début du XVIIe siècle. Il peut s'agir d'histoires de mœurs dans le milieu des nobles et aussi des moines, de récits de fondations de monastères et autres textes religieux édifiants ou moralisants, de faits guerriers, d'histoires fantastiques, de récits d'ascension sociale de gens du peuple, etc. Pour les historiens, cette forme de littérature populaire offre un éclairage appréciable sur la société médiévale. Ces récits étaient sans doute déclamés par des conteurs itinérants qui contribuèrent à leur diffusion. Au XVIe siècle apparurent les premiers « livres illustrés de Nara » (Nara-ehon ; là encore l'appellation est plus tardive), à cette époque des rouleaux, qui reproduisaient les récits populaires avec des illustrations que pouvaient présenter à leur audience ceux qui les contaient.
Également dans une veine « populaire », le Recueil pour chanter dans la sérénité (Kanginshū), achevé en 1518, est une anthologie de plus de 300 chants existant à l'époque de Muromachi, qui contient aussi bien chants populaires (kouta) parlant souvent d'amour, que des chants de banquets (enkyoku) ou d'autres issus de spectacles théâtraux.

### Spectacles

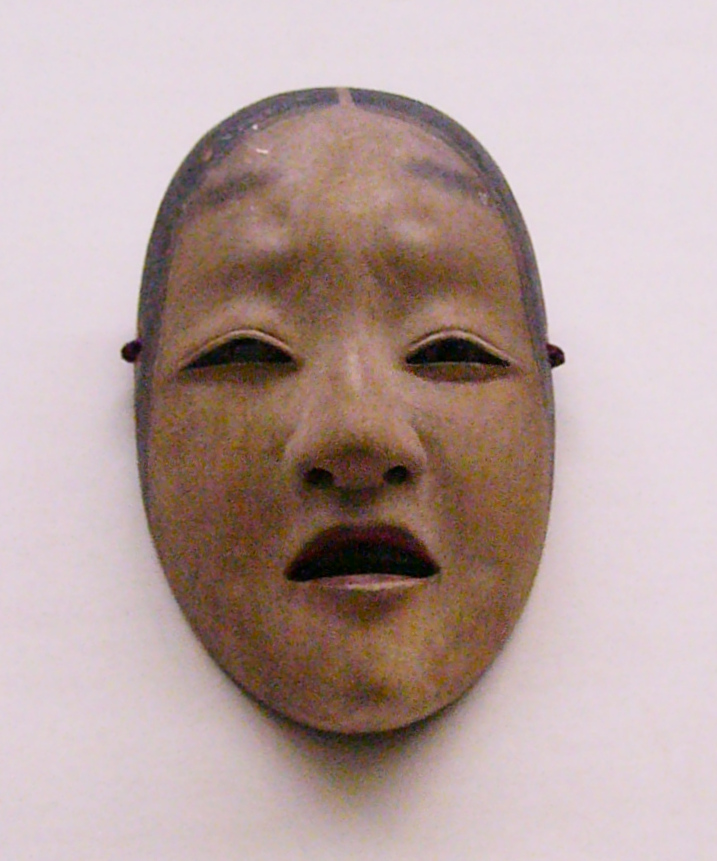
Masque de nō : femme à la chevelure longue (Masugami). XVI, Musée national de Tokyo.

Les arts du spectacle du Japon médiéval étaient pratiqués par une grande variété de spécialistes, qui accomplissaient leur performance dans des espaces publics, notamment lors de cérémonies et célébrations religieuses, et aussi dans un cadre privé, celui des réceptions des élites. Ils exerçaient leur art seuls ou en troupes, dans le cadre de guildes, souvent de façon itinérante.
Les religieux restaient très présents dans ce domaine, participant notamment à la diffusion et l'évolution des récits « populaires », pas forcément religieux, par leurs récitations publiques. Les « moines au luth », biwa hōshi, conteurs-musiciens souvent aveugles, restaient très appréciés ; ainsi Akashi Kakuichi (mort en 1371) à qui on attribue la version classique du Dit des Heike, le plus connu des récits guerriers. Les « nonnes de Kumano », Kumano bikuni, et les « moines commentateurs d'images », etōki hōshi, contaient également des histoires ou prêchaient avec l'appui de rouleaux illustrés. En revanche les « artistes-prostituées » pratiquant la danse et le chant comme les shirabyōshi, très appréciées des élites de l'époque de Kamakura, semblent avoir périclité après le XIVe siècle, leurs arts ayant évolué vers d'autres formes comme les danses kusemai dont le style inspira le nō.
Divers types de spectacles accomplis par des troupes associaient chants et danses accompagnés de musique, pantomimes ou scènes dialoguées, d'acrobaties et tours d'adresse ; il existait aussi des troupes itinérantes de marionnettistes (kugutsu/kairaishi) pratiquant un même type de spectacle. Comme chez les conteurs itinérants, le répertoire de ces artistes puisait dans les sujets religieux, les contes étranges, les récits courtois et guerriers. Le dengaku, accompli par des troupes lors de fêtes religieuses, connut son âge d'or au milieu du XIVe siècle, des foules se pressant alors pour les regarder, allant jusqu'à provoquer lors d'un de ces événements à Kyoto en 1349 l'effondrement d'une tribune montée pour l'occasion selon ce que rapporte le Taiheiki. 
Le sarugaku était un autre type de spectacle troupier, qui semble avoir eu des aspects comiques et improvisés plus prononcés. Ces arts évoluèrent progressivement vers le nō, art théâtral lyrique qui fut créé par la guilde Yūzaki, une des quatre troupes du Yamato spécialisées dans le sarugaku, à la suite de Kan'ami Kiyotsugu (1333-1384) et surtout de son fils et successeur Zeami (v. 1363-1443). À la fois acteurs, écrivains-compositeurs et metteurs en scène, rédigeant des livrets contribuant à codifier le genre et élaborant des masques et costumes travaillés, ils conçurent des pièces qui plurent dans le milieu des élites cultivées, jusqu'au shogun. Zeami, le plus talentueux et prolifique, intégra à son art le concept esthétique de yūgen (dans sa variante « mystérieuse »). Le genre consolida son succès durant le reste de l'époque de Muromachi, sans que les nouveaux auteurs n'égalent le talent des fondateurs. Si le répertoire du nō est plutôt dramatique, l'aspect comique du sarugaku se retrouva dans un autre type de spectacle théâtral, le kyōgen, reposant sur les dialogues improvisés, la farce et la satire, qui connut lui aussi un succès considérable lui permettant de devenir par la suite un genre classique. 
La fin de l'époque de Muromachi vit également l'émergence d'un nouveau type de spectacle populaire, les « danses élégantes » (fūryū-odori), reposant en partie sur le répertoire du nō et du kyōgen, qui eurent un grand succès à la fin du XVIe siècle, quand s'étaient constituées des troupes comptant parfois plusieurs centaines de membres.

### Cuisine et banquets

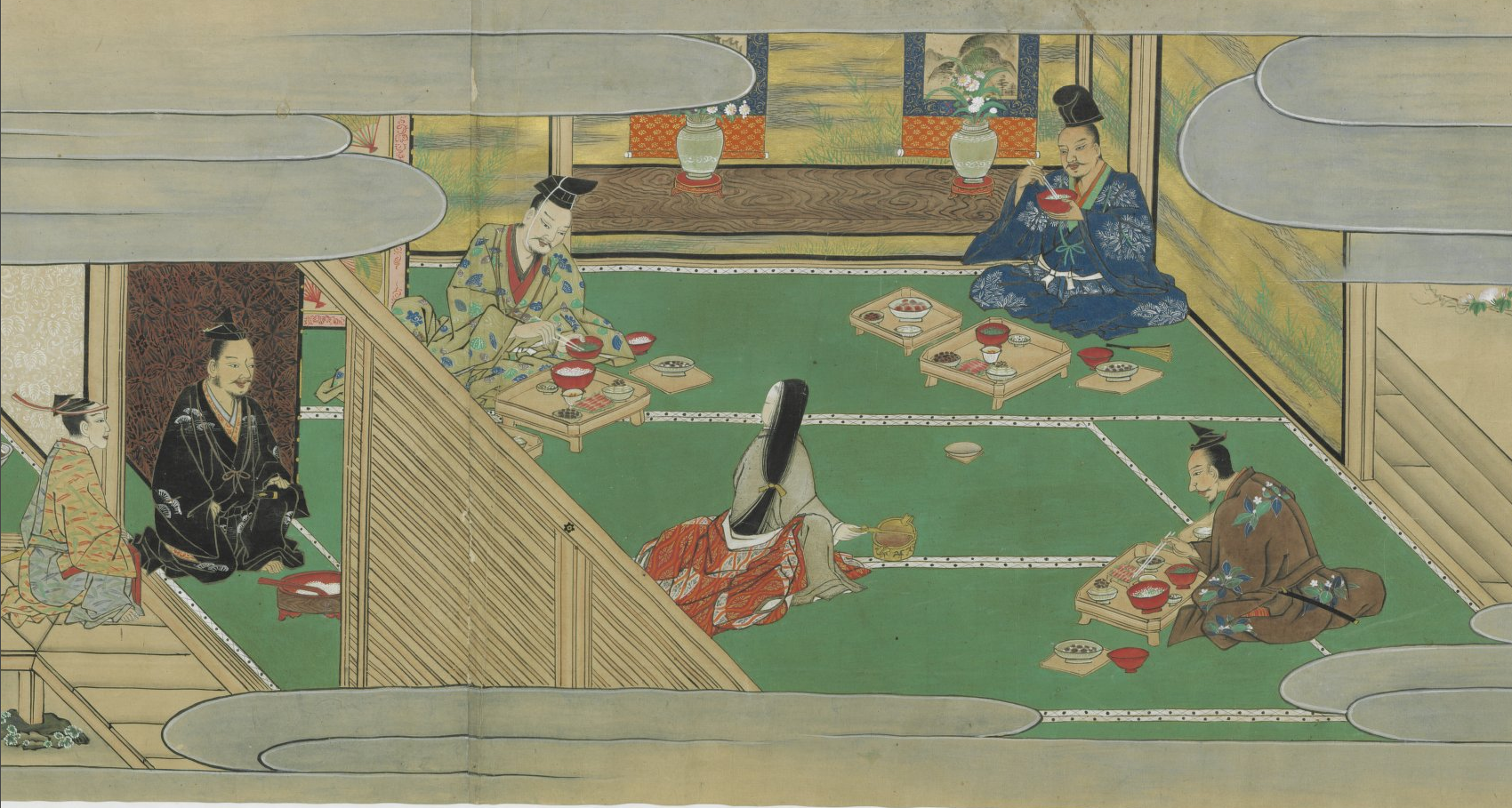
Extrait du Rouleau sur les mérites comparés du saké et du riz (Shuanron emaki) entre un noble, un moine et un guerrier (scène 4). Version de la Bibliothèque nationale de France, copie du à partir d'un original du XVI.

Du point de vue des aliments, la période de Muromachi conclut une longue période qu'Ishige Naomichi a qualifiée de « formative », qui durerait depuis l'époque antique et durant laquelle s'était progressivement constituée la base de l'alimentation traditionnelle japonaise. Débuta ensuite une ère de changements, qui couvre en gros l'époque Sengoku, l'époque Azuchi Momoyama et le premier demi-siècle d'Edo (v. 1600-1650), sous l'influence d'apports extérieurs (notamment les premiers contacts avec les Européens qui apportèrent de nouvelles denrées comme le poivre) et des bouleversements sociaux du temps. L'époque de Muromachi vit notamment le développement et la ritualisation de la consommation du thé, la sauce soja devint un assaisonnement populaire dans la seconde moitié du XVIe siècle, des mets comme le manjū, le yōkan ou le tofu se répandirent à partir du milieu des temples car ils étaient adaptés à leur modèle de « repas végétarien » ou « maigre », toki ou shōjin-ryōri.
Sous l'influence de ce dernier et du « grand banquet » (daikyō-ryōri) traditionnel du milieu aristocratique se constitua une nouvelle forme de banquet dans le milieu des élites, le « repas formel », honzen-ryōri. Les plats y sont servis aux convives sur un plateau, avec un ordre précis pour les déguster, suivant un rythme en trois temps qui rappelle les structures des poèmes, avec trois plateaux servis consécutivement comprenant en général 5/5/3 mets ou 7/5/3 mets. Ce repas était en général intégré entre diverses collations autour du thé ou du saké (jamais les deux en même temps) : avant, ce peut être du thé avec hors-d’œuvre (tenshin) et/ou un « apéritif » au saké et petits accompagnements (shikisankon) ; le honzen peut être interrompu par une collation au thé et friandises (kashi) ; enfin il peut être suivi d'une collation arrosée de saké (shuen) accompagnée de musique ou d'un autre type de spectacle. La coexistence des différents types de repas et collations est notamment illustrée par le Rouleau sur les mérites comparés du saké et du riz (Shuanron emaki), dont l'original est daté du XVIe siècle mais qui est connu par des copies de l'époque d'Edo. La mode des banquets formels se diffusa dans le milieu des guerriers, à partir de la cour des shoguns. Il s'agissait de réunions très importantes dans les sociabilités du temps, tenues dans les pièces de réception (kaisho) suivant une étiquette précise, la place des invités reflétant leur rang social, l'existence de liens de vassalité et de clientélisme, visibles aussi dans les présents qui pouvaient être offerts au cours de ces réunions, qui pouvaient aussi servir à formaliser des alliances ou des réconciliations.

### Consommation et cérémonie du thé
L'habitude de déguster du thé en bonne société (cha-yoriai) connut un grand développement dans les milieux des élites de l'époque de Muromachi, aussi bien à la cour que dans les temples zen. La cérémonie du thé (chanoyu ; ou « voie du thé », chadō/sadō) portait le raffinement de ces pratiques à un degré plus haut. La consommation de thé n'était cependant pas restreinte aux milieux aisés, puisque des boutiques et marchands ambulants vendant des tasses de thé pour des sommes modiques sont attestés dès le début du XVe siècle à Kyoto.
Le Traité sur la dégustation du thé (Kissa ōrai), rédigé avant le milieu du XIVe siècle (attribué au moine Gen'e), est le premier manuel décrivant une cérémonie du thé, inspirée modèle des banquets des nobles ; elle devait selon lui se dérouler en plusieurs temps : accueil des invités avec un apéritif au saké et repas au thé, promenade dans le jardin, puis dégustation du thé à proprement parler dans une pièce idoine, avec des sucreries, et enfin des divertissements (musiques, danses) accompagnés de saké. Ces rassemblements s'accompagnaient parfois de concours au cours desquels il fallait deviner les « crus » proposés. À l'époque de Kitayama ces rassemblement furent plutôt marqués par l'« extravagance » (basara) qui avait cours en ce temps parmi les élites, les concours donnant lieu à des paris élevés. 
La retenue et la simplicité prirent le dessus par la suite. À l'époque d'Higashiyama, Nōami (1397-1471) et Murata Jukō (1423-1502) posèrent les bases de la rigoureuse étiquette qui devait être suivie dans l'accomplissement de cet art, qui allie esthétique et harmonie, puisque la cérémonie doit aussi être un moment de communion entre l'hôte et ses invités. Cet art se voulait désormais plus modeste, reposant sur les notions cardinales de wabi, beauté par la simplicité et la retenue, et sabi, beauté des choses marquées par le passage du temps. Cette tendance se poursuivit avec les maîtres du thé du XVIe siècle, issus des milieux bourgeois de Sakai : d'abord Takeno Jōō (1502-1555) durant l'ère Tenmon, puis les trois grands maîtres du thé de l'époque Azuchi-Momoyama, Imai Sōkyū (1520-1593 ; le gendre de Jōō), Tsuda Sōgyū (mort en 1591) et surtout Sen no Rikyū (1522-1591), qui servirent dans les cours d'Oda Nobunaga et de Toyotomi Hideyoshi. Dans sa forme classique, ce rituel débute par un repas léger (kaiseki) suivi par la consommation du thé en deux temps, « thé léger » (usucha) puis « thé fort » (koicha), le maître de cérémonie qui assure le service devant faire preuve d'une gestuelle précise et présenter à ses hôtes des objets correspondant aux goûts esthétiques du temps. Le développement de la cérémonie du thé accompagna celui des petites pièces de 4,5 tatamis des résidences de l'élite, puis donna naissance au XVIe siècle au pavillon du thé (chashitsu), localisé dans le type de jardin spécifique (roji) spécialement dédié à l'exercice de la cérémonie du thé. Suivant l'idéal de simplicité des grands maîtres du thé de l'époque, ce devait être une hutte de type rustique, mais les grands seigneurs préféraient généralement que leurs cérémonies du thé soient accomplies dans des espaces somptueusement décorés. La bonne conduite d'une cérémonie du thé imposait également la présence d'objets de bon goût, en premier lieu les céramiques. Les journaux des amateurs de thé qui apparurent au XVIe siècle, couchant par écrit des comptes-rendus des cérémonies du thé auxquelles avaient participé leurs rédacteurs, s'attardaient ainsi sur les objets présents dans la pièce de réception de leur hôte (peintures, service à thé), et non pas sur la qualité du thé consommé. Le milieu des amateurs du thé de cette époque, bien implanté dans les grandes villes (Kyoto, Sakai, Nara, Hakata) était essentiellement masculin, et comprenait de plus en plus de gens du commun, surtout des marchands, signe de la diffusion de la pratique de la cérémonie du thé à cette époque.

### Arts des fleurs et de l'encens
L’ikebana (« arrangement de fleurs ») ou kadō (« voie des fleurs ») est l'art portant sur la réalisation d'arrangements avec des fleurs, arbustes et autres végétaux. Dans le contexte des réunions d'esthètes courantes à la période Muromachi, cet art faisait l'objet de jeux au cours desquels on cherchait à réaliser les plus belles compositions. Cet art s'adapta aussi à la popularisation des pièces de petite taille du style shoin et des cérémonies de thé, avec le développement du style nageire valorisant des compositions simples posées dans des vases d'aspects rustique, y compris des contenants taillés dans du bambou (à l'initiative de Sen no Rikyū selon la tradition). Ikenobō Senkei fut le plus grand maître de cet art à l'époque Sengoku, fondateur de l'école qui porte son nom.
Le kōdō est l'art consistant en l'approche esthétique de l'encens et des parfums, qu'il s'agisse de la réalisation des compositions les plus plaisantes du point de vue olfactif ou bien de la capacité à reconnaître les senteurs, jeux très prisés dans les cercles de l'époque d'Higashiyama. C'est de cette période que datent les deux principales écoles dont les fondateurs élaborèrent les règles régissant cet art : l'école Oie créée par Sanjōnishi Sanetaka et l'école Shino créée par Shino Munenobu. Les récipients servant à faire brûler l'encens étaient souvent des vases en laque, les importations chinoises étant là encore recherchées.

### Céramiques
La céramique employée par les foyers japonais de l'époque médiévale pour le quotidien (stockage et cuisson des aliments) était généralement une production locale de qualité fruste, même si les jarres ou les pots fabriqués dans les grands lieux de production de céramique étaient les plus prisés : fours de Bizen, d'Echizen, de Seto, de Shigaraki, de Tamba et de Tokoname. Les potiers y avaient alors conçu des grands « fours-tunnels » (ōgama) qui pouvaient atteindre jusqu'à 40 mètres de longueur et ainsi produire en plus grande quantité à de très hautes températures. Pour les banquets des élites, les cérémonies du thé, ou encore l'art floral, les céramiques répondaient à des exigences de qualité supérieure, puisqu'un assemblage de pièces de céramiques bien choisies, luxueuses et variées devait refléter la richesse et le bon goût de l'hôte. Les imports chinois ou les imitations de poteries chinoises étaient privilégiés dans ce domaine comme dans bien d'autres de l'esthétique de cette période, et les pièces les plus recherchées étaient souvent des productions des fours chinoises des périodes précédentes (Song et Yuan). Les marchands de céramiques s'assuraient cependant de suivre les préférences de leur clientèle, qui évoluaient régulièrement ; par exemple les céramiques en émail blanc ou céladons en forme de fleurs de chrysanthème ou de feuilles d'arbres furent très diffusées durant l'ère Tenmon (1532-1555).
L'évolution de la céramique à l'époque de Muromachi fut particulièrement marquée par le développement de l'art du thé, puisque le choix du récipient (jarres, bols, pots) était une partie essentielle de l'esthétique de ces cérémonies. Les amateurs de thé recherchaient et admiraient les pièces correspondant le mieux à leur idéal de raffinement, qui étaient plutôt d'aspect simple, rustique, vieilli, si on voulait suivre les principes wabi et sabi. Une des pièces les plus appréciées de l'époque, une jarre destinée à recueillir les feuilles de théier de fabrication chinoise, eut le privilège de recevoir un nom, Chigusa (littéralement « millier/infinité de variétés/herbes »), et fit l'objet de descriptions admiratives dans les journaux des esthètes de l'époque. Mais les maîtres du thé conseillèrent également l'usage de certaines productions japonaises. Les imitations des bols chinois de type jian, appelées tenmoku au Japon, déjà très répandus à l'époque de Kamakura, furent particulièrement appréciées. Le maître du thé Murata Jukō recommanda en particulier les productions des fours de Shigaraki et de Bizen,.

Céramiques de la période de Muromachi.
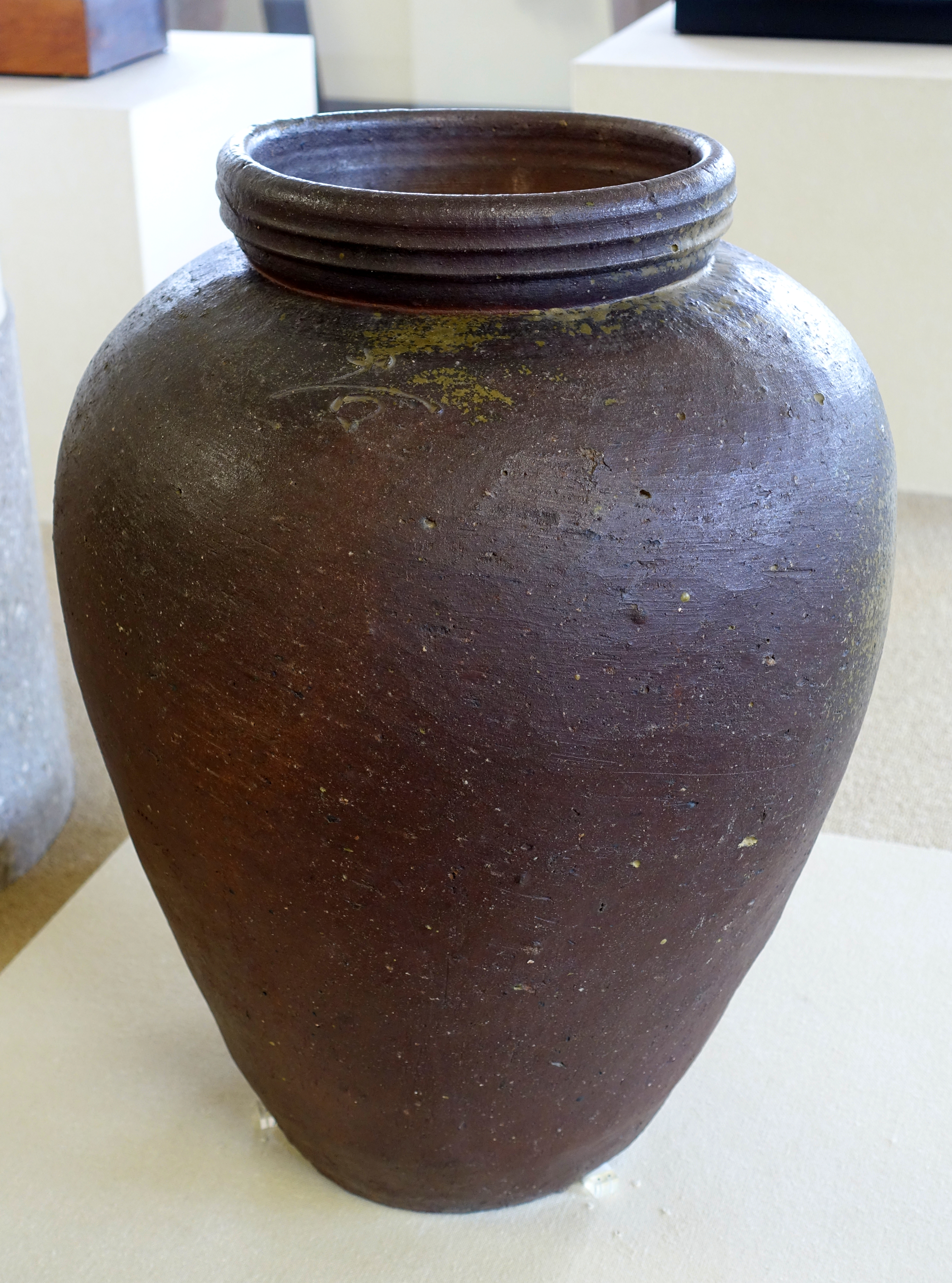
Jarre issue des fours de Bizen. Musée d'art de Hakone.
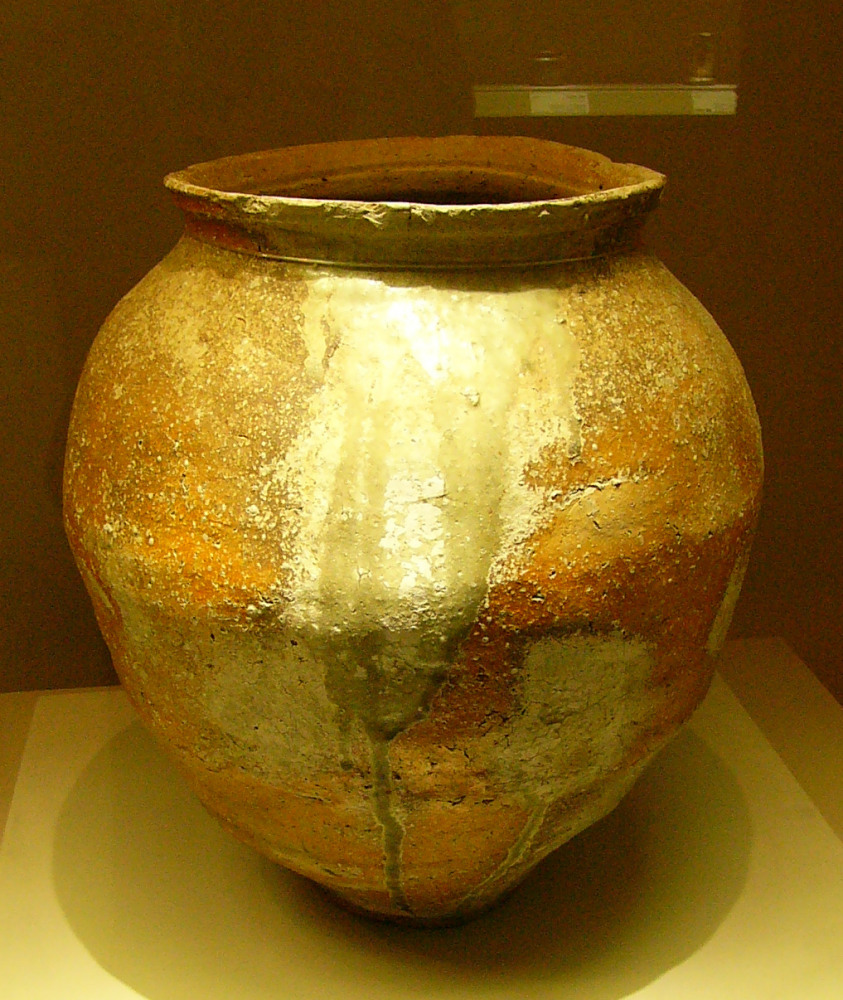
Jarre issue des fours de Shigaraki. Musée des céramiques orientales d'Osaka.
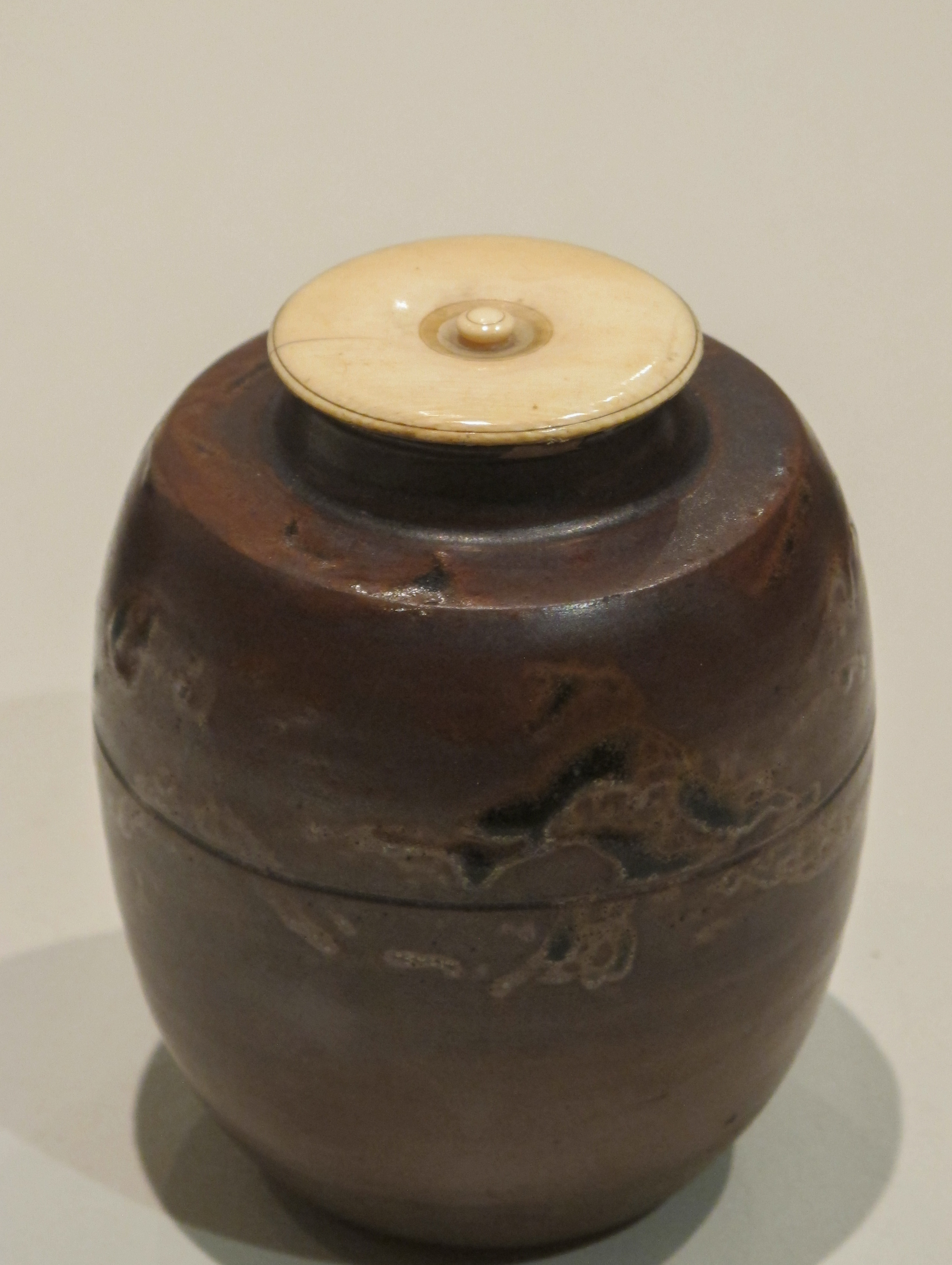
Pot à thé chaire, production des fours de Seto, début XVIe siècle Musée Guimet.
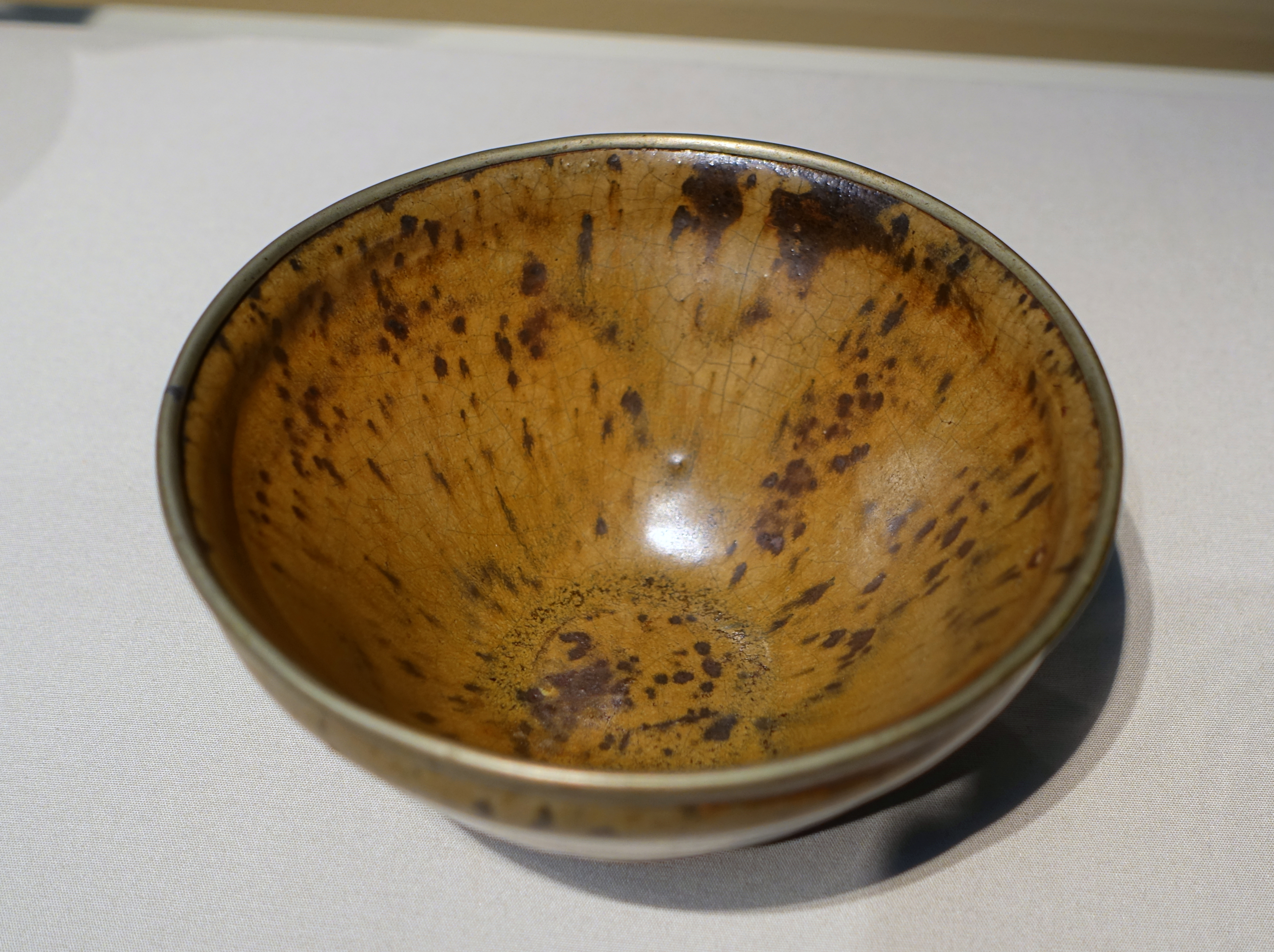
Bol de type tenmoku, issu des fours du Mino. Freer Gallery of Art.

### Bains
Durant la première partie de l'ère médiévale, les bains (yu, furo) étaient surtout accomplis à des fins religieuses, dans des temples, pour les purifications avant des rituels ; des bains de charité étaient aussi offerts aux nécessiteux ; et d'autres avaient une finalité thérapeutique, dans des sites extérieurs aménagés comme les sources chaudes d'Arima (près de Kobe) ou le « bain-chaudron », kamaburo, chauffé artificiellement, de Yase (près de Kyoto). Les gens des élites pouvaient prendre des bains dans leurs espaces privés, dans des baignoires chauffées, et parfumés avec des plantes. Si ces pratiques perdurèrent durant l'époque de Muromachi, le rôle des bains évolua, en particulier à partir du XVe siècle. De plus en plus, cette pratique revêtit un aspect hygiénique et social avec l'apparition de bains collectifs destinés à des groupes, pour le divertissement et l'interaction sociale. Ces bains collectifs se développèrent d'abord dans des résidences privées, les gens des élites investissant de plus en plus de moyens dans leur aménagement, concevant des bâtiments séparés luxueux, et une esthétique du « bain élégant » (fūryūburo). On y recevait des invités, ce qui en fit des lieux de sociabilité importants dans les milieux aisés, le bain s'intégrant dans d'autres activités récréatives collectives (repas, collations, jeux, observation de fleurs, etc.). Un seigneur invitait notamment ses proches, ses vassaux et autres serviteurs aux bains afin de renforcer la cohésion du groupe. Les gens qui ne disposaient pas de bains chez eux pouvaient se regrouper avec d'autres personnes dans la même situation pour financer des bains coopératifs (gōmokuburo), ou bien louer des bains, ou encore payer l'entrée dans des bains publics ; il est fait mention de ces derniers à partir du second quart du XIVe siècle (sous le terme sentōburo), et ils sont couramment évoqués au siècle suivant, avant tout à Kyoto et dans les villes principales. Ces bains publics devaient être visités par de plus en plus de gens du commun, la pratique du bain se diffusant dans la société au XVIe siècle.

### Histoire du Japon
- George Sansom (trad. Éric Diacon), Histoire du Japon : des origines aux débuts du Japon moderne, Paris, Fayard, 1988, 1020 p. (ISBN 2-213-01851-0)
- Francine Hérail, Histoire du Japon des origines à la fin de l'époque Meiji : matériaux pour l'étude de la langue et de la civilisation japonaises, Paris, Publications orientalistes de France, 1986 (OCLC 882418621, présentation en ligne, lire en ligne).
- Francine Hérail (dir.), Guillaume Carré, Jean Esmain, François Macé et Pierre-François Souyri, Histoire du Japon : des origines à nos jours, Paris, Éditions Hermann, 2010, 1413 p. (ISBN 978-2-7056-6640-8).
- Pierre-François Souyri, Nouvelle Histoire du Japon, Paris, Perrin, 2010, 627 p. (ISBN 978-2-262-02246-4).
- (en) William Wayne Farris, Japan to 1600 : A Social and Economic History, Honolulu, University of Hawai‘i Press, 2009, 248 p. (ISBN 978-0-8248-3379-4, lire en ligne).
- (en) Karl F. Friday (dir.), Japan Emerging : Premodern History to 1850, New York et Londres, Routledge, 2012, 478 p. (ISBN 978-0-8133-4483-6).
- (en) Amino Yoshihiko (trad. Alan S. Christy), Rethinking Japanese History, Ann Arbor, Center for Japanese Studies, The University of Michigan, 2012
- (en) Karl F. Friday (dir.), Routledge Handbook of Premodern Japanese History, New York et Londres, Routledge, 2017

### Japon médiéval
- (en) John W. Hall et Toyoda Takeshi (dir.), Japan in the Muromachi Age, Berkeley, Los Angeles et Londres, University of California Press, 1977, 376 p. (ISBN 0-520-02888-0).
- (en) Kozo Yamamura (dir.), The Cambridge History of Japan : Volume 3: Medieval Japan, Cambridge, Cambridge University Press, 1990 (ISBN 978-0-521-22354-6).
- Pierre-François Souyri, Histoire du Japon médiéval : Le monde à l'envers, Paris, Perrin, coll. « Tempus », 2013, 522 p. (ISBN 978-2-262-04189-2).
- (en) John A. Ferejohn et Frances McCall Rosenbluth (dir.), War and State Building in Medieval Japan, Stanford, Stanford University Press, 2010 (ISBN 978-0-8047-6371-4).
- Francine Hérail, « Le Japon. Du bakufu de Kamakura à celui de Muromachi », dans Jean Favier (dir.), XIVe et XVe siècles : crises et genèses, Paris, Presses universitaires de France, coll. « Peuples et civilisations », 1996, p. 805-857
- « Le Japon médiéval : au temps des samouraïs », Archéothéma, Histoire et archéologie, no 30,‎ septembre-octobre 2013, p. 4-80
- Nathalie Kouamé, Naissance et affirmation du Japon moderne : 1392-1709, Paris, Presses universitaires de France, coll. « Nouvelle Clio », 2024

### Culture, arts
- (en) Richard Bowring, The Religious Traditions of Japan : 500-1600, Cambridge, Cambridge University Press, 2005.
- Jean Guillamaud, Histoire de la littérature japonaise, Paris, Ellipses, 2008
- (en) Haruo Shirane, Tomi Suzuki et David Lurie (dir.), The Cambridge History of Japanese Literature, Cambridge, Cambridge Univeristy Press, 2016.
- Christine Shimizu, L'Art japonais, Paris, Flammarion, coll. « Tout l'art, Histoire », 2001, 2014, 448 p. (ISBN 978-2-08-120787-5)
- (en) Yoshiaki Shimizu (dir.), Japan : the Shaping of Daimyo Culture, 1185-1868, Washington, National Gallery of Art, 1988, 402 p. (ISBN 0-89468-122-2, lire en ligne).